# Roland Bader
Roland Bader (* 24. August 1938 in Wangen im Allgäu) ist ein deutscher Dirigent.

## Leben
Roland Bader studierte ein Semester Kirchenmusik in Rottenburg am Neckar, absolvierte dann die sogenannte C-Prüfung für Organisten und studierte danach an der Musikhochschule Stuttgart, wo er Orgel (Nowakowski), Klavier (Lautner), Viola (Kessinger) und Komposition (Joh. Nep. David) studierte. Von Hans Hörner, 1958–1965 Chefdirigent der Stuttgarter Philharmoniker und später Professor an der Musashino Musikhochschule Tokyo, erhielt Bader Privatunterricht zur Dirigenten-Laufbahn.
Nach seiner Ausbildung mit Abschlussexamen A in Kirchenmusik widmete Bader sich als Chorleiter und Organist der Kirchenmusik und den großen Oratorien sowie der sinfonischen Musik.
Bader war als hauptamtlicher Kirchenmusiker in Böblingen (1960–1967) und Ludwigsburg (1967–1970) angestellt.
Daneben gründete er 1966 das „Philharmonia Vocal-Ensemble Stuttgart“ (SemiProfiChor) und das „Philharmonia-Kammerorchester Stuttgart“ (Mitglieder der großen Stuttgarter Orchester), die „Böblinger Bach-Abende“ (1960) und die „Philharmonia-Konzerte“ Ludwigsburg (1967).
1963 war die Ersteinspielung von Mendelssohns Elias für VOX New York mit den Stuttgarter Philharmonikern, dem Böblinger Liederkranz und dem Bachchor Böblingen. Es folgten Einspielungen von Ein deutsches Requiem von Brahms und Mozarts Requiem, Schumanns Missa sacra, C.M. v. Webers Jubelmesse, der Messkirchner Messe von Conradin Kreutzer, Mozarts Krönungsmesse und diverse Trompetenkonzerte mit Walter Schetsche (SDR) als Solist.
1970 übernahm Bader die Position als Musikchef der Städtischen Bühnen in Oberhausen. Sein Repertoire weitete sich in dieser Zeit auch auf die Spiel-Oper und die Operette aus, womit er mit seinem Musiktheater-Ensemble auch viele niederländische Städte bespielte.
Weitere Stationen waren Essen – Dozent an der Folkwanghochschule 1971 bis 1976 für Dirigieren und Partiturspiel – und Berlin – Domkapellmeister und Leiter des Chores der St. Hedwigs-Kathedrale Berlin – von 1974 bis 1991. Er leitete auch den Chor der Bonner Bach-Gemeinschaft (1972–1975) und war Gründer und Leiter der Bischöflichen Kirchenmusikschule Berlin (1975–1987). Zahlreiche Rundfunkaufnahmen mit dem Chor der St. Hedwigs-Kathedrale Berlin und Tourneen in die USA, nach Australien und Japan zeichnen diese Zeit aus. Mit den Berliner Philharmonikern und dem Chor der St. Hedwigs-Kathedrale dirigierte Roland Bader 17 Mal in der Berliner Philharmonie chorsinfonische Werke von Verdi, Rossini, Bizet, Brahms, Elgar, Tschaikowski (Oper „Jeanne d'Arc“), Berlioz und Beethoven. Mozarts Geistliches Singspiel „Die Schuldigkeit des ersten Gebots“ war mit Roland Bader 1980 zum ersten Mal szenisch in Berlin zu sehen. Regie führte August Everding.
Bekannt wurde er auch durch seine Schallplatten-/ CD-Aufnahmen mit Werken von Leopold Mozart (Missa solemnis), Wolfgang Amadeus Mozart („Die Schuldigkeit des ersten Gebots“), Franz Xaver Wolfgang Mozart (2 Klavierkonzerte), Joseph Haydn (Schöpfung), Gaetano Donizetti/Vincenco Bellini (je drei kleine Sinfonien), Franz von Suppè (Requiem), Ignaz Jan Paderewski (Orchesterwerke), Ludwig van Beethoven (Drei Hymnen), Charles Gounod/Ant. Bruckner (Cäcilienmesse/Te Deum), Friedrich Kiel (Stern von Bethlehem), Ermanno Wolf-Ferrari („La vita nuova“) und Opern-Einakter „Susannens Geheimnis“, Max Bruch „Messe op 35“, Max Reger Hebbel-Requiem, Lateinisches Requiem op. 145a, Dies Irae, E. T. A. Hoffmann. (Oper „Undine“, Miserere und Messe), Otto Nicolai „Te Deum“, Richard Wetz (Sinfonie Nr. 1), Mario Castelnuovo Tedesco (Konzerte für 2 Gitarren), Charles Koechlin (Silhouettes de Comédie op 193 f. Fagott & Orchester), Grażyna Bacewicz (Sinfonie Nr. 3), Henryk Mikołaj Górecki (Sinfonie Nr. 1), Stanisław Moniuszko (Opern-Ouvertüren), Boris Ljatoschinskij (Sinfonien Nr. 4 und 5), Joseph Joachim (Ouvertüren), Otto Nicolai (Te Deum), Muzio Clementi, Domenico Maria Puccini und Joh. Nep. Hummel (Klavierkonzerte und Rondo), Kurt Weill (Sinfonien Nr. 1 und 2), Hans-Georg Pflüger (Memento mori) u. a.
Bader dirigierte das RSO Berlin (heute DSO), das RSB Berlin mit Rundfunkchor und Chor der Staatsphilharmonie Krakau im Gedenkkonzert am 3. Oktober 1990 (Brittens War Requiem mit Julia Varady und Dietrich Fischer-Dieskau), Tokyo Philharmonic, Tokyo Symphony Orchestra, Tokyo City Philharmonic, Seoul Philharmonic, Manila Philharmonic, Sydney Symphony, Melbourne Symphony, Edmonton Symphony (Kanada), Residenzorchester Den Haag, Limburgs Sinfonieorkest Maastricht, Philharmonia Hungarica, Mozarteumorchester Salzburg, Camerata Academica des Mozarteums Salzburg (Europa-Tournee mit Maurice André), Sinfonieorchester des NDR Hamburg, Sinfonieorchester des WDR Köln, „Gürzenich-Orchester Köln“, Sinfonieorchester des SWR Baden-Baden, Sinfonieorchester des Saarländischen Rundfunks, Radiophilharmonie Hannover, Orchester der Beethovenhalle Bonn, Duisburger Sinfoniker, Stuttgarter Philharmoniker, Rundfunk-Sinfonieorchester und Staatsphilharmonie Krakau (dort war er drei Jahre Chefdirigent), Capella cracoviensis.
Roland Bader war von 1984 an drei Jahre lang auch Chefdirigent des NDR-Chors Hamburg. In diese Zeit fallen viele Produktionen sowohl mit Chor/+Sinfonieorchester und Fernsehkonzerte im Lübecker Dom (Silvesterkonzert 1984) und bei der Internationalen Nürnberger Orgelwochesowie Opernproduktionen beim NDR Hannover.
Als ständiger Gastdirigent arbeitete er an der Staatsoper Krakau, Staatsoper Łódź und Ukrainischen Staatsoper Charkow (internationale Opern-Tourneen); als Gast auch an der Staatsoper Budapest (La Traviata).
Drei Jahre war er Summer School-Dirigent an der North Carolina School of the Arts in Winston-Salem. Jugendorchesterarbeit leistete er mit dem RIAS-Jugend-Sinfonieorchester Berlin und dem Landesjugend-Sinfonieorchester Berlin. Roland Bader war von 1988 bis 2006 Gast-Professor an der Musikhochschule TOHO Mimurodo Gakuen in Tokyo. In Japan dirigierte Bader von 1995 bis 2008 mit der Capella cracoviensis und später mit der Kammerphilharmonie der Krakauer Philharmoniker jährlich ein „Education Program“ mit besonders talentierten Kindern zwischen 7 und 18 Jahren; die Konzerte fanden zwischen Nagasaki und Hokkaido in zahlreichen großen Städten statt.
Roland Bader erhielt für seine Einspielung von Mozarts geistlichem Singspiel Die Schuldigkeit des ersten Gebots zusammen mit seiner Schallplattengesellschaft (damals KOCH-SCHWANN) den Preis der Wiener Flötenuhr.
Roland Bader wurde von Papst Johannes Paul II. mit dem Ritter-Orden des Heiligen Gregorius ausgezeichnet. Bader ist Rotary-Mitglied.

## Zusammenarbeit mit dem ursprünglichen „Chor der St. Hedwigs-Kathedrale Berlin“
Kirchliche Dienste – Konzerte – Reisen – Tourneen:
| Datum           | Komponist                                                                                           | Musik | zus. Ausführende | Ort |
| 31. März 1974   | Anton Bruckner und Hector Berlioz                                                                   | Messe in e-Moll Te Deum                                                                                            | Horst Wilhelm, Wolfgang Meyer (Orgel), Symphonisches Orchester Berlin, Ltg. Roland Bader | Philharmonie Berlin, In memoriam Anton Lippe                                                                              |
| 12. April 1974  | Heinrich Schütz                                                                                     | Johannespassion | Ltg. Roland Bader | Heilig Kreuz Wilmersdorf                                                                                                  |
| 14. April 1974  | Ruggiero Giovanelli                                                                                 | Missa: Vestiva i colli für 8-stimmigen Doppelchor                                                                  | Ltg. Roland Bader | Heilig Kreuz Wilmersdorf                                                                                                  |
| 15. April 1974  | Hans Leo Hassler                                                                                    | Missa octo vocum für achtstimmigen Doppelchor                                                                      | Ltg. Roland Bader | St. Matthias Schöneberg                                                                                                   |
| 28. April 1974  | Hans Leo Hassler                                                                                    | Missa octo vocum für achtstimmigen Doppelchor                                                                      | Ltg. Roland Bader | Maria Himmelfahrt Charlottenburg                                                                                          |
| 5. Mai 1974     | Giovanni Pierluigi da Palestrina                                                                    | Missa Papae Marcelli für 6-stimmigen gemischten Chor                                                               | Ltg. Roland Bader | St. Bernhard Dahlem |
| 12. Mai 1974    | Hans Leo Hassler                                                                                    | Missa secunda für 4-stimmigen Chor                                                                                 | Ltg. Roland Bader | St. Matthias Schöneberg                                                                                                   |
| 26. Mai 1974    | Joseph Rheinberger                                                                                  | Messe in Es für 8-stimmigen Doppelchor                                                                             | Ltg. Roland Bader | St. Clemens, Kreuzberg |
| 2. Juni 1974    | Hans Leo Hassler                                                                                    | Missa octo vocum für achtstimmigen Doppelchor                                                                      | Ltg. Roland Bader | Maria Frieden Mariendorf                                                                                                  |
| 3. Juni 1974    | Karl Forster                                                                                        | Messe in A für 6-stimmigen gemischten Chor                                                                         | Ltg. Roland Bader | Heilig Geist Charlottenburg                                                                                               |
| 9. Juni 1974    | Giovanni Pierluigi da Palestrina                                                                    | Missa Laudate Dominum für 8-stimmigen Doppelchor                                                                   | Ltg. Roland Bader | St. Matthias Schöneberg                                                                                                   |
| 13. Juni 1974   | div.                                                                                                | Fronleichnam | Blechbläser der Berliner Philharmoniker | St. Canisius Charlottenburg                                                                                               |
| 15. Juni 1974   | Joseph Haydn                                                                                        | Die Jahreszeiten                                                                                                   | Agnes Giebel, Dieter Ellenbeck, Siegmund Nimsgern, Wolfgang Meyer Orgel, Radio Symphonie Orchester Berlin, Ltg. Roland Bader | Philharmonie Berlin |
| 16. Juni 1974   | Orlando di Lasso                                                                                    | Missa Bell' Amfitrit' altera für 8-stimmigen Doppelchor                                                            | Ltg. Roland Bader | St. Elisabeth Schöneberg                                                                                                  |
| 23. Juni 1974   | Hans Leo Hassler                                                                                    | Missa secunda für 4-stimmigen Chor                                                                                 | Ltg. Roland Bader | Herz Jesu Zehlendorf |
| 30. Juni 1974   | Giovanni Pierluigi da Palestrina                                                                    | Missa Laudate Dominum für 8-stimmigen Doppelchor                                                                   | Ltg. Roland Bader | St. Canisius Charlottenburg                                                                                               |
| 30. Juni 1974   | Johann Nepomuk David                                                                                | Missa choralis für 4- bis 6-stimmigen Chor                                                                         | Ltg. Roland Bader | Regina Martyrum Charlottenburg                                                                                            |
| 25. Aug. 1974   | Orlando di Lasso                                                                                    | Missa Bell' Amfitrit' altera für 8-stimmigen Doppelchor                                                            | Ltg. Roland Bader | St. Bernhard Dahlem |
| 1. Sept. 1974   | Max Baumann                                                                                         | Schutzengel Messe für vierstimmigen gemischten Chor                                                                | Ltg. Roland Bader | Hl. Schutzengel Britz |
| 8. Sept. 1974   | Johann Nepomuk David                                                                                | Missa choralis für 4- bis 6-stimmigen Chor                                                                         | Ltg. Roland Bader | St. Matthias Schöneberg                                                                                                   |
| 22. Sept. 1974  | Hans Leo Hassler                                                                                    | Missa secunda für 4-stimmigen Chor                                                                                 | Ltg. Roland Bader | St. Clemens, Kreuzberg |
| 29. Sept. 1974  | Johann Nepomuk David                                                                                | Missa choralis für 4- bis 6-stimmigen Chor                                                                         | Ltg. Roland Bader | St. Canisius Charlottenburg                                                                                               |
| 6. Okt. 1974    | Max Baumann                                                                                         | Schutzengel Messe für 4-stimmigen gemischten Chor                                                                  | Ltg. Roland Bader | St. Matthias Schöneberg                                                                                                   |
| 13. Okt. 1974   | Karl Forster                                                                                        | Messe in A für 6-stimmigen gemischten Chor                                                                         | Ltg. Roland Bader | St. Eduard Neukölln |
| 20. Okt. 1974   | Orlando di Lasso                                                                                    | Missa Bell' Amfitrit' altera für 8-stimmigen Doppelchor                                                            | Ltg. Roland Bader | St. Marien Reinickendorf                                                                                                  |
| 27. Okt. 1974   | Giovanni Pierluigi da Palestrina                                                                    | Missa Laudate Dominum für 8-stimmigen Doppelchor                                                                   | Ltg. Roland Bader | St. Bernhard Dahlem |
| 3. Nov. 1974    | Orlando di Lasso                                                                                    | Missa Bell' Amfitrit' altera für 8-stimmigen Doppelchor                                                            | Ltg. Roland Bader | St. Canisius Charlottenburg                                                                                               |
| 17. Nov. 1974   | Joseph Rheinberger                                                                                  | Messe in Es für 8-stimmigen Doppelchor                                                                             | Ltg. Roland Bader | Herz Jesu Zehlendorf |
| 19. Nov. 1974   | Goffredo Petrassi, Giuseppe Verdi                                                                   | Coro di Morti Stabat Mater und Te Deum                                                                             | Christa-Sylvia Gröschke, Berliner Philharmonisches Orchester, Ltg. Riccardo Muti | Philharmonie Berlin Weiter Konzerte am 20. und 21. November 1974                                                          |
| 23. Nov. 1974   | Giuseppe Verdi                                                                                      | Requiem | Maria Francesca, Julia Hamari, William Holley, Dimiter Petkov, Berliner Philharmonisches Orchester, Ltg. Roland Bader | Philharmonie Berlin Zweites Konzert am 24. November 1974                                                                  |
| 1. Dez. 1974    | Philippe de Monte                                                                                   | Missa sine Nomine für 6-stimmigen gemischten Chor                                                                  | Ltg. Roland Bader | St. Clemens Kreuzberg |
| 7. Dez. 1974    | Giovanni Pierluigi da Palestrina                                                                    | Missa brevis für 4- bis 5-stimmigen gemischten Chor                                                                | Ltg. Roland Bader | St. Marien Friedenau |
| 15. Dez. 1974   | Hans Leo Hassler                                                                                    | Missa secunda für 4-stimmigen Chor                                                                                 | Ltg. Roland Bader | St. Bernhard Tegel |
| 20. Dez. 1974   | div.                                                                                                | Weihnachtliches Konzert                                                                                            | Gerti Zeumer, Rosalinde Haas, Bernd Gellermann, Siegbert Überschar, Knabenchor der St. Hedwigs-Kathedrale, Philharmonisches Bläserensemble, Ltg. Roland Bader                                                                                           | Philharmonie Berlin |
| 25. Dez. 1974   | W. A. Mozart                                                                                        | Krönungsmesse | Solisten und Berliner Philharmoniker, Ltg. Roland Bader | St. Christopherus Neukölln                                                                                                |
| 26. Dez. 1974   | Ruggiero Giovanelli                                                                                 | Missa: Vestiva i colli für 8-stimmigen Doppelchor                                                                  | Ltg. Roland Bader | St. Matthias Schöneberg                                                                                                   |
| 1. Jan. 1975    | Hans Leo Hassler                                                                                    | Missa octo vocum                                                                                                   | Ltg. Roland Bader | St. Canisius Charlottenburg                                                                                               |
| 5. Jan. 1975    | Philippe de Monte                                                                                   | Missa sine Nomine                                                                                                  | Ltg. Roland Bader | St. Sebastian Wedding |
| 11. Jan. 1975   | Gustav Mahler                                                                                       | Symphonie Nr. III                                                                                                  | Norma Procter Knabenchor der Hedwigskathedrale Berliner Philharmonisches Orchester, Ltg. Genady Rozhdestvensky | Philharmonie Berlin Zweites Konzert am 12. Januar 1975                                                                    |
| 19. Jan. 1975   | Gregorianik                                                                                         | Gregorianischer Choral                                                                                             | Ltg. Roland Bader | St. Clemens Kreuzberg |
| 26. Jan. 1975   | Orlando di Lasso                                                                                    | Missa Bell' Amfitrit' altera für 8-stimmigen Doppelchor                                                            | Ltg. Roland Bader | St. Paulus Moabit |
| 2. Feb. 1975    | Franz Liszt                                                                                         | Oratorium Christus                                                                                                 | Maria Rieder Barbara Egel, Johannes Hoefflin, Dale Düsing, Wolfgang Meyer Orgel, Radio Symphonie Orchester Berlin, Knabenchor der St. Hedwigs-Kathedrale, Ltg. Roland Bader                                                                             | Philharmonie Berlin |
| 9. Feb. 1975    | Giovanni Pierluigi da Palestrina                                                                    | Missa brevis für 5-stimmigen gemischten Chor                                                                       | Ltg. Roland Bader | Heilig Kreuz Wilmersdorf                                                                                                  |
| 16. Feb. 1975   | Orlando di Lasso                                                                                    | Missa Bell' Amfitrit' altera für 8-stimmigen Doppelchor                                                            | Ltg. Roland Bader | St. Alfons Marienfelde |
| 23. Feb. 1975   | Karl Forster                                                                                        | Missa in A für 6-stimmigen gemischten Chor                                                                         | Ltg. Roland Bader | St. Clemens Kreuzberg |
| 2. März 1975    | Ruggiero Giovanelli                                                                                 | Missa: Vestiva i colli für 8-stimmigen Doppelchor                                                                  | Ltg. Roland Bader | St. Bernhard Königin-Luise-Straße                                                                                         |
| 9. März 1975    | Ludwig Berberich                                                                                    | Messe in F-Dur für 6-stimmigen gemischten Chor                                                                     | Ltg. Roland Bader | St. Matthias Schöneberg                                                                                                   |
| 16..März 1975   | div.                                                                                                | gemischtes Programm                                                                                                | Knaben und Herren des Chores der St. Hedwigskathedrale, Ltg. Roland Bader | St. Clemens Kreuzberg |
| 21. März 1975   | E.T.A. Hoffmann, Johannes Brahms, Robert Schumann                                                   | Miserere b-Moll, Alt-Rhapsodie, Missa sacra c-Moll                                                                 | Gertraud Stocklassa, Marga Höffgen, Barbara Egel, Helmut Krebs, Shogo Miyahara, Symphonisches Orchester Berlin, Ltg. Roland Bader | Philharmonie Berlin |
| 23. März 1975   | div.                                                                                                | gemischtes Programm                                                                                                | Knaben und Herren des Chores der St. Hedwigskathedrale | St. Elisabeth Schöneberg                                                                                                  |
| 28. März 1975   | Heinrich Schütz                                                                                     | Johannespassion | Ltg. Roland Bader | St. Hedwigskathedrale Ostberlin                                                                                           |
| 30. März 1975   | Heino Schubert                                                                                      | Deutsches Ordinarium                                                                                               | Ltg. Roland Bader | Regina Martyrum Charlottenburg                                                                                            |
| 31. März 1975   | Hans Leo Hassler                                                                                    | Missa octo vocum für achtstimmigen Doppelchor                                                                      | Ltg. Roland Bader | St. Matthias Schöneberg                                                                                                   |
| 6. April 1975   | Hans Leo Hassler                                                                                    | Missa octo vocum für 8-stimmigen Doppelchor                                                                        | Ltg. Roland Bader | St. Bernhard Dahlem |
| 13. April 1975  | Ruggiero Giovanelli                                                                                 | Missa: Vestiva i colli für 8-stimmigen Doppelchor                                                                  | Ltg. Roland Bader | St. Matthias Schöneberg                                                                                                   |
| 20. April 1975  | Max Baumann                                                                                         | Schutzengel Messe für 4-stimmigen gemischten Chor                                                                  | Ltg. Roland Bader | St. Elisabeth Schöneberg                                                                                                  |
| 27. April 1975  | Giovanni Pierluigi da Palestrina                                                                    | Missa Papae Marcelli für 6-stimmigen gemischten Chor                                                               | Ltg. Roland Bader | St. Thomas Charlottenburg                                                                                                 |
| 7. Mai 1975     | div.                                                                                                | A-cappella-Konzert                                                                                                 | Ltg. Roland Bader | St. Elisabeth Stuttgart                                                                                                   |
| 8. Mai 1975     | Orlando di Lasso                                                                                    | Missa Bell' Amfitrit' altera für 8-stimmigen Doppelchor                                                            | Ltg. Roland Bader | Rottenburg Dom |
| 8. Mai 1975     | Ludwig van Beethoven                                                                                | Missa solemnis | Maria Venuti Monika Bürgener, Peter Wetzler, Friedhelm Hessenbruch, Stuttgarter Philharmoniker, Ltg. Roland Bader | Haigerloch Schlosskirche                                                                                                  |
| 10. Mai 1975    | div.                                                                                                | A-cappella-Konzert                                                                                                 | Ltg. Roland Bader | Haigerloch Schlosskirche                                                                                                  |
| 18. Mai 1975    | Hans Leo Hassler                                                                                    | Missa octo vocum für achtstimmigen Doppelchor                                                                      | Ltg. Roland Bader | Herz Jesu Zehlendorf |
| 19. Mai 1975    | Orlando di Lasso                                                                                    | Missa Bell' Amfitrit' altera für 8-stimmigen Doppelchor                                                            | Ltg. Roland Bader | Heilig Geist Charlottenburg                                                                                               |
| 25. Mai 1975    | Giovanni Pierluigi da Palestrina                                                                    | Missa Papae Marcelli für 6-stimmigen gemischten Chor                                                               | Ltg. Roland Bader | Maria Himmelfahrt Charlottenburg                                                                                          |
| 29. Mai 1975    | Div.                                                                                                | Fronleichnamsgesänge                                                                                               | Blechbläser der Berliner Philharmoniker, Ltg. Roland Bader | St. Canisius Charlottenburg                                                                                               |
| 1. Juni 1975    | Ruggiero Giovanelli                                                                                 | Missa: Vestiva i colli für 8-stimmigen Doppelchor                                                                  | Ltg. Roland Bader | St. Canisius Charlottenburg                                                                                               |
| 8. Juni 1975    | Orlando di Lasso                                                                                    | Missa Bell' Amfitrit' altera für 8-stimmigen Doppelchor                                                            | Ltg. Roland Bader | St. Agnes Kreuzberg |
| 15. Juni 1975   | Tomas Luis de Victoria                                                                              | Missa O quam gloriosum für 4-stimmigen gemischten Choe                                                             | Ltg. Roland Bader | St. Matthias Schöneberg                                                                                                   |
| 22. Juni 1975   | Ernst Pepping                                                                                       | Deutsche Messe | Ltg. Roland Bader | St. Matthias Schöneberg                                                                                                   |
| 6. Juli 1975    | div.                                                                                                | Pontificalamt anl. Der Filmfestspiele                                                                              | Ltg. Roland Bader | St. Matthias Schöneberg                                                                                                   |
| 17. Aug. 1975   | Orlando di Lasso                                                                                    | Missa nunc et benedicite für 6-stimmigen Chor                                                                      | Ltg. Roland Bader | St. Elisabeth Schöneberg                                                                                                  |
| 24. Aug. 1975   | Ludwig Berberich                                                                                    | F-Dur Messe | Ltg. Roland Bader | St. Canisius Charlottenburg                                                                                               |
| 31. Aug. 1975   | Joseph Rheinberger                                                                                  | Cantus Missae | Ltg. Roland Bader | St. Ludwig Wilmersdorf |
| 7. Sept. 1975   | Orlando di Lasso                                                                                    | Missa ecce nunc benedicite                                                                                         | Ltg. Roland Bader | Hl. Schutzengel Britz |
| 8. Sept. 1975   | Tomas Luis de Victoria                                                                              | Missa O quam gloriosum für 4-stimmigen gemischten Chor                                                             | Ltg. Roland Bader | Heilig Geist Charlottenburg                                                                                               |
| 8. Sept. 1975   | Zoltan Kodaly                                                                                       | Psalmus Hungaricus                                                                                                 | Robert Ilosavy, Berliner Philharmonisches Orchester, Ltg. Miklos Erdely | Philharmonie Berlin |
| 14. Sept. 1975  | Giovanni Pierluigi da Palestrina                                                                    | Missa Laudate Dominum für 8-stimmigen Doppelchor                                                                   | Ltg. Roland Bader | Heilig Kreuz Wilmersdorf                                                                                                  |
| 21. Sept. 1975  | Ernst Pepping                                                                                       | Deutsche Messe | Ltg. Roland Bader | St. Matthias Schöneberg                                                                                                   |
| 28. Sept. 1975  | Giovanni Pierluigi da Palestrina                                                                    | Missa Papae Marcelli für 6-stimmigen gemischten Chor                                                               | Ltg. Roland Bader | St. Salvator Lichtenrade                                                                                                  |
| 5. Okt. 1975    | Giovanni Pierluigi da Palestrina                                                                    | Missa Laudate Dominum für 8-stimmigen Doppelchor                                                                   | Ltg. Roland Bader | St. Johannes Evangelist Südende                                                                                           |
| 12. Okt. 1975   | Max Baumann                                                                                         | Missa | Ltg. Roland Bader | St. Christopherus Neukölln                                                                                                |
| 19. Okt. 1975   | Ernst Pepping                                                                                       | Deutsche Messe | Ltg. Roland Bader | St. Eduard Neukölln |
| 25. Okt. 1975   | Hector Berlioz                                                                                      | Fausts Verdammung                                                                                                  | Agnes Baltsa Werner Hollweg Sigmund Nimsgern Günter Wewel Berliner Philharmonisches Orchester, Ltg. Roland Bader | Philharmonie Berlin Zweites Konzert am 26. Oktober 1975                                                                   |
| 28. Okt. 1975   | div.                                                                                                | Vespergottesdienst (ARD Aufzeichnung)                                                                              | Ltg. Roland Bader | St. Sebastian Wedding |
| 2. Nov. 1975    | Ernst Schröder                                                                                      | Missa cum tubis | Ltg. Roland Bader | St. Elisabeth Schöneberg                                                                                                  |
| 9. Nov. 1975    | Johann Nepomuk David                                                                                | Missa choralis für 4- bis 6-stimmigen Chor                                                                         | Ltg. Roland Bader | St. Sebastian Wedding |
| 16. Nov. 1975   | W. A. Mozart                                                                                        | Missa brevis B-Dur                                                                                                 | Ltg. Roland Bader | St. Matthias Schöneberg                                                                                                   |
| 22. Nov. 1975   | Hector Berlioz                                                                                      | Requiem | Werner Hollweg, Rias Kammerchor, Berliner Philharmonisches Orchester, Ltg. Seiji Ozawa | Philharmonie Berlin, Weitere Konzerte am 23. und 24. November 1975                                                        |
| 30. Nov. 1975   | Tomas Luis de Victoria                                                                              | Missa O quam gloriosum für 4-stimmigen gemischten Chor                                                             | Ltg. Roland Bader | Herz Jesu Zehlendorf |
| 7. Dez. 1975    | Philippe de Monte                                                                                   | Missa sine nomine für 4-stimmigen gemischten Chor                                                                  | Ltg. Roland Bader | St. Bernhard Tegel |
| 14. Dez. 1975   | div.                                                                                                | Weihnachtliches Konzert                                                                                            | Claus Ocker, Wolfgang Meyer Orgel, Philharmonisches Bläserensemble und Mitglieder des Berliner Philharmonischen Orchesters, Ltg. Roland Bader | Philharmonie Berlin Zweites Konzert am 15. Dezember 1975                                                                  |
| 21. Dez. 1975   | Karl Forster                                                                                        | Messe in A | Ltg. Roland Bader | St. Marien Friedenau |
| 1. Jan. 1976    | Claudio Monteverdi                                                                                  | Messa a quattro voci                                                                                               | Ltg. Roland Bader | St. Canisius Charlottenburg                                                                                               |
| 4. Jan. 1976    | Franz Liszt                                                                                         | Missa Choralis für 4-stimmigen Chor                                                                                | Ltg. Roland Bader | St. Bernhard Dahlem |
| 8. Jan. 1976    | Georg Friedrich Händel                                                                              | Oratorium Israel in Ägypten                                                                                        | Gerti Zeumer, Hildegard Heichele, Norma Procter, Kurt Huber, Barry McDaniel, Domkapelle Berlin, Ltg. Roland Bader | Philharmonie Berlin Zweites Konzert am 9. Januar 1976                                                                     |
| 11. Jan. 1976   | Ernst Schröder                                                                                      | Missa cum tubis | Ltg. Roland Bader | St. Matthias Schöneberg                                                                                                   |
| 18. Jan. 1976   | Joseph Rheinberger                                                                                  | Messe in Es für 8-stimmigen Doppelchor                                                                             | Ltg. Roland Bader | St. Thomas Charlottenburg                                                                                                 |
| 18. Jan. 1976   | Richard Strauss                                                                                     | Der Bürger als Edelmann                                                                                            | Radio Symphonie Orchester Berlin, Ltg. Erich Leinsdorf | SFB Sendesaal, Weitere Konzerte am 19. und 20. Januar 1976                                                                |
| 26. Jan. 1976   | Orlando di Lasso                                                                                    | Missa: Ecce nunc benedicite für 6-stimmigen gemischten Chor                                                        | Ltg. Roland Bader | St. Agnes Kreuzberg |
| 1. Feb. 1976    | Ernst Pepping                                                                                       | Deutsche Messe für 4- bis 6-stimmigen gemischten Chor                                                              | Ltg. Roland Bader | St. Marien Reinickendorf                                                                                                  |
| 8. Feb. 1976    | Gaetano Donizetti                                                                                   | Messa die Gloria e Credo (Deutsche Erstaufführung)                                                                 | Helen Mane, Giovanna Vighi, Peter Maus Mario Machi, Radio Symphonie Orchester Berlin, Ltg. Roland Bader | SFB Sendesaal, Zweites Konzert am 10. Februar 1976                                                                        |
| 11. Feb. 1976   | Charles Ives                                                                                        | Holidays Symphony                                                                                                  | Berliner Philharmonisches Orchester, Ltg. Richard Dufallo | Philharmonie Berlin |
| 14. Feb. 1976   | E.T. A. Hoffmann                                                                                    | Undine | Edith Kertesz-Gabry, Lucy Peacock, Bettina Cosack, Hildegard Laurich, Roland Hermann Victor von Halem, Shogo Miyahara, Eduard Wollitz, Otto Heuer, Radio Symphonie Orchester Berlin, Ltg. Roland Bader                                                  | Philharmonie Berlin, Zweites Konzert am 15. Februar 1976                                                                  |
| 22. Feb. 1976   | Giovanni Pierluigi da Palestrina                                                                    | Missa Papae Marcelli für 6-stimmigen gemischten Chor                                                               | Ltg. Roland Bader | St. Matthias Schöneberg                                                                                                   |
| 29. Feb. 1976   | Tomas Luis de Victoria                                                                              | Missa quarti toni                                                                                                  | Ltg. Roland Bader | St. Marien / Liebfrauen Kreuzberg                                                                                         |
| 7. März 1976    | div.                                                                                                | Motetten. Übertragung Deutschlandfunk                                                                              | Ltg. Roland Bader | St. Canisius Charlottenburg                                                                                               |
| 13. März 1976   | Johann Sebastian Bach                                                                               | Kantate Gloria in excelsis Deo, BWV 191, Violinkonzert E-Dur BWV 1042, Magnificat D-Dur BWV 243                    | Elisabeth Speiser, Marga Schiml, Dieter Ellenbeck, Barry McDaniel, Thomas Brandis Violine, Domkapelle Berlin, Ltg. Roland Bader | Philharmonie Berlin, Zweites Konzert am 14. März 1976                                                                     |
| 28. März 1976   | Giovanni Pierluigi da Palestrina                                                                    | Missa brevis für 4-stimmigen gemischten Chor                                                                       | Ltg. Roland Bader | St. Bonifatius Kreuzberg                                                                                                  |
| 4. April 1976   | Max Baumann                                                                                         | Schutzengel Messe für vierstimmigen gemischten Chor                                                                | Ltg. Roland Bader | St. Bernhard Dahlem |
| 16. April 1976  | Heinrich Schütz                                                                                     | Johannespassion | Ltg. Roland Bader | St. Bernhard Dahlem |
| 18. April 1976  | Joseph Rheinberger                                                                                  | Cantus Missae | Ltg. Roland Bader | St. Salvator Lichtenrade                                                                                                  |
| 19. April 1976  | Orlando di Lasso                                                                                    | Missa: Ecce nunc benedicite für 6-stimmigen gemischten Chor                                                        | Ltg. Roland Bader | St. Matthias Schöneberg,                                                                                                  |
| 25. April 1976  | Ernst Pepping                                                                                       | Deutsche Messe für 4- bis 6-stimmigen gemischten Chor                                                              | Ltg. Roland Bader | St. Matthias Schöneberg                                                                                                   |
| 2. Mai 1976     | Reinhard Schwarz-Schilling                                                                          | Missa „Et in terra pax“                                                                                            | Ltg. Roland Bader | Maria Himmelfahrt Charlottenburg                                                                                          |
| 9. Mai 1976     | Max Baumann                                                                                         | Missa (1953) für 4 bis 8-stimmigen gemischten Chor                                                                 | Ltg. Roland Bader | St. Matthias Schöneberg                                                                                                   |
| 16. Mai 1976    | W. A. Mozart                                                                                        | Sinfonie Nr. 29 A-Dur Konzert für Flöte u. Orchester Nr 2 D-Dur Große Messe c-Moll                                 | Constanze Cuccaro, Klesie Kelly, Peter Maus, Shogo Miyahara, Karl Heinz Zöller Flöte, Domkapelle Berlin, Ltg. Roland Bader | Philharmonie Berlin, Zweites Konzert am 17. Mai 1976                                                                      |
| 30. Mai 1976    | Giovanni Pierluigi da Palestrina                                                                    | Missa Papae Marcelli für 6-stimmigen gemischten Chor                                                               | Ltg. Roland Bader | St. Marien Reinickendorf                                                                                                  |
| 7. Juni 1976    | Orlando di Lasso                                                                                    | Missa: Ecce nunc benedicite für 6-stimmigen gemischten Chor                                                        | Ltg. Roland Bader | Heilig Geist Charlottenburg                                                                                               |
| 13. Juni 1976   | Tomas Luis de Victoria                                                                              | Missa quarti toni                                                                                                  | Ltg. Roland Bader | St. Matthias Schöneberg                                                                                                   |
| 17. Juni 1976   | div.                                                                                                | Fronleichnamsgesänge                                                                                               | Blechbläser der Berliner Philharmoniker, Ltg. Roland Bader | Waldbühne |
| 18. Juni 1976   | Antonin Dvorak                                                                                      | The American Flag (Europäische Erstaufführung)                                                                     | Joseph Evans, Barry McDaniel, Radio Symphonie Orchester Berlin, Ltg. Michael Tilson Thomas | Philharmonie Berlin |
| 20. Juni 1976   | Karl Forster                                                                                        | Missa in A | Ltg. Roland Bader | St. Canisius Charlottenburg                                                                                               |
| 27. Juni 1976   | Giovanni Pierluigi da Palestrina                                                                    | Missa Papae Marcelli für 6-stimmigen gemischten Chor                                                               | Ltg. Roland Bader | Herz Jesu Zehlendorf |
| 3. Juli 1976    | Tomas Luis de Victoria                                                                              | Missa O quam gloriosum für 4-stimmigen gemischten Choe                                                             | Ltg. Roland Bader | St. Marien Friedenau |
| 4. Juli 1976    | Orlando di Lasso                                                                                    | Missa Ecce nunc benedicite für 6-stimmigen gemischten Chor                                                         | Ltg. Roland Bader | St. Canisius Charlottenburg                                                                                               |
| 31. Juli 1976   | div.                                                                                                | 5 a-cappella Konzerte und Gottesdienste anlässlich des Eucharistischen Weltkongresses                              | Ltg. Roland Bader | Philadelphia/USA vom 31. Juli – 9. August 1976                                                                            |
| 15. Aug. 1976   | Ludwig Berberich                                                                                    | Messe in F-Dur | Ltg. Roland Bader | Maria Himmelfahrt Charlottenburg                                                                                          |
| 22. Aug. 1976   | Max Baumann                                                                                         | Missa (1953) für 4 bis 8-stimmigen gemischten Chor                                                                 | Ltg. Roland Bader | St. Elisabeth Schöneberg                                                                                                  |
| 29. Aug. 1976   | Giovanni Pierluigi da Palestrina                                                                    | Missa Laudate Dominum für 8-stimmigen Doppelchor                                                                   | Ltg. Roland Bader | St. Canisius Charlottenburg                                                                                               |
| 5. Sept. 1976   | Orlando di Lasso                                                                                    | Missa Bell' Amfitrit' altera für 8-stimmigen Doppelchor                                                            | Ltg. Roland Bader | Heilige Schutzengel Britz                                                                                                 |
| 17. Sept. 1976  | Joseph Rheinberger Richard Wagner Giuseppe Verdi                                                    | Konzert f. Orgel und Orchester Das Liebesmahl der Apostel Quattro pezzi sacri                                      | Carol Malone, Rosalinde Haas Orgel, Herren des Rias Kammerchores, Chor der Deutschen Oper Berlin, Philharmonia Hungarica, Ltg. Roland Bader | Philharmonie Berlin |
| 19. Sept. 1976  | Hans Werner Henze                                                                                   | Novae de infinito Laudes                                                                                           | Josefine Barstow, Ortrun Wenkel, James Wagner, Dietrich Fischer Dieskau, Berliner Philharmonisches Orchester, Ltg. Hans Werner Henze | Philharmonie Berlin |
| 26. Sept. 1976  | Johann Nepomuk David                                                                                | Missa choralis für 4- bis 6-stimmigen Chor                                                                         | Ltg. Roland Bader | St. Johannes Evangelist Südende                                                                                           |
| 3. Okt. 1976    | Karl Forster                                                                                        | Messe in A für 6-stimmigen gemischten Chor                                                                         | Ltg. Roland Bader | St. Johannes Capristan Tempelhof                                                                                          |
| 10. Okt. 1976   | Chormusik der Romantik: Brahms, Böhlke, Schubert, Wolf Strauss und Schumann                         | div. | Barbara Egel, Claus Ocker, Norbert Hauptmann und Siegfried Schäfrig Horn, Frank Maus und Phillip Moll Klavier, Ltg. Roland Bader | Philharmonie Berlin |
| 17. Okt. 1976   | Johann Nepomuk David                                                                                | Missa choralis für 4- bis 6-stimmigen Chor                                                                         | Ltg. Roland Bader | St. Matthias Schöneberg                                                                                                   |
| 24. Okt. 1976   | Ernst Pepping                                                                                       | Deutsche Messe für 4- bis 6-stimmigen gemischten Chor                                                              | Ltg. Roland Bader | St. Canisius Charlottenburg                                                                                               |
| 31. Okt. 1976   | Max Baumann                                                                                         | Missa (1953) für 4 bis 8-stimmigen gemischten Chor                                                                 | Ltg. Roland Bader | Heilig Kreuz Wilmersdorf                                                                                                  |
| 7. Nov. 1976    | Maurice Ravel                                                                                       | Daphnis und Cloe´                                                                                                  | Berliner Philharmonisches Orchester, Ltg. Yuri Ahronovitch | Philharmonie Berlin Weitere Konzerte am 8. und 9. November 1976                                                           |
| 14. Nov. 1976   | Orlando di Lasso                                                                                    | Missa Ecce nunc benedicite für 6-stimmigen gemischten Chor                                                         | Ltg. Roland Bader | St. Sebastian Wedding |
| 21. Nov. 1976   | Joseph Rheinberger                                                                                  | Messe in Es für 8-stimmigen Doppelchor                                                                             | Ltg. Roland Bader | St. Ansgar Tiergarten |
| 27. Nov. 1976   | Hector Berlioz                                                                                      | Romeo und Julia | Anna Reynolds, Donald Grobe, Berliner Philharmonisches Orchester, Ltg. Roland Bader | Philharmonie Berlin Zweites Konzert am 28. November 1976                                                                  |
| 5. Dez. 1976    | Giovanni Pierluigi da Palestrina                                                                    | Missa Laudate Dominum für 8-stimmigen Doppelchor                                                                   | Ltg. Roland Bader | St. Rita Reinickendorf |
| 12. Dez. 1976   | Orlando di Lasso                                                                                    | Missa Bell' Amfitrit' altera für 8-stimmigen Doppelchor                                                            | Ltg. Roland Bader | St. Marien / Liebfrauen Kreuzberg                                                                                         |
| 14. Dez. 1976   | div.                                                                                                | Weihnachtliches Konzert                                                                                            | Knabenchor der Hedwigskathedrale Berlin, Eckhard v. Garnier Orgel, Philharmonisches Bläserensemble, Ltg. Roland Bader | Philharmonie Berlin, Zweites Konzert am 15. Dezember 1976                                                                 |
| 20. Dez. 1976   | Joseph Haydn                                                                                        | Paukenmesse | Sheila Armstrong, Anna Reynolds, Dieter Ellenbeck, Barry McDaniel, Berliner Philharmonisches Orchester, Ltg. Erich Bergel | Philharmonie Berlin, Weitere Konzerte am 21. und 22. Dezember 1976                                                        |
| 25. Dez. 1976   | W. A. Mozart                                                                                        | Krönungsmesse Kv 317                                                                                               | Solisten und Domkapelle, Ltg. Roland Bader | St. Clara Neukölln |
| 26. Dez. 1976   | W. A. Mozart                                                                                        | Missa brevis KV 65                                                                                                 | Ltg. Roland Bader | St. Matthias Schöneberg                                                                                                   |
| 31. Dez. 1976   | Ludwig van Beethoven                                                                                | 9. Symphonie | Romy Gundermann, Dorothea Brinkmann, Helmut Wildhaber, Shogo Miyahara, Symphonisches Orchester Berlin, Ltg. Theodore Bloomfield | Philharmonie Berlin |
| 9. Jan. 1977    | Karl Forster                                                                                        | Messe in A für 6-stimmigen gemischten Chor                                                                         | Ltg. Roland Bader | Maria Himmelfahrt Charlottenburg                                                                                          |
| 18. Jan. 1977   | W. A. Mozart                                                                                        | Krönungsmesse Kv 317                                                                                               | Solisten und Domkapelle, Ltg. Roland Bader | St. Paulus Moabit |
| 23. Jan. 1977   | w. A. Mozart                                                                                        | Missa brevis KV 65                                                                                                 | Ltg. Roland Bader | St. Sebastian Wedding |
| 28. Jan. 1977   | Joh. Seb. Bach, W. A. Mozart                                                                        | Magnificat D-Dur, Kantate BWV 191, Große Messe in c-Moll, Vespere solennes de confessore Krönungsmesse             | Arleen Auger, Christiane Hampe, Barbara Egel, Dieter Ellenbeck, Josef Becker, WDR Symphonie Orchester, Ltg. Roland Bader | Amerika Tournee vom 28. Januar bis 21. Februar 1977 durch 18 Städte mit Konzerten entlang der Ostküste                    |
| 27. Feb. 1977   | Giovanni Pierluigi da Palestrina                                                                    | Missa Papae Marcelli für 6-stimmigen gemischten Chor                                                               | Ltg. Roland Bader | St. Matthias Schöneberg                                                                                                   |
| 6. März 1977    | orlando di Lasso                                                                                    | Missa: Ecce nunc benedicite für 6-stimmigen gemischten Chor                                                        | Ltg. Roland Bader | St. Bernhard Dahlem |
| 13. März 1977   | Claudio Monteverdi                                                                                  | Messa a quattro voci                                                                                               | Ltg. Roland Bader | St. Bonifatius Kreuzberg                                                                                                  |
| 20. März 1977   | Giovanni Pierluigi da Palestrina                                                                    | Missa Laudate Dominum für 8-stimmigen Doppelchor                                                                   | Ltg. Roland Bader | St. Matthias Schöneberg                                                                                                   |
| 29. März 1977   | Georg Friedrich Händel                                                                              | Oratorium Jephta                                                                                                   | Carol Malone, Christiane Hampe, Marga Höffgen, Norma Procter, Adalbert Kraus, Roland Hermann, Domkapelle Berlin, Ltg. Roland Bader | Philharmonie Berlin |
| 8. April 1977   | Heinrich Schütz                                                                                     | Johannespassion | Ltg. Roland Bader | St. Elisabeth Schöneberg                                                                                                  |
| 10. April 1977  | W. A. Mozart                                                                                        | Krönungsmesse Kv 317                                                                                               | Solisten und Domkapelle, Ltg. Roland Bader | St. Canisius Charlottenburg                                                                                               |
| 11. April 1977  | W. A. Mozart                                                                                        | Missa brevis KV 65                                                                                                 | Ltg. Roland Bader | St. Matthias Schöneberg                                                                                                   |
| 18. April 1977  | Paul Hindemith, Max Rege, Wolfgang Amadeus Mozart                                                   | Als Flieder jüngst mir im Garten blüht, Die Weihe der Nacht, Vespera solennes de confessore                        | Kumicko Oshita, Marga Höffgen, Peter Maus, Siegmund Nimsgern, Radio Symphonie Orchester Berlin, Ltg. Roland Bader | Philharmonie Berlin |
| 24. April 1977  | Claudio Monteverdi                                                                                  | Messa a quattro voci                                                                                               | Ltg. Roland Bader | St. Thomas Charlottenburg                                                                                                 |
| 29. April 1977  | Gustav Mahler                                                                                       | Symphonie Nr. 2 | Christa Ludwig, Judith Beckmann, Knabenchor der Hedwigskathedrale, Berliner Philharmonisches Orchester, Ltg. Claudio Abbado | Philharmonie Berlin, Zweites Konzert am 30. April 1977                                                                    |
| 8. Mai 1977     | Ernst Pepping                                                                                       | Deutsche Messe | Ltg. Roland Bader | St. Salvator Lichtenrade                                                                                                  |
| 14. Mai 1977    | Giovanni Pierluigi da Palestrina                                                                    | Missa Papae Marcelli für 6-stimmigen gemischten Chor                                                               | Ltg. Roland Bader | St. Canisius Charlottenburg                                                                                               |
| 15. Mai 1977    | Claudio Monteverdi                                                                                  | Messa a quattro voci                                                                                               | Ltg. Roland Bader | St. Bernhard Tegel |
| 25. Mai 1977    | W. A. Mozart, Joh. Seb. Bach                                                                        | Große Messe in c-Moll Magnificat D-Dur                                                                             | Constanza Cuccaro, Christiane Hampe, Heidrun Ankersen, Aldo Baldin, Robert Holl, Domkapelle Berlin, Ltg. Roland Bader | Philharmonie Berlin |
| 29. Mai 1977    | Harald Kugler                                                                                       | Eigengesänge für die Meßfeier (SFB/NDR/WDR Übertragung)                                                            | Ltg. Roland Bader | Regina Martyrum Charlottenburg                                                                                            |
| 30. Mai 1977    | Claudio Monteverdi                                                                                  | Messa a quattro voci                                                                                               | Ltg. Roland Bader | Heilig Geist Charlottenburg                                                                                               |
| 5. Juni 1977    | Orlando di Lasso                                                                                    | Missa Bell' Amfitrit' altera für 8-stimmigen Doppelchor                                                            | Ltg. Roland Bader | St. Elisabeth Schöneberg                                                                                                  |
| 5. Juni 1977    | W. A. Mozart                                                                                        | Missa brevis, KV 115, Missa brevis KV 65, Missa brevis KV 49                                                       | Carol Malone, Gabriele Schreckenbach, Karl Markus, Walton Grönroos, RIAS Sinfonietta Berlin, Ltg. Roland Bader | Fontane Haus Reinickendorf                                                                                                |
| 8. Juni 1977    | div.                                                                                                | Fronleichnam | Blechbläser der Berliner Philharmoniker, Ltg. Roland Bader | Regina Martyrum Charlottenburg                                                                                            |
| 12. Juni 1977   | Bernhard Krol                                                                                       | Messa da Sinfonietta                                                                                               | Ltg. Roland Bader | St. Matthias Schöneberg                                                                                                   |
| 19. Juni 1977   | Giovanni Pierluigi da Palestrina                                                                    | Missa qual e il piu grande amor                                                                                    | Ltg. Roland Bader | St. Marien, Friedenau |
| 14. Aug. 1977   | Claudio Monteverdi                                                                                  | Messa a quattro voci                                                                                               | Ltg. Roland Bader | Maria Himmelfahrt Charlottenburg                                                                                          |
| 21. Aug. 1977   | Ludwig Berberich                                                                                    | Messe in F-Dur | Ltg. Roland Bader | St. Matthias Schöneberg                                                                                                   |
| 28. Aug. 1977   | Giovanni Pierluigi da Palestrina                                                                    | Missa: Tu es Petrus für 6-stimmigen gemischten Chor                                                                | Ltg. Roland Bader | St. Canisius Charlottenburg                                                                                               |
| 4. Sept. 1977   | Max Baumann                                                                                         | Schutzengel Messe für vierstimmigen gemischten Chor                                                                | Ltg. Roland Bader | Heilige Schutzengel, Britz                                                                                                |
| 11. Sept. 1977  | Paul Hindemith                                                                                      | Das Unaufhörliche                                                                                                  | Edith Mathis, Josef Hopfenwieser, Dietrich Fischer Dieskau, -berliner Philharmonisches Orchester, Ltg. Wolfgang Sawallisch | Philharmonie Berlin |
| 18. Sept. 1977  | Giovanni Pierluigi da Palestrina                                                                    | Missa: Tu es Petrus für 6-stimmigen gemischten Chor                                                                | Ltg. Roland Bader | St. Thomas Charlottenburg                                                                                                 |
| 25. Sept. 1977  | Giovanni Pierluigi da Palestrina                                                                    | Missa Papae Marcelli für 6-stimmigen gemischten Chor                                                               | Ltg. Roland Bader | St. Elisabeth, Schöneberg                                                                                                 |
| 9. Okt. 1977    | Orlando di Lasso                                                                                    | Missa Bell' Amfitrit' altera für 8-stimmigen Doppelchor                                                            | Ltg. Roland Bader | St. Johannes Capristan Tempelhof                                                                                          |
| 16. Okt. 1977   | Orlando di Lasso                                                                                    | Missa Puisque jài perdu für 4-stimmigen Chor                                                                       | Ltg. Roland Bader | St. Eduard Neukölln |
| 30. Okt. 1977   | Giovanni Pierluigi da Palestrina                                                                    | Missa: Tu es Petrus für 6-stimmigen gemischten Chor                                                                | Ltg. Roland Bader | St. Matthias Schöneberg                                                                                                   |
| 6. Nov. 1977    | ?                                                                                                   | ? | Ltg. Roland Bader | St. Sebastian Wedding |
| 12. Nov. 1977   | Johannes Brahms                                                                                     | Ein Deutsches Requiem                                                                                              | Yoko Kawahara, Barry McDaniel, Georg Metz Orgel, Radio Symphonie Orchester Berlin, Ltg. Roland Bader | Philharmonie Berlin, Zweites Konzert am 13. November 1977                                                                 |
| 20. Nov. 1977   | Max Baumann                                                                                         | Missa in A | Ltg. Roland Bader | Herz Jesu Zehlendorf |
| 28. Nov. 1977   | Anton Bruckner                                                                                      | Te Deum | Helen Donath, Hanna Schwarz, Thomas Moser, Robert Holl, Berliner Philharmonisches Orchester, Ltg. Eugen Jochum | Philharmonie Berlin, Zweites Konzert am 29. November 1977                                                                 |
| 2. Dez. 1977    | Bela Bartok                                                                                         | Der wunderbare Mandarin                                                                                            | Berliner Philharmonisches Orchester, Ltg. Seiji Ozawa | Philharmonie Berlin, Zweites Konzert am 3. Dezember 1977                                                                  |
| 4. Dez. 1977    | Claudio Monteverdi                                                                                  | Messa a quattro voci                                                                                               | Ltg. Roland Bader | St. Marien / Liebfrauen Kreuzberg                                                                                         |
| 9. Dez. 1977    | W. A. Mozart, Joh. Seb. Bach                                                                        | Krönungsmesse Kv 317 Magnificat D-Dur                                                                              | Christiane Hampe, Gabriele Schreckenbach, Karl Markus Nikolaus Hillebrand, Bach Orchester Berlin, Ltg. Roland Bader | Konzertreise nach Rennes Frankreich                                                                                       |
| 11. Dez. 1977   | Orlando di Lasso                                                                                    | Missa Puisque jài perdu für 4-stimmigen Chor                                                                       | Ltg. Roland Bader | St. Rita Reinickendorf |
| 14. Dez. 1977   | div.                                                                                                | Weihnachtliches Konzert                                                                                            | Philharmonisches Bläserensemble Georg Metz Orgel Knabenchor der Hedwigskathedrale, Ltg. Roland Bader | Philharmonie Berlin, Zweites Konzert am 15. Dezember 1977                                                                 |
| 18. Dez. 1977   | Orlando di Lasso                                                                                    | Missa Ecce nunc benedicite für 6-stimmigen gemischten Chor                                                         | Ltg. Roland Bader | St. Elisabeth Schöneberg                                                                                                  |
| 25. Dez. 1977   | Franz Schubert                                                                                      | Missa in G | Solisten und Domkapelle, Ltg. Roland Bader | St. Marien Reinickendorf                                                                                                  |
| 26. Dez. 1977   | W. A. Mozart                                                                                        | Missa brevis KV 65                                                                                                 | Ltg. Roland Bader | St. Matthias Schöneberg                                                                                                   |
| 8. Jan. 1978    | Hans Leo Hassler                                                                                    | Missa octo vocum                                                                                                   | Ltg. Roland Bader | St. Sebastian Wedding |
| 22. Jan. 1978   | Ruggiero Giovanelli                                                                                 | Missa: Vestiva i colli für 8-stimmigen Doppelchor                                                                  | Ltg. Roland Bader | St. Josef Siemensstadt |
| 5. Feb. 1978    | Orlando di Lasso                                                                                    | Missa Puisque jài perdu für 4-stimmigen Chor                                                                       | Ltg. Roland Bader | St. Agnes Kreuzberg |
| 7. Feb. 1978    | Franz Schubert                                                                                      | Messe Nr. 2 G-Dur                                                                                                  | Carol Malone, Karl Markus, Walton Grönroos, Berliner Philharmonisches Orchester, Ltg. Miklos Erdelyi | Philharmonie Berlin, Weitere Konzerte am 8. und 9. Februar 1978                                                           |
| 12. Feb. 1978   | div.                                                                                                | Motetten von Hassler, Gabrieli und Palestrina (SFB/DLF Übertragung)                                                | Ltg. Roland Bader | Regina Martyrum Charlottenburg                                                                                            |
| 19. Feb. 1978   | Philippe de Monte                                                                                   | Missa sine Nomine für 6-stimmigen gemischten Cor                                                                   | Ltg. Roland Bader | St. Bonifatius Kreuzberg                                                                                                  |
| 26. Feb. 1978   | Hans Leo Hassler                                                                                    | Missa octo vocum                                                                                                   | Ltg. Roland Bader | St. Canisius Charlottenburg                                                                                               |
| 4. März 1978    | Robert Schumann                                                                                     | Szenen aus Goethes Faust                                                                                           | Roland Herman, Maria de Francesca, Malcom Smith, Tomas Moser, Joseph Greindl, D. Förster Dürlich, Annette Tangermann, Hildegard Rütgers, Gabriele Schreckenbach, Solisten des RIAS-Kammerchores, Berliner Philharmonisches Orchester, Ltg. Roland Bader | Philharmonie Berlin, Zweites Konzert am 4. März 1978                                                                      |
| 12. März 1978   | Joseph Rheinberger                                                                                  | Messe in Es für 8-stimmigen Doppelchor                                                                             | Ltg. Roland Bader | St. Matthias Schöneberg                                                                                                   |
| 24. März 1978   | Heinrich Schütz                                                                                     | Johannespassion | Ltg. Roland Bader | St. Canisius Charlottenburg                                                                                               |
| 26. März 1978   | Ruggiero Giovanelli                                                                                 | Missa: Vestiva i colli für 8-stimmigen Doppelchor                                                                  | Ltg. Roland Bader | St. Richard Neukölln |
| 27. März 1978   | Orlando di Lasso                                                                                    | Missa Bell' Amfitrit' altera für 8-stimmigen Doppelchor                                                            | Ltg. Roland Bader | Maria Himmelfahrt Charlottenburg                                                                                          |
| 2. April 1978   | Orlando di Lasso                                                                                    | Missa Puisque jài perdu für 4-stimmigen Chor                                                                       | Ltg. Roland Bader | St. Thomas Charlottenburg                                                                                                 |
| 9. April 1978   | Ruggiero Giovanelli                                                                                 | Missa: Vestiva i colli füfür 8-stimmigen Doppelchor                                                                | Ltg. Roland Bader | St. Matthias Schöneberg                                                                                                   |
| 16. April 1978  | Giovanni Pierluigi da Palestrina                                                                    | Missa: Tu es Petrus für 6-stimmigen gemischten Chor                                                                | Ltg. Roland Bader | St. Paulus Moabit |
| 25. April 1978  | Joh. Seb. Bach                                                                                      | Messe in h-Moll | Elisabeth Speiser, Marga Höffgen, Theo Altmeier, Robert Holl, Domkapelle Berlin, Ltg. Roland Bader | Philharmonie Berlin, Zweites Konzert am 26. April 1978                                                                    |
| 30. April 1978  | Ludwig Berberich                                                                                    | Messe in F-Dur | Ltg. Roland Bader | St. Marien / Liebfrauen Kreuzberg                                                                                         |
| 7. Mai 1978     | Curt Doebler                                                                                        | Missa in honorem Spiritu Sancti für 5-stimmigen Chor                                                               | Ltg. Roland Bader | St. Elisabeth Schöneberg                                                                                                  |
| 15. Mai 1978    | Orlando di Lasso                                                                                    | Missa Bell' Amfitrit' altera für 8-stimmigen Doppelchor                                                            | Ltg. Roland Bader | Heilig Geist Charlottenburg                                                                                               |
| 21. Mai 1978    | Max Baumann                                                                                         | Missa in A | Ltg. Roland Bader | St. Matthias Schöneberg                                                                                                   |
| 25. Mai 1978    | div.                                                                                                | Fronleichnamsgesänge                                                                                               | Blechbläser der Berliner Philharmoniker, Ltg. Roland Bader | St. Canisius Charlottenburg                                                                                               |
| 4. Juni 1978    | Ludwig Berberich                                                                                    | Messe in F-Dur | Ltg. Roland Bader | Herz Jesu Zehlendorf |
| 11. Juni 1978   | Max Baumann                                                                                         | Missa in A | Ltg. Roland Bader | St. Canisius Charlottenburg                                                                                               |
| 17. Juni 1978   | div.                                                                                                | A cappella Konzert                                                                                                 | Ltg. Roland Bader | Würzburg Dom |
| 2. Juli 1978    | Giovanni Pierluigi da Palestrina                                                                    | Missa Papae Marcelli für 6-stimmigen gemischten Chor                                                               | Ltg. Roland Bader | St. Otto Zehlendorf |
| 9. Juli 1978    | Curt Doebler                                                                                        | Missa in honorem Spiritu Sancti für 5-stimmigen Chor                                                               | Ltg. Roland Bader | St. Matthias Schöneberg                                                                                                   |
| 16. Juli 1978   | Orlando di Lasso                                                                                    | Missa Bell' Amfitrit' altera für 8-stimmigen Doppelchor                                                            | Ltg. Roland Bader | St. Benedikt Lankwitz |
| 12. Aug. 1978   | div.                                                                                                | Gedenkgottesdienst für Papst Paul VI.                                                                              | Ltg. Roland Bader | St. Matthias Schöneberg                                                                                                   |
| 18. Aug. 1978   | Giovanni Pierluigi da Palestrina, Orlando di Lasso, Jan Pieterszonn, Sweeling                       | Missa Tu es Petrus, Ave verum, Venite exultemus                                                                    | Ltg. Roland Bader | Bamberg Dom |
| 3. Sept. 1978   | Giovanni Pierluigi da Palestrina                                                                    | Missa: Tu es Petrus für 6-stimmigen gemischten Chor                                                                | Ltg. Roland Bader | St. Matthias Schöneberg                                                                                                   |
| 17. Sept. 1978  | Ludwig van Beethoven                                                                                | Symphonie Vr. IX                                                                                                   | Lucy Peacock, Sieglinde Wagner, Manfred Jung, Harald Stamm, Radio Symphonie Orchester Berlin, Ltg. Erich Leinsdorf | Philharmonie Berlin, Zweites Konzert am 18. September 1978                                                                |
| 24. Sept. 1978  | Ludwig Berberich                                                                                    | Messe in F-Dur | Ltg. Roland Bader | St. Marien / Liebfrauen Kreuzberg                                                                                         |
| 1. Okt. 1978    | Claudio Monteverdi                                                                                  | Messa a quattro voci                                                                                               | Ltg. Roland Bader | St. Matthias Schöneberg                                                                                                   |
| 1. Okt. 1978    | div.                                                                                                | Requiem für Papst Johannes Paul I                                                                                  | Ltg. Roland Bader | St. Bonifatius Kreuzberg                                                                                                  |
| 8. Okt. 1978    | ?                                                                                                   | ? | Ltg. Roland Bader | St. Johannes Capristan Tempelhof                                                                                          |
| 15. Okt. 1978   | Orlando di Lasso                                                                                    | Missa Bell' Amfitrit' altera für 8-stimmigen Doppelchor                                                            | Ltg. Roland Bader | St. Elisabeth Schöneberg                                                                                                  |
| 22. Okt. 1978   | Joseph Haydn                                                                                        | Die Schöpfung | Edith Mathis, Clae H. Ahnsjö, Hans Sotin, Georg Metz Cembalo, Radio Symphonie Orchester Berlin, Ltg. Roland Bader | Philharmonie Berlin Zweites Konzert am 22. Oktober 1978                                                                   |
| 29. Okt. 1978   | Claudio Monteverdi                                                                                  | Messa a quattro voci                                                                                               | Ltg. Roland Bader | St. Matthias Schöneberg                                                                                                   |
| 5. Nov. 1978    | Ruggiero Giovanelli                                                                                 | Missa: Vestiva i colli für 8-stimmigen Doppelchor                                                                  | Ltg. Roland Bader | St. Canisius Charlottenburg                                                                                               |
| 12. Nov. 1978   | Max Baumann                                                                                         | Schutzengel Messe für vierstimmigen gemischten Chor                                                                | Ltg. Roland Bader | St. Sebastian Wedding |
| 19. Nov. 1978   | Giovanni Pierluigi da Palestrina                                                                    | Missa: Vestiva i colli für 5-stimmigen Chor                                                                        | Ltg. Roland Bader | St. Josef Siemensstadt |
| 26. Nov. 1978   | Johannes Brahms                                                                                     | Ein Deutsches Requiem                                                                                              | Gerti Zeumer, Tom Krause, Radio Symphonie Orchester Berlin, Ltg. Erich Leinsdorf | Philharmonie Berlin, Zweites Konzert am 27. November 1978                                                                 |
| 7. Dez. 1978    | div.                                                                                                | Weihnachtliches Konzert                                                                                            | Blechbläserensemble des Berliner Philharmonischen Orchesters, Knabenchor der Hedwigskathedrale, Ludger Mai (Orgel), Ltg. Roland Bader | Philharmonie Berlin, Zweites Konzert am 8. Dezember 1978                                                                  |
| 25. Dez. 1978   | W. A. Mozart                                                                                        | Krönungsmesse | Solisten und Domkapelle, Ltg. Roland Bader | Johannesbasilika Kreuzberg                                                                                                |
| 26. Dez. 1978   | W. A. Mozart                                                                                        | Missa brevis C-Dur KV 115                                                                                          | Ltg. Roland Bader | Johannesbasilika Kreuzberg                                                                                                |
| 31. Dez. 1978   | Orlando di Lasso                                                                                    | Missa Bell' Amfitrit' altera für 8-stimmigen Doppelchor                                                            | Ltg. Roland Bader | Johannesbasilika Kreuzberg                                                                                                |
| 7. Jan. 1979    | Giovanni Pierluigi da Palestrina                                                                    | Missa: Tu es Petrus für 6-stimmigen gemischten Chor                                                                | Ltg. Roland Bader | Johannesbasilika Kreuzberg                                                                                                |
| 14. Jan. 1979   | Claudio Monteverdi                                                                                  | Messa a quattro voci                                                                                               | Ltg. Roland Bader | Johannesbasilika Kreuzberg                                                                                                |
| 21. Jan. 1979   | Giovanni Pierluigi da Palestrina                                                                    | Missa Papae Marcelli für 6-stimmigen gemischten Chor                                                               | Ltg. Roland Bader | Johannesbasilika Kreuzberg                                                                                                |
| 21. Jan. 1979   | Edward Ekgar                                                                                        | Der Traum des Gerontius                                                                                            | Doris Soffel, Thomas Herndorn, Roland Hermann, Solo Oktett des RIAS-Kammerchores, Wolfgang Meyer Orgel, Berliner Philharmonisches Orchester, Ltg. Roland Bader                                                                                          | Philharmonie Berlin |
| 28. Jan. 1979   | Hans Leo Hassler                                                                                    | Missa okto vocum                                                                                                   | Ltg. Roland Bader | Johannesbasilika Kreuzberg                                                                                                |
| 4. Feb. 1979    | Giovanni Pierluigi da Palestrina                                                                    | Missa brevis für 4-stimmigen gemischten Chor                                                                       | Ltg. Roland Bader | Johannesbasilika Kreuzberg                                                                                                |
| 11. Feb. 1979   | Orlando di Lasso                                                                                    | Missa Ecce nunc benedicite für 6-stimmigen gemischten Chor                                                         | Ltg. Roland Bader | Johannesbasilika Kreuzberg                                                                                                |
| 18. Feb. 1979   | Choraliter                                                                                          | Missa de angelis                                                                                                   | Ltg. Roland Bader | Johannesbasilika Kreuzberg                                                                                                |
| 25. Feb. 1979   | Ludwig Berberich                                                                                    | Messe in F-Dur für 6-stimmigen gemischten Chor                                                                     | Ltg. Roland Bader | Johannesbasilika Kreuzberg                                                                                                |
| 3. März 1979    | Gustav Mahler                                                                                       | Symphonie Nr. 2 | Lucia Popp Mira Zakai, Berliner Philharmonisches Orchester, Ltg. Sir Georg Solti | Philharmonie Berlin, Zweites Konzert am 4. März 1979                                                                      |
| 4. März 1979    | Philippe de Monte                                                                                   | Missa sine nomine für 4-stimmigen gemischten Chor                                                                  | Ltg. Roland Bader | Johannesbasilika Kreuzberg                                                                                                |
| 10. März 1979   | Ludwig van Beethoven                                                                                | Missa solemnis | Sylvia Geszty Mira Zakai, John Pickering, Karl Ridderbusch, Rundfunkorchester Hannover des NDR, Ltg. Roland Bader | Funkhaus NDR Hannover |
| 18. März 1979   | Curt Doebler                                                                                        | Missa in honorem Spiritu Sancti für 5-stimmigen Chor                                                               | Ltg. Roland Bader | Johannesbasilika Kreuzberg                                                                                                |
| 26. März 1979   | Ludwig van Beethoven                                                                                | Missa solemnis | Sylvia Geszty, Mira Zakai, John Pickering Karl Ridderbusch Rundfunkorchester Hannover des NDR, Ltg. Roland Bader | Philharmonie Berlin |
| 1. April 1979   | Reinhard Schwarz-Schilling                                                                          | Missa in terra pax für 4- bis 6-stimmigen gemischten Chor                                                          | Ltg. Roland Bader | Johannesbasilika Kreuzberg                                                                                                |
| 3. April 1979   | W. A. Mozart                                                                                        | Requiem für Prälat Greve                                                                                           | Solisten und Domkapelle, Ltg. Roland Bader | Johannesbasilika Kreuzberg                                                                                                |
| 8. April 1979   | Edgar Tinel                                                                                         | Missa in honorem B.M.V. de Lourdes                                                                                 | Ltg. Roland Bader | Johannesbasilika Kreuzberg                                                                                                |
| 15. April 1979  | W. A. Mozart                                                                                        | Missa brevis C-Dur KV 49                                                                                           | Ltg. Roland Bader | Johannesbasilika Kreuzberg                                                                                                |
| 16. April 1979  | W. A. Mozart                                                                                        | Missa brevis C-Dur KV 115                                                                                          | Ltg. Roland Bader | Johannesbasilika Kreuzberg                                                                                                |
| 22. April 1979  | Felix Mendelssohn Bartholdy                                                                         | Antigone op. 55 | Kurt Hübner Sprecher, Radio Symphonie Orchester Berlin, Ltg. Othmar Maga | SFB Sendesaal |
| 29. April 1979  | Claudio Monteverdi                                                                                  | Messa a quattro voci                                                                                               | Ltg. Roland Bader | Johannesbasilika Kreuzberg                                                                                                |
| 6. Mai 1979     | Choraliter                                                                                          | Missa de angelis                                                                                                   | Ltg. Roland Bader | Johannesbasilika Kreuzberg                                                                                                |
| 13. Mai 1979    | Hans Leo Hassler                                                                                    | Missa octo vocum                                                                                                   | Ltg. Roland Bader | Johannesbasilika Kreuzberg                                                                                                |
| 13. Mai 1979    | Reinhard Schwarz-Schilling                                                                          | Missa in terra pax Psalm 118 Benedictus u. a. (zum 75. Geburtstag), Ltg. Reinhard Schwarz-Schilling                | Ltg. Roland Bader | Grunewaldkirche Berlin |
| 20. Mai 1979    | Tomas Luis de Victoria                                                                              | Missa O quam gloriosum für 4-stimmigen gemischten Chor                                                             | Ltg. Roland Bader | Johannesbasilika Kreuzberg                                                                                                |
| 24. Mai 1979    | Joh. Seb. Bach                                                                                      | Messe in h-Moll | Annette Tangermann Marga Höffgen John Pickering Georg Pappas Domkapelle Berlin, Ltg. Roland Bader | Haigerloch Schlosskirche                                                                                                  |
| 25. Mai 1979    | Joh. Seb. Bach                                                                                      | Messe in h-Moll | Annette Tangermann Marga Höffgen John Pickering Georg Pappas Domkapelle Berlin, Ltg. Roland Bader | St. Laurentius Bietigheim                                                                                                 |
| 26. Mai 1979    | Joh. Seb. Bach                                                                                      | Messe in h-Moll | Annette Tangermann Marga Höffgen John Pickering Georg Pappas Domkapelle Berlin, Ltg. Roland Bader | Liederhalle Stuttgart |
| 3. Juni 1979    | W. A. Mozart                                                                                        | Missa brevis C-Dur KV 258 Piccolomini-Messe                                                                        | Ltg. Roland Bader | Johannesbasilika Kreuzberg                                                                                                |
| 4. Juni 1979    | Curt Doebler                                                                                        | Missa in honorem Spiritu Sancti für 5-stimmigen Chor                                                               | Ltg. Roland Bader | Johannesbasilika Kreuzberg                                                                                                |
| 10. Juni 1979   | Gustav Mahler                                                                                       | Symphonie Nr. III                                                                                                  | Maureen Forrester, Damen und Knaben des Chores der Hedwigskathedrale, Berliner Philharmonisches Orchester, Ltg. Zubin Mehta | Philharmonie Berlin, Zweites Konzert am 11. Juni 1979                                                                     |
| 14. Juni 1979   | div.                                                                                                | Fronleichnamsgesänge                                                                                               | Blechbläser der Berliner Philharmoniker, Ltg. Roland Bader | St. Canisius Charlottenburg                                                                                               |
| 17. Juni 1979   | Ruggiero Giovanelli                                                                                 | Missa: Vestiva i colli für 8-stimmigen Doppelchor                                                                  | Ltg. Roland Bader | Johannesbasilika Kreuzberg                                                                                                |
| 1. Juli 1979    | Reinhard Schwarz-Schilling                                                                          | Missa in terra pax für 4- bis 6-stimmigen gemischten Chor                                                          | Ltg. Roland Bader | Johannesbasilika Kreuzberg                                                                                                |
| 8. Juli 1979    | Hans Leo Hassler                                                                                    | Missa octo vocum                                                                                                   | Ltg. Roland Bader | Johannesbasilika Kreuzberg                                                                                                |
| 24. Aug. 1979   | Bela Bartok                                                                                         | Der wunderbare Mandarin                                                                                            | Boston Symphony Orchestra, Ltg. Seiji Ozawa | Großes Festspielhaus Salzburg                                                                                             |
| 26. Aug. 1979   | Hector Berlioz                                                                                      | La Damnation de Faust                                                                                              | Frederica v. Stade, Veriano Luchetti, Dietrich Fischer Dieskau, Douglas Lawrence, Tölzer Knabenchor, Boston Symphony Orchestra, Ltg. Seiji Ozawa | Großes Festspielhaus Salzburg                                                                                             |
| 2. Sept. 1979   | Orlando di Lasso                                                                                    | Missa Bell' Amfitrit' altera für 8-stimmigen Doppelchor                                                            | Ltg. Roland Bader | Johannesbasilika Kreuzberg                                                                                                |
| 6. Sept. 1979   | Hector Berlioz                                                                                      | La Damnation de Faust                                                                                              | Julia Varady, Kenneth Riegel, Dietrich Fischer Dieskau, Douglas Lawrence, Tölzer Knabenchor, Boston Symphony Orchestra, Ltg. Seiji Ozawa | Philharmonie Berlin |
| 7. Sept. 1979   | Maurice Ravel                                                                                       | Daphnis und Cloe´                                                                                                  | Berliner Philharmonisches Orchester, Ltg. Jesus Lopez Cobos | Philharmonie Berlin Zweites Konzert am 8. September 1979                                                                  |
| 9. Sept. 1979   | Giovanni Pierluigi da Palestrina                                                                    | Missa Papae Marcelli für 6-stimmigen gemischten Chor                                                               | Ltg. Roland Bader | Johannesbasilika Kreuzberg                                                                                                |
| 23. Sept. 1979  | Claudio Monteverdi                                                                                  | Missa quarti toni                                                                                                  | Ltg. Roland Bader | Johannesbasilika Kreuzberg                                                                                                |
| 30. Sept. 1979  | Curt Doebler                                                                                        | Missa in honorem Spiritu Sancti für 5-stimmigen Chor                                                               | Ltg. Roland Bader | Johannesbasilika Kreuzberg                                                                                                |
| 7. Okt. 1979    | Giovanni Pierluigi da Palestrina                                                                    | Missa: Tu es Petrus für 6-stimmigen gemischten Chor                                                                | Ltg. Roland Bader | Johannesbasilika Kreuzberg                                                                                                |
| 14. Okt. 1979   | W. A. Mozart                                                                                        | Missa brevis C-Dur KV 115                                                                                          | Ltg. Roland Bader | Johannesbasilika Kreuzberg                                                                                                |
| 28. Okt. 1979   | W. A. Mozart, Joseph Haydn                                                                          | Te Deum, Exsultate jubilate, Missa in tempore belli                                                                | Sheila Armstrong Julia Hamari Rüdiger Wohlers Karl Ridderbusch Wolfgang Meyer Orgel, Domkapelle Berlin, Ltg. Roland Bader | Philharmonie Berlin |
| 4. Nov. 1979    | Ludwig Berberich                                                                                    | Messe in F-Dur | Ltg. Roland Bader | Johannesbasilika Kreuzberg                                                                                                |
| 11. Nov. 1979   | Orlando di Lasso                                                                                    | Missa nunc et benedicite für 6-stimmigen Chor                                                                      | Ltg. Roland Bader | Johannesbasilika Kreuzberg                                                                                                |
| 18. Nov. 1979   | Karl Forster                                                                                        | Messe in A | Ltg. Roland Bader | Johannesbasilika Kreuzberg                                                                                                |
| 21. Nov. 1979   | div.                                                                                                | Buß und Bettag | Ltg. Roland Bader | St. Matthias Schöneberg                                                                                                   |
| 2. Dez. 1979    | Reinhard Schwarz-Schilling                                                                          | Missa in terra pax für 4- bis 6-stimmigen gemischten Chor                                                          | Ltg. Roland Bader | Johannesbasilika Kreuzberg                                                                                                |
| 9. Dez. 1979    | div.                                                                                                | Motetten | Ltg. Roland Bader | Johannesbasilika Kreuzberg                                                                                                |
| 12. Dez. 1979   | div.                                                                                                | Weihnachtliches Konzert                                                                                            | Blechbläserensemble der Berliner Philharmoniker, Knabenchor der Hedwigskathedrale, Wolfgang Wedel Orgel, Ltg. Roland Bader | Philharmonie Berlin, Zweites Konzert am 13. Dezember 1979                                                                 |
| 16. Dez. 1979   | Philippe de Monte                                                                                   | Missa sine Nomine für 6-stimmigen gemischten Cor                                                                   | Ltg. Roland Bader | Johannesbasilika Kreuzberg                                                                                                |
| 21. Dez. 1979   | W. A. Mozart                                                                                        | Requiem für Kardinal Bengsch                                                                                       | Solisten und Domkapelle, Ltg. Roland Bader | Johannesbasilika Kreuzberg                                                                                                |
| 23. Dez. 1979   | Edgar Tinel                                                                                         | Lourdes Messe für 6-stimmigen gemischten Chor                                                                      | Ltg. Roland Bader | St. Matthias Schöneberg                                                                                                   |
| 25. Dez. 1979   | Joseph Haydn                                                                                        | Missa in tempore belli „Pauken Messe“                                                                              | Solisten und Domkapelle, Ltg. Roland Bader | Johannesbasilika Kreuzberg                                                                                                |
| 26. Dez. 19. 79 | Ruggiero Giovanelli                                                                                 | Missa: Vestiva i colli für 8-stimmigen Doppelchor                                                                  | Ltg. Roland Bader | Johannesbasilika Kreuzberg                                                                                                |
| 30. Dez. 1979   | Claudio Monteverdi                                                                                  | Messa a quattro voci                                                                                               | Ltg. Roland Bader | Johannesbasilika Kreuzberg                                                                                                |
| 6. Jan. 1980    | Giovanni Pierluigi da Palestrina                                                                    | Missa: Tu es Petrus für 6-stimmigen gemischten Chor                                                                | Ltg. Roland Bader | Johannesbasilika Kreuzberg                                                                                                |
| 13. Jan. 1980   | Gustav Mahler                                                                                       | Das klagende Lied                                                                                                  | Judith Beckmann, Marjana Lipovsek, Werner Hollweg, Radio Symphonie Orchester Berlin, Ltg. Christoph von Dohnanyi | Philharmonie Berlin, Zweites Konzert am 14. Januar 1980                                                                   |
| 20. Jan. 1980   | Hans Leo Hassler                                                                                    | Missa okto vocum                                                                                                   | Ltg. Roland Bader | Johannesbasilika Kreuzberg                                                                                                |
| 27. Jan. 1980   | Max Baumann                                                                                         | Schutzengel Messe für 4-stimmigen gemischten Chor                                                                  | Ltg. Roland Bader | Johannesbasilika Kreuzberg                                                                                                |
| 1. Feb. 1980    | Franz Schubert                                                                                      | Schauspielmusik zu Rosamunde                                                                                       | Kathryn Montgomery, Radio Symphonie Orchester Berlin, Ltg. Gustav Kuhn | SFB Sendesaal |
| 3. Feb. 1980    | Curt Döbler                                                                                         | Missa in honorem Spiritu Sancti für 5-stimmigen Chor                                                               | Ltg. Roland Bader | Johannesbasilika Kreuzberg                                                                                                |
| 10. Feb. 1980   | W. A. Mozart, Franz Schubert                                                                        | Vesperae solennes de confessore, Messe As-Dur                                                                      | Sheila Armstrong Doris Soffel, Claes H. Ahnsjö Matthias Hölle Wolfgang Meyer Orgel, Radio Symphonie Orchester Berlin, Ltg. Roland Bader | Philharmonie Berlin, Zweites Konzert am 11. Februar 1980                                                                  |
| 17. Feb. 1980   | Giovanni Pierluigi da Palestrina                                                                    | Missa Papae Marcelli für 6-stimmigen gemischten Chor                                                               | Ltg. Roland Bader | Johannesbasilika Kreuzberg                                                                                                |
| 24. Feb. 1980   | W. A. Mozart                                                                                        | Missa brevis C-Dur KV 115                                                                                          | Ltg. Roland Bader | Johannesbasilika Kreuzberg                                                                                                |
| 1. März 1980    | Giuseppe Verdi                                                                                      | Requiem | Beverly Bergen Ortrun Wenkel Donald Groe Dimiter Petkow, Berliner Philharmonisches Orchester, Ltg. Roland Bader | 50 Jahre Kathedralchor Philharmonie Berlin, Zweites Konzert am 2. März 1980                                               |
| 9. März 1980    | Reinhard Schwarz-Schilling                                                                          | Missa in terra pax für 4- bis 6-stimmigen gemischten Chor                                                          | Ltg. Roland Bader | Johannesbasilika Kreuzberg                                                                                                |
| 16. März 1980   | Giovanni Pierluigi da Palestrina                                                                    | Missa: Tu es Petrus für 6-stimmigen gemischten Chor                                                                | Ltg. Roland Bader | Johannesbasilika Kreuzberg                                                                                                |
| 30. März 1980   | Karl Forster                                                                                        | Messe in A für 6-stimmigen gemischten Chor                                                                         | Ltg. Roland Bader | Johannesbasilika Kreuzberg                                                                                                |
| 6. April 1980   | W. A. Mozart                                                                                        | Missa brevis C-Dur KV 258 Piccolomini-Messe                                                                        | Ltg. Roland Bader | Johannesbasilika Kreuzberg                                                                                                |
| 7. April 1980   | Giovanni Pierluigi da Palestrina                                                                    | Missa brevis für 4-stimmigen gemischten Chor                                                                       | Ltg. Roland Bader | Johannesbasilika Kreuzberg                                                                                                |
| 13. April 1980  | Claudio Monteverdi                                                                                  | Messa a quattro voci                                                                                               | Ltg. Roland Bader | Johannesbasilika Kreuzberg                                                                                                |
| 20. April 1980  | Orlando di Lasso                                                                                    | Missa Bell' Amfitrit' altera für 8-stimmigen Doppelchor                                                            | Ltg. Roland Bader | Johannesbasilika Kreuzberg                                                                                                |
| 27. April 1980  | Orlando di Lasso                                                                                    | Missa quarti toni                                                                                                  | Ltg. Roland Bader | Johannesbasilika Kreuzberg                                                                                                |
| 27. April 1980  | Dimitri Schostakowitsch                                                                             | Symphonie Nr. 13 „Babi Jar“ für Männerchor und Bariton                                                             | Georg Fortune, Radio Symphonie Orchester Berlin, Ltg. Lawrence Foster | Philharmonie Berlin Zweites Konzert am 28. April 1980                                                                     |
| 4. Mai 1980     | Hans Leo Hassler                                                                                    | Missa octo vocum                                                                                                   | Ltg. Roland Bader | Johannesbasilika Kreuzberg                                                                                                |
| 11. Mai 1980    | Orlando di Lasso                                                                                    | Missa Ecce nunc benedicite für 6-stimmigen gemischten Chor                                                         | Ltg. Roland Bader | Johannesbasilika Kreuzberg                                                                                                |
| 18. Mai 1980    | W. A. Mozart                                                                                        | Krönungsmesse KV 317                                                                                               | Solisten und Domkapelle | St. Matthias Schöneberg                                                                                                   |
| 24. Mai 1980    | Hans Leo Hassler                                                                                    | Missa octo vocum                                                                                                   | Ltg. Roland Bader | St. Bonifatius Kreuzberg                                                                                                  |
| 4. Juni 1980    | div.                                                                                                | Eröffnung 86. Deutscher Katholikentag Berlin                                                                       | Blechbläser der Berliner Philharmoniker, Ltg. Roland Bader | Deutschlandhalle |
| 5. Juni 1980    | Max Baumann                                                                                         | Auferstehung Uraufführung                                                                                          | Felicia Weathers, Georg Fortune, Matthias Hölle, Rena Liebenow, Heinz Drache Sprecher, Radio Symphonie Orchester Berlin, Ltg. Roland Bader | Philharmonie Berlin |
| 6. Juni 1980    | Georg Friedrich Händel                                                                              | Judas Maccabäus | Beverly Bergen, Marga Höffgen, Werner Hollweg, Roland Hermann, Domkapelle Berlin, Ltg. Roland Bader | ICC Berlin |
| 7. Juni 1980    | Karol Szymanowski                                                                                   | Stabat Mater | Teresa Zylis, Gara Carol Watts, Siegmund Nimsgern, Berliner Philharmonisches Orchester, Ltg. Aldo Ceccato | Philharmonie Berlin, Weitere Konzerte am 9. und 10. Juni 1980                                                             |
| 8. Juni 1980    | div.                                                                                                | Deutscher Katholikentag: Schlussgottesdienst                                                                       | Blechbläser der Berliner Philharmoniker, Ltg. Roland Bader | Olympiastadion |
| 21. Juni 1980   | Max Baumann                                                                                         | Auferstehung | Felicia Weathers, Georg Fortune, Tomislav Neralic, Rena Liebenow, Heinz Drache Sprecher, Limburgs Symphonie Orchester, Ltg. Roland Bader | Beethovenhalle Bonn |
| 23. Juni 1980   | Georg Friedrich Händel                                                                              | Oratorium Judas Maccabäus                                                                                          | Beverly Bergen, Marga Höffgen, Alejandro Ramires, Roland Hermann, Helmut Walz Orgel, Domkapelle Berlin, Ltg. Roland Bader | Meistersingerhalle Nürnberg                                                                                               |
| 29. Juni 1980   | Hans Leo Hassler                                                                                    | Missa octo vocum                                                                                                   | Ltg. Roland Bader | Johannesbasilika Kreuzberg                                                                                                |
| 6. Juli 1980    | Ludwig Berberich                                                                                    | Messe in F-Dur für 6-stimmigen gemischten Chor                                                                     | Ltg. Roland Bader | Johannesbasilika Kreuzberg                                                                                                |
| 13. Juli 1980   | Giovanni Pierluigi da Palestrina                                                                    | Missa Papae Marcelli für 6-stimmigen gemischten Chor                                                               | Ltg. Roland Bader | Johannesbasilika Kreuzberg                                                                                                |
| 31. Aug. 1980   | Max Baumann                                                                                         | Schutzengel Messe für vierstimmigen gemischten Chor                                                                | Ltg. Roland Bader | Johannesbasilika Kreuzberg                                                                                                |
| 7. Sept. 1980   | Giovanni Pierluigi da Palestrina                                                                    | Missa Laudate Dominum für 8-stimmigen Doppelchor                                                                   | Ltg. Roland Bader | Johannesbasilika Kreuzberg                                                                                                |
| 14. Sept. 1980  | Hans Leo Hassler                                                                                    | Missa octo vocum                                                                                                   | Ltg. Roland Bader | Johannesbasilika Kreuzberg                                                                                                |
| 21. Sept. 1980  | Joseph Rheinberger                                                                                  | Messe in Es für 8-stimmigen Doppelchor                                                                             | Ltg. Roland Bader | Johannesbasilika Kreuzberg                                                                                                |
| 27. Sept. 1980  | Igor Strawinski                                                                                     | Persephone | Horst Laubenthal, Joana Maria Gorvin, Knabenchor der Hedwigskathedrale, Radio Symphonie Orchester Berlin, Ltg. Doron Salomon | SFB Sendesaal |
| 28. Sept. 1980  | Ludwig Berberich                                                                                    | Messe in F-Dur für 6-stimmigen gemischten Chor                                                                     | Ltg. Roland Bader | Johannesbasilika Kreuzberg                                                                                                |
| 5. Okt. 1980    | Gustav Mahler                                                                                       | Symphonie Nr. III                                                                                                  | Gwendolyn Killebrew, Damen und Knaben der Hedwigskathedrale, Radio Symphonie Orchester Berlin, Ltg. Hans Zender | Philharmonie Berlin, Zweites Konzert am 6. Oktober 1980                                                                   |
| 26. Okt. 1980   | Edgar Tinel                                                                                         | Missa in honorem B.M.V. de Lourdes                                                                                 | Ltg. Roland Bader | Johannesbasilika Kreuzberg                                                                                                |
| 2. Nov. 1980    | Claudio Monteverdi                                                                                  | Messa a quattro voci                                                                                               | Ltg. Roland Bader | Heilig Kreuz Wilmersdorf                                                                                                  |
| 8. Nov. 1980    | W. A. Mozart, Joh. Seb. Bach                                                                        | Große Messe in c-Moll Magnificat D-Dur                                                                             | Christiana Baumann, Gabriele Schreckenbach, Adalbert Kraus, Hans Friedrich Kunze Wolfgang Meyer Orgel, Berliner Philharmonisches Orchester, Ltg. Roland Bader                                                                                           | Philharmonie Berlin |
| 9. Nov. 1980    | Orlando di Lasso                                                                                    | Missa Bell' Amfitrit' altera für 8-stimmigen Doppelchor                                                            | Ltg. Roland Bader | Johannesbasilika Kreuzberg                                                                                                |
| 16. Nov. 1980   | Orlando di Lasso                                                                                    | Missa Ecce nunc benedicite für 6-stimmigen gemischten Chor                                                         | Ltg. Roland Bader | Johannesbasilika Kreuzberg                                                                                                |
| 25. Nov. 1980   | Benjamin Britten                                                                                    | War Requiem | Annabelle Bernard, Gene Bullard, Benjamin Luxon, Knabenchor der Hedwigskathedrale, Freiburger Domsingknaben, Berliner Philharmonisches Orchester, Ltg. Lorin Maazel                                                                                     | Philharmonie Berlin, Zweites Konzert am 26. November 1980                                                                 |
| 30. Nov. 1980   | Giovanni Pierluigi da Palestrina                                                                    | Missa brevis für 4-stimmigen gemischten Chor                                                                       | Ltg. Roland Bader | Johannesbasilika Kreuzberg                                                                                                |
| 7. Dez. 1980    | Karl Forster                                                                                        | Messe in A für 6-stimmigen gemischten Chor                                                                         | Ltg. Roland Bader | Johannesbasilika Kreuzberg                                                                                                |
| 11. Dez. 1980   | Johann Sebastian Bach                                                                               | Magnificat D-Dur                                                                                                   | Edith Wiens CorneliaWulkopf Rüdiger Wohlers Victor von Halem, Berliner Philharmonisches Orchester, Ltg. Seiji Ozawa | Philharmonie Berlin Weitere Konzerte am 12. und 13. Dezember 1980                                                         |
| 19. Dez. 1980   | div.                                                                                                | Weihnachtliches Konzert                                                                                            | Instrumentalsolisten Blechbläserensemble der Berliner Philharmoniker, Ltg. Roland Bader | Philharmonie Berlin Zweites Konzert am 21. Dezember 1980                                                                  |
| 21. Dez. 1980   | W. A. Mozart                                                                                        | Missa brevis C-Dur KV 115                                                                                          | Ltg. Roland Bader | Johannesbasilika Kreuzberg                                                                                                |
| 25. Dez. 1980   | Orlando di Lasso                                                                                    | Missa Bell' Amfitrit' altera für 8-stimmigen Doppelchor                                                            | Ltg. Roland Bader | Johannesbasilika Kreuzberg                                                                                                |
| 26. Dez. 1980   | Ruggiero Giovanelli                                                                                 | Missa: Vestiva i colli füfür 8-stimmigen Doppelchor                                                                | Ltg. Roland Bader | Johannesbasilika Kreuzberg                                                                                                |
| 4. Jan. 1981    | Giovanni Pierluigi da Palestrina                                                                    | Missa Laudate Dominum für 8-stimmigen Doppelchor                                                                   | Ltg. Roland Bader | Johannesbasilika Kreuzberg                                                                                                |
| 11. Jan. 1981   | Ernst Pepping                                                                                       | Deutsche Messe | Ltg. Roland Bader | Johannesbasilika Kreuzberg                                                                                                |
| 18. Jan. 1981   | Edgar Tinel                                                                                         | Lourdes Messe für 6-stimmigen gemischten Chor                                                                      | Ltg. Roland Bader | Johannesbasilika Kreuzberg                                                                                                |
| 25. Jan. 1981   | Johannes Brahms                                                                                     | Alt Rapsodie | Männerchor der Hedwigskathedrale Radio Symphonie Orchester Berlin, Ltg. Raphael Frühbeck de Burgos | Philharmonie Berlin, Zweites Konzert am 26. Januar 1981                                                                   |
| 1. Feb. 1981    | Giovanni Pierluigi da Palestrina                                                                    | Missa ego Joannes für 6-stimmigen gemischten Chor                                                                  | Ltg. Roland Bader | Johannesbasilika Kreuzberg                                                                                                |
| 7. Feb. 1981    | Gioacchino Rossini George Bizet                                                                     | Stabat Mater, Te Deum                                                                                              | Yoko Kawahara, Carol Smith, Donald Grobe, George Fortune, Wolfgang Meyer Orgel, Berliner Philharmonisches Orchester, Ltg. Roland Bader | Philharmonie Berlin |
| 8. Feb. 1981    | Orlando di Lasso                                                                                    | Missa Ecce nunc benedicite für 6-stimmigen gemischten Chor                                                         | Ltg. Roland Bader | Johannesbasilika Kreuzberg                                                                                                |
| 15. Feb. 1981   | Max Baumann                                                                                         | Schutzengel Messe für vierstimmigen gemischten Chor                                                                | Ltg. Roland Bader | Johannesbasilika Kreuzberg                                                                                                |
| 22. Feb. 1981   | Reinhard Schwarz-Schilling                                                                          | Missa in terra pax für 4- bis 6-stimmigen gemischten Chor                                                          | Ltg. Roland Bader | Johannesbasilika Kreuzberg                                                                                                |
| 1. März 1981    | Giuseppe Verdi                                                                                      | Die Lombarden auf dem ersten Kreuzzug                                                                              | Yoko Kawahara, Ildico Haid, Laczo Maria, T. Reinoso, Gaetano Scano, Nuccio Saetta, Dimiter Petkov, Tomislav Neralic, Josef Becker, Wolfgang Wedel Orgel, Radio Symphonie Orchester Berlin, Ltg. Roland Bader                                            | Philharmonie Berlin |
| 8. März 1981    | Curt Döbler                                                                                         | Missa in honorem Spiritu Sancti für 5-stimmigen Chor                                                               | Ltg. Roland Bader | Johannesbasilika Kreuzberg                                                                                                |
| 15. März 1981   | Claudio Monteverdi                                                                                  | Messa a quattro voci                                                                                               | Ltg. Roland Bader | Johannesbasilika Kreuzberg                                                                                                |
| 22. März 1981   | div.                                                                                                | 50 jähriges Bistumsjubiläum                                                                                        | Blechbläser der Berliner Philharmoniker, Ltg. Roland Bader | Deutschlandhalle |
| 29. März 1981   | Ludwig Berberich                                                                                    | Messe in F-Dur für, 6-stimmigen gemischten Chor                                                                    | Ltg. Roland Bader | Johannesbasilika Kreuzberg                                                                                                |
| 5. April 1981   | Joseph Rheinberger                                                                                  | Messe in Es für 8-stimmigen Doppelchor                                                                             | Ltg. Roland Bader | Johannesbasilika Kreuzberg                                                                                                |
| 12. April 1981  | Roland Bader                                                                                        | Missa choralis für 4 bis 7 stimmigen gemischten Chor -Uraufführung-                                                | Ltg. Roland Bader | Johannesbasilika Kreuzberg                                                                                                |
| 18. April 1981  | Joseph Haydn, Johannes Brahms, Ludwig v. Beethoven                                                  | Die Schöpfung, Ein Deutsches Requiem, Missa solemnis, A-cappella-Programm                                          | Nance Grant, Robert Gard, Ian Cousins, Catherine Duval, Ronald Maconaghi, Margareta Elkins, David Parker, Grant Dickson, Angela Denning, Richard Barnard, Grahame McIntosh, Melbourne Symphony Orchestra Sydney Symphony Orchestra, Ltg. Roland Bader   | Australien Tournee vom 18. April bis 14. Mai 1981: Konzerte in Melbourne, Canberra, Sydney, Newcastle, Adelaide und Perth |
| 31. Mai 1981    | Giovanni Pierluigi da Palestrina                                                                    | Missa Papae Marcelli für 6-stimmigen gemischten Chor                                                               | Ltg. Roland Bader | Johannesbasilika Kreuzberg                                                                                                |
| 7. Juni 1981    | W. A. Mozart                                                                                        | Große Messe in c-Moll Messe Kyrie und Gloria                                                                       | Solisten und Domkapelle, Ltg. Roland Bader | Johannesbasilika Kreuzberg                                                                                                |
| 8. Juni 1981    | W. A. Mozart                                                                                        | Missa brevis C-Dur KV 115                                                                                          | Ltg. Roland Bader | Johannesbasilika Kreuzberg                                                                                                |
| 13. Juni 1981   | Leopold Mozart Wolfgang Amad. Mozart                                                                | Missa solemnis in C, Davidde penitente                                                                             | Arleen Auger, Gabriele Schreckenbach, Horst Laubenthal, Barry McDaniel, Domkapelle Berlin, Ltg. Roland Bader | Philharmonie Berlin |
| 17. Juni 1981   | div.                                                                                                | Fronleichnamsgesänge                                                                                               | Blechbläser der Berliner Philharmoniker, Ltg. Roland Bader | Waldbühne |
| 28. Juni 1981   | Claudio Monteverdi                                                                                  | Messa a quattro voci                                                                                               | Ltg. Roland Bader | Johannesbasilika Kreuzberg                                                                                                |
| 23. Aug. 1981   | Giovanni Pierluigi da Palestrina                                                                    | Missa: Tu es Petrus für 6-stimmigen gemischten Chor                                                                | Ltg. Roland Bader | Johannesbasilika Kreuzberg                                                                                                |
| 30. Aug. 1981   | Max Baumann                                                                                         | Schutzengel Messe für vierstimmigen gemischten Chor                                                                | Ltg. Roland Bader | Johannesbasilika Kreuzberg                                                                                                |
| 6. Sept. 1981   | Ernst Pepping                                                                                       | Deutsche Messe für 4- bis 6-stimmigen gemischten Chor                                                              | Ltg. Roland Bader | Johannesbasilika Kreuzberg                                                                                                |
| 13. Sept. 1981  | Franz Liszt                                                                                         | Oratorium Christus                                                                                                 | Judith Beckmann, Anne Gjewang, Aldo Baldin, Hans Sotin, Dietrich Fischer Dieskau, Berliner Philharmonisches Orchester, Ltg. Aldo Ceccato | Philharmonie Berlin |
| 20. Sept. 1981  | Joseph Rheinberger                                                                                  | Messe in Es für 8-stimmigen Doppelchor                                                                             | Ltg. Roland Bader | Johannesbasilika Kreuzberg                                                                                                |
| 27. Sept. 1981  | Giovanni Pierluigi da Palestrina                                                                    | Missa Ecce ego Joannes für 6-stimmigen gemischten Chor                                                             | Ltg. Roland Bader | Johannesbasilika Kreuzberg                                                                                                |
| 10. Okt. 1981   | Curt Döbler                                                                                         | Missa in honorem B.M.V. de Lourdes                                                                                 | Ltg. Roland Bader | Johannesbasilika Kreuzberg                                                                                                |
| 18. Okt. 1981   | Anton Bruckner                                                                                      | Symphonie Nr. 9, Te Deum                                                                                           | Jill Gomez Hildegard Laurich, Lutz Michael Harder, Matthias Hölle, Radio Symphonie Orchester Berlin, Ltg. Reinhard Schwarz | Philharmonie Berlin, Zweites Konzert am 19. Oktober 1981                                                                  |
| 25. Okt. 1981   | Ernst Pepping                                                                                       | Deutsche Messe für 4- bis 6-stimmigen gemischten Chor                                                              | Ltg. Roland Bader | Johannesbasilika Kreuzberg                                                                                                |
| 25. Okt. 1981   | E.T.A.Hoffmann, Felix Mendelssohn Bartholdy                                                         | Miserere, Die erste Walpurgisnacht                                                                                 | Elke Andiel, Michiko Takanashi, Anne Gjewang, Aldo Baldin, Georg Fortune, Ivo Ingram, Symphonisches Orchester Berlin, Ltg. Roland Bader | Philharmonie Berlin |
| 1. Nov. 1981    | Tomas Luis de Victoria                                                                              | Missa O quam gloriosum für 4-stimmigen gemischten Choe                                                             | Ltg. Roland Bader | Johannesbasilika Kreuzberg                                                                                                |
| 8. Nov. 1981    | Giovanni Pierluigi da Palestrina                                                                    | Missa brevis für 4-stimmigen gemischten Chor                                                                       | Ltg. Roland Bader | Johannesbasilika Kreuzberg                                                                                                |
| 9. Nov. 1981    | Johannes Brahms                                                                                     | Liebesliederwalzer                                                                                                 | Ltg. Roland Bader | ICC Berlin |
| 14. Nov. 1981   | Johannes Brahms                                                                                     | Liebesliederwalzer                                                                                                 | Ltg. Roland Bader | ICC Berlin |
| 15. Nov. 1981   | Orlando di Lasso                                                                                    | Missa: Ecce nunc benedicite für 6-stimmigen gemischten Chor                                                        | Ltg. Roland Bader | Johannesbasilika Kreuzberg                                                                                                |
| 22. Nov. 1981   | Johannes Brahms                                                                                     | Ein Deutsches Requiem                                                                                              | Yoko Kawahara, Georg Fortune, Wolfgang Meyer Orgel, Radio Symphonie Orchester Berlin, Ltg. Roland Bader | Philharmonie Berlin |
| 29. Nov. 1981   | Philippe de Monte                                                                                   | Missa sine Nomine für 6-stimmigen gemischten Cor                                                                   | Ltg. Roland Bader | Johannesbasilika Kreuzberg                                                                                                |
| 29. Nov. 1981   | Philippe de Monte                                                                                   | Missa sine Nomine für 6-stimmigen gemischten Cor                                                                   | Ltg. Roland Bader | Johannesbasilika Kreuzberg                                                                                                |
| 6. Dez. 1981    | div.                                                                                                | Gregorianischer Choral und Motetten                                                                                | Ltg. Roland Bader | Johannesbasilika Kreuzberg                                                                                                |
| 8. Dez. 1981    | div.                                                                                                | Weihnachtliches Konzert                                                                                            | Regina Schiewe Konradin Groth Knabenchor Hedwigskathedrale Blechbläserensemble der Berliner Philharmoniker, Wolfgang Wedel Orgel, Ltg. Roland Bader | Philharmonie Berlin, Zweites Konzert am 10. Dezember 1981                                                                 |
| 13. Dez. 1981   | Karl Forster                                                                                        | Messe in A für 6-stimmigen gemischten Chor                                                                         | Ltg. Roland Bader | Johannesbasilika Kreuzberg                                                                                                |
| 20. Dez. 1981   | Orlando di Lasso                                                                                    | Missa Qual donna für 5-stimmigen gemischten Chor                                                                   | Ltg. Roland Bader | Johannesbasilika Kreuzberg                                                                                                |
| 25. Dez. 1981   | W. A. Mozart                                                                                        | Missa brevis C-Dur KV 258 Piccolomini-Messe                                                                        | Solisten und Domkapelle, Ltg. Roland Bader | Johannesbasilika Kreuzberg                                                                                                |
| 26. Dez. 1981   | Giovanni Pierluigi da Palestrina                                                                    | Missa Ecce ego Joannes für 6-stimmigen gemischten Chor                                                             | Ltg. Roland Bader | Johannesbasilika Kreuzberg                                                                                                |
| 3. Jan. 1982    | Orlando di Lasso                                                                                    | Missa Bell' Amfitrit' altera für 8-stimmigen Doppelchor                                                            | Ltg. Roland Bader | Johannesbasilika Kreuzberg                                                                                                |
| 10. Jan. 1982   | Giovanni Pierluigi da Palestrina                                                                    | Missa Papae Marcelli für 6-stimmigen gemischten Chor                                                               | Ltg. Roland Bader | St. Elisabeth Schöneberg                                                                                                  |
| 12. Jan. 1982   | Sergej Prokofieff                                                                                   | Iwan der Schreckliche                                                                                              | Irina Archipowa, Wolfgang Brendel, Boris Morgunow, Berliner Philharmonisches Orchester, Ltg. RiccardoMuti | Philharmonie Berlin, Weitere Konzerte am 13. und 14. Januar 1982                                                          |
| 17. Jan. 1982   | Joseph Rheinberger                                                                                  | Messe in Es für 8-stimmigen Doppelchor                                                                             | Ltg. Roland Bader | Johannesbasilika Kreuzberg                                                                                                |
| 31. Jan. 1982   | Roland Bader                                                                                        | Missa choralis für 4 bis 7 stimmigen gemischten Chor                                                               | Ltg. Roland Bader | Johannesbasilika Kreuzberg                                                                                                |
| 5. Feb. 1982    | div.                                                                                                | Requiem für Msgr. Dissemond                                                                                        | Ltg. Roland Bader | Johannesbasilika Kreuzberg                                                                                                |
| 21. Feb. 1982   | Ruggiero Giovanelli                                                                                 | Missa: Vestiva i colli für 8-stimmigen Doppelchor                                                                  | Ltg. Roland Bader | Johannesbasilika Kreuzberg                                                                                                |
| 28. Feb. 1982   | Orlando di Lasso                                                                                    | Missa Ecce nunc benedicite für 6-stimmigen gemischten Chor                                                         | Ltg. Roland Bader | Johannesbasilika Kreuzberg                                                                                                |
| 6. März 1982    | Peter Tschaikowsky                                                                                  | Johanna von Orleans                                                                                                | Nelli Skolnik, Beverly Bergen, Wolfgang Fassler, Volker Horn, Georg Fortune, Josef Becker, Claudio Nicolai, Hans Franzen, Matthias Hölle, Siegfried Fischer Fels, Berliner Philharmonisches Orchester, Ltg. Roland Bader                                | Philharmonie Berlin |
| 14. März 1982   | Ernst Pepping                                                                                       | Deutsche Messe für 4- bis 6-stimmigen gemischten Chor                                                              | Ltg. Roland Bader | Johannesbasilika Kreuzberg                                                                                                |
| 17. März 1982   | div.                                                                                                | A cappella Konzert                                                                                                 | Georg Dietrich Orgel, Ltg. Roland Bader | St. Matthäus-Kirche Tiergarten                                                                                            |
| 28. März 1982   | Giovanni Pierluigi da Palestrina                                                                    | Missa Laudate Dominum für 8-stimmigen Doppelchor                                                                   | Ltg. Roland Bader | Johannesbasilika Kreuzberg                                                                                                |
| 9. April 82     | Heinrich Schütz                                                                                     | Johannespassion | Ltg. Roland Bader | Johannesbasilika Kreuzberg                                                                                                |
| 11. April 82    | Joseph Haydn                                                                                        | Missa in tempore belli „Pauken Messe“                                                                              | Solisten und Domkapelle, Ltg. Roland Bader | Johannesbasilika Kreuzberg                                                                                                |
| 12. April 82    | W. A. Mozart                                                                                        | Missa C-Dur KV 317 „Krönungsmesse“                                                                                 | Solisten und Domkapelle, Ltg. Roland Bader | Johannesbasilika Kreuzberg                                                                                                |
| 18. April 82    | Giovanni Maria Nanini                                                                               | Missa: Vestiva i colli für 5-stimmigen Chor                                                                        | Ltg. Roland Bader | Johannesbasilika Kreuzberg                                                                                                |
| 2. Mai 82       | Orlando di Lasso                                                                                    | Missa Qual donna für 5-stimmigen gemischten Chor                                                                   | Ltg. Roland Bader | Johannesbasilika Kreuzberg                                                                                                |
| 16. Mai 82      | Ludwig Berberich                                                                                    | Messe in Es für 8-stimmigen Doppelchor                                                                             | Ltg. Roland Bader | Johannesbasilika Kreuzberg                                                                                                |
| 18. Mai 82      | Joseph Haydn                                                                                        | Die Schöpfung | Kathleen Battle, Eberhard Büchner, Benjamin Luxon, Marianne Funke, Berliner Philharmonisches Orchester, Ltg. Seiji Ozawa | Philharmonie Berlin, Zweites Konzert am 19. Mai 1982                                                                      |
| 23. Mai 82      | Joseph Haydn                                                                                        | Missa in tempore belli „Pauken Messe“                                                                              | Mechthild Feder, Gabriele Goebbels, Otto Paul Kuster, Josef Becker, Eckhard von Garnier Orgel, Symphonisches Orchester Berlin, Ltg. Roland Bader | Philharmonie Berlin |
| 30. Mai 82      | Giovanni Pierluigi da Palestrina                                                                    | Missa Papae Marcelli für 6-stimmigen gemischten Chor                                                               | Ltg. Roland Bader | Johannesbasilika Kreuzberg                                                                                                |
| 30. Mai 82      | Gustav Mahler                                                                                       | Symphonie Nr. 2 | Rosalind Plowright Glenys Linos Radio Symphonie Orchester Berlin, Ltg. Bernhard Klee | Philharmonie Berlin, Weitere Konzerte am 31. Mai und 1. Juni 1982                                                         |
| 5. Juni 82      | div.                                                                                                | Fronleichnamsgesänge                                                                                               | Blechbläser der Berliner Philharmoniker, Ltg. Roland Bader | Reiterstadion |
| 9. Juni 82      | div.                                                                                                | Pontificalamt | Ltg. Roland Bader | St. Bonifatius Kreuzberg                                                                                                  |
| 13. Juni 82     | Ernst Pepping                                                                                       | Deutsche Messe für 4- bis 6-stimmigen gemischten Chor                                                              | Ltg. Roland Bader | Johannesbasilika Kreuzberg                                                                                                |
| 20. Juni 82     | Roland Bader                                                                                        | Missa choralis für 4 bis 7 stimmigen gemischten Chor                                                               | Ltg. Roland Bader | Johannesbasilika Kreuzberg                                                                                                |
| 15. Aug. 1982   | Orlando di Lasso                                                                                    | Missa Bell' Amfitrit' altera für 8-stimmigen Doppelchor                                                            | Ltg. Roland Bader | Johannesbasilika Kreuzberg                                                                                                |
| 22. Aug. 1982   | Claudio Monteverdi                                                                                  | Missa quarti toni                                                                                                  | Ltg. Roland Bader | Johannesbasilika Kreuzberg                                                                                                |
| 29. Aug. 1982   | Max Baumann                                                                                         | Schutzengel Messe für vierstimmigen gemischten Chor                                                                | Ltg. Roland Bader | Johannesbasilika Kreuzberg                                                                                                |
| 5. Sept. 1982   | Gustav Mahler                                                                                       | Das klagende Lied                                                                                                  | Maria de Francesca Birgit Finnilä Manfred Jung Georg Fortune Berliner Philharmonisches Orchester, Ltg. Hans Zender | Philharmonie Berlin |
| 12. Sept. 1982  | Orlando di Lasso                                                                                    | Missa Qual donna für 5-stimmigen gemischten Chor                                                                   | Ltg. Roland Bader | Johannesbasilika Kreuzberg                                                                                                |
| 26. Sept. 1982  | Giovanni Pierluigi da Palestrina                                                                    | Missa brevis für 4 bis 5-stimmigen gemischten Chor                                                                 | Ltg. Roland Bader | Johannesbasilika Kreuzberg                                                                                                |
| 3. Okt. 1982    | Edgar Tinel                                                                                         | Missa in honorem B.M.V. de Lourdes                                                                                 | Ltg. Roland Bader | Johannesbasilika Kreuzberg                                                                                                |
| 10. Okt. 1982   | Hans Leo Hassler                                                                                    | Missa octo vocum für achtstimmigen Doppelchor                                                                      | Ltg. Roland Bader | St. Johannes Capistran Tempelhof                                                                                          |
| 17. Okt. 1982   | Orlando di Lasso                                                                                    | Missa Bell' Amfitrit' altera für 8-stimmigen Doppelchor                                                            | Ltg. Roland Bader | St. Eduard Neukölln |
| 24. Okt. 1982   | W. A. Mozart Ludwig van Beethoven                                                                   | Krönungsmesse Kv 317 Eroica Symphonie Nr. 3                                                                        | Dora Kosckak Jeanette Mrowietz Goujon Hans Dieter Bader Paul Wolfram Rudolf Heinemann Orgel Staatsphilharmonie Kosice Ltg. Roland Bader | Philharmonie Berlin anl. Gründung eines Förderkreises des Chores der St. Hedwigskathedrale                                |
| 24. Okt. 1982   | Max Reger Reinhard Schwarz-Schilling Giuseppe Verdi                                                 | Symphonisches Fragment Der Einsiedler Die Botschaft Te Deum                                                        | Anne Gjevang Dietrich Fischer Dieskau Dora Koschak Staatsphilharmonie Kosice Ltg. Roland Bader | Philharmonie Berlin |
| 31. Okt. 1982   | Giovanni Pierluigi da Palestrina                                                                    | Missa Laudate Dominum für 8-stimmigen Doppelchor                                                                   | Ltg. Roland Bader | Johannesbasilika Kreuzberg                                                                                                |
| 14. Nov. 1982   | Giovanni Gabrieli                                                                                   | Missa brevis in F für 4-stimmigen gemischten Chor                                                                  | Ltg. Roland Bader | Johannesbasilika Kreuzberg                                                                                                |
| 21. Nov. 1982   | Ludovico Grossi Viadana                                                                             | Missa sine nomine für 4-stimmigen gemischten Chor                                                                  | Ltg. Roland Bader | Johannesbasilika Kreuzberg                                                                                                |
| 28. Nov. 1982   | Ockeghem und Vittoria                                                                               | Messsätze | Ltg. Roland Bader | Johannesbasilika Kreuzberg                                                                                                |
| 5. Dez. 1982    | Edgar Tinel                                                                                         | Lourdes Messe für 6-stimmigen gemischten Chor                                                                      | Ltg. Roland Bader | Johannesbasilika Kreuzberg                                                                                                |
| 13. Dez. 1982   | div.                                                                                                | Weihnachtliches Konzert                                                                                            | Blechbläserensemble der Berliner Philharmoniker, Knabenchor der Hedwigskathedrale, Rudolf Heinemann Orgel, Ltg. Roland Bader | Philharmonie Berlin, Zweites Konzert am 16. Dez 82                                                                        |
| 19. Dez. 1982   | Hans Leo Hassler                                                                                    | Missa octo vocum für achtstimmigen Doppelchor                                                                      | Ltg. Roland Bader | Johannesbasilika Kreuzberg                                                                                                |
| 25. Dez. 1982   | Franz Schubert                                                                                      | Messe in G-Dur | Solisten und Domkapelle, Ltg. Roland Bader | Johannesbasilika Kreuzberg                                                                                                |
| 9. Jan. 1983    | Orlando di Lasso                                                                                    | Missa Bell' Amfitrit' altera für 8-stimmigen Doppelchor                                                            | Ltg. Roland Bader | Johannesbasilika Kreuzberg                                                                                                |
| 16. Jan. 1983   | Ruggiero Giovanelli                                                                                 | Missa: Vestiva i colli füfür 8-stimmigen Doppelchor                                                                | Ltg. Roland Bader | Johannesbasilika Kreuzberg                                                                                                |
| 23. Jan. 1983   | Giovanni Pierluigi da Palestrina                                                                    | Missa Laudate Dominum für 8-stimmigen Doppelchor                                                                   | Ltg. Roland Bader | Johannesbasilika Kreuzberg                                                                                                |
| 6. Feb. 1983    | Giovanni Gabrieli                                                                                   | Missa brevis für 4-stimmigen gemischten Chor                                                                       | Ltg. Roland Bader | Johannesbasilika Kreuzberg                                                                                                |
| 11. Feb. 1983   | Schostakowitsch                                                                                     | Symphonie Nr. 13 „Babi Jar“ für Männerchor und Bariton                                                             | Sergej Leiferkus, Herrenchor der Hedwigskathedrale, Berliner Philharmonisches Orchester, Ltg. Kurt Masur | Philharmonie Berlin, Zweites Konzert am 12. Feb 83                                                                        |
| 13. Feb. 1983   | div.                                                                                                | Pontifikalamt ? | Ltg. Roland Bader | St. Matthias Schöneberg                                                                                                   |
| 13. Feb. 1983   | Johann Sebastian Bach                                                                               | Messe in h-Moll | Yokon Kawahara, Claudia Eder, Thomas Dewald, Georg Fortune, Domkapelle Berlin, Ltg. Roland Bader | Philharmonie Berlin |
| 20. Feb. 1983   | Giovanni Nanini                                                                                     | Missa: Vestiva i colli für 5-stimmigen Chor                                                                        | Ltg. Roland Bader | Johannesbasilika Kreuzberg                                                                                                |
| 25. Feb. 1983   | div.                                                                                                | Begrüßungsfeier für Joachim Kardinal Meißner                                                                       | Blechbläserensemble der Berliner Philharmoniker, Ltg. Roland Bader | Deutschlandhalle |
| 27. Feb. 1983   | Karl Forster                                                                                        | Messe in A für 6-stimmigen gemischten Chor                                                                         | Ltg. Roland Bader | Johannesbasilika Kreuzberg                                                                                                |
| 6. März 1983    | Ernst Pepping                                                                                       | Deutsche Messe für 4- bis 6-stimmigen gemischten Chor                                                              | Ltg. Roland Bader | Johannesbasilika Kreuzberg                                                                                                |
| 13. März 1983   | Joseph Rheinberger                                                                                  | Messe in ES für 8-stimmigen Doppelchor                                                                             | Ltg. Roland Bader | Johannesbasilika Kreuzberg                                                                                                |
| 20. März 1983   | Philippe de Monte                                                                                   | Missa sine Nomine für 6-stimmigen gemischten Cor                                                                   | Ltg. Roland Bader | Johannesbasilika Kreuzberg                                                                                                |
| 1. April 83     | Heinrich Schütz                                                                                     | Johannespassion | Ltg. Roland Bader | Johannesbasilika Kreuzberg                                                                                                |
| 3. April 83     | W. A. Mozart                                                                                        | Missa brevis C-Dur KV 258 Piccolomini-Messe                                                                        | Ltg. Roland Bader | Johannesbasilika Kreuzberg                                                                                                |
| 10. April 83    | Anton Bruckner                                                                                      | Große Messe in f-Moll Te Deum                                                                                      | Verena Schweizer, Gisela Pohl, Aldo Baldi, Roland Hermann, Berliner Philharmonisches Orchester, Ltg. Roland Bader | Philharmonie Berlin |
| 17. April 83    | Giovanni Pierluigi da Palestrina                                                                    | Missa: Tu es Petrus für 6-stimmigen gemischten Chor                                                                | Ltg. Roland Bader | Johannesbasilika Kreuzberg                                                                                                |
| 1. Mai 83       | Giovanni Pierluigi da Palestrina                                                                    | Missa brevis für 4-stimmigen gemischten Chor                                                                       | Ltg. Roland Bader | Johannesbasilika Kreuzberg                                                                                                |
| 8. Mai 83       | Giovanni Nanini                                                                                     | Missa: Vestiva i colli für 5-stimmigen Chor                                                                        | Ltg. Roland Bader | Johannesbasilika Kreuzberg                                                                                                |
| 15. Mai 83      | Orlando di Lasso                                                                                    | Missa Qual donna für 5-stimmigen gemischten Chor                                                                   | Ltg. Roland Bader | Johannesbasilika Kreuzberg                                                                                                |
| 20. Mai 83      | Giovanni Pierluigi da Palestrina                                                                    | Missa brevis für 4-stimmigen gemischten Chor                                                                       | Ltg. Roland Bader | Johannesbasilika Kreuzberg                                                                                                |
| 22. Mai 83      | Hans Leo Hassler                                                                                    | Missa octo vocum für achtstimmigen Doppelchor                                                                      | Ltg. Roland Bader | Johannesbasilika Kreuzberg                                                                                                |
| 1. Juni 83      | div.                                                                                                | Fronleichnamsgesänge                                                                                               | Blechbläserensemble der Berliner Philharmoniker, Ltg. Roland Bader | St. Canisius Charlottenburg                                                                                               |
| 5. Juni 83      | Max Baumann                                                                                         | Schutzengel Messe für 4-stimmigen gemischten Chor                                                                  | Ltg. Roland Bader | Johannesbasilika Kreuzberg                                                                                                |
| 11. Juni 83     | Orlando di Lasso                                                                                    | Missa Bell' Amfitrit' altera A-cappella-Konzert                                                                    | Ltg. Roland Bader | St. Thomas Morus Daun in der Eifel                                                                                        |
| 12. Juni 83     | Hans Leo Hassler                                                                                    | Missa octo vocum für achtstimmigen Doppelchor                                                                      | Ltg. Roland Bader | Dom Trier |
| 6. Aug. 1983    | div.                                                                                                | A Cappella Konzert anl. des 20. Todestages von Karl Forster                                                        | Rudolf Heinemann Orgel, Ltg. Roland Bader | Tirschenreuth |
| 7. Aug. 1983    | Hans Leo Hassler                                                                                    | Missa octo vocum für achtstimmigen Doppelchor                                                                      | Rudolf Heinemann Orgel, Ltg. Roland Bader | Basilika Waldsassen |
| 12. Aug. 1983   | Orlando di Lasso                                                                                    | Missa Bell' Amfitrit' altera für 8-stimmigen Doppelchor                                                            | Ltg. Roland Bader | Johannesbasilika Kreuzberg                                                                                                |
| 14. Aug. 1983   | Claudio Monteverdi                                                                                  | Missa quarti toni                                                                                                  | Ltg. Roland Bader | Johannesbasilika Kreuzberg                                                                                                |
| 21. Aug. 1983   | div.                                                                                                | Bistumstag | Blechbläserensemble der Berliner Philharmoniker, Ltg. Roland Bader | Deutschlandhalle |
| 28. Aug. 1983   | Giovanni Nanini                                                                                     | Missa: Vestiva i colli für 5-stimmigen Chor                                                                        | Ltg. Roland Bader | Johannesbasilika Kreuzberg                                                                                                |
| 4. Sept. 1983   | Giovanni Gabrieli                                                                                   | Missa brevis für 4-stimmigen gemischten Chor                                                                       | Ltg. Roland Bader | Johannesbasilika Kreuzberg                                                                                                |
| 11. Sept. 1983  | div.                                                                                                | Dekanatstag | Ltg. Roland Bader | Deutschlandhalle |
| 18. Sept. 1983  | Ernst Pepping                                                                                       | Deutsche Messe für 4- bis 6-stimmigen gemischten Chor                                                              | Ltg. Roland Bader | Johannesbasilika Kreuzberg                                                                                                |
| 25. Sept. 1983  | Giovanni Pierluigi da Palestrina                                                                    | Missa Papae Marcelli für 6-stimmigen gemischten Chor                                                               | Ltg. Roland Bader | Johannesbasilika Kreuzberg                                                                                                |
| 2. Okt. 1983    | Orlando di Lasso                                                                                    | Missa Bell' Amfitrit' altera für 8-stimmigen Doppelchor                                                            | Ltg. Roland Bader | Johannesbasilika Kreuzberg                                                                                                |
| 9. Okt. 1983    | Giuseppe Verdi                                                                                      | Quattro Pezzi Sacri                                                                                                | Radio Symphonie Orchester Berlin, Ltg. Riccardo Chailly | Philharmonie Berlin, Zweites Konzert am 10. Okt 83                                                                        |
| 17. Okt. 1983   | Gioacchino Rossini                                                                                  | Stabat Mater | Nelly Miricioiu, Anne Gjewang, Antonio Savastano, John Paul, Bogart Radio Symphonie Orchester Berlin, Ltg. Riccardo Chailly | SFB Sendesaal |
| 23. Okt. 1983   | Orlando di Lasso                                                                                    | Missa Ecce nunc benedicite für 6-stimmigen gemischten Chor                                                         | Ltg. Roland Bader | Johannesbasilika Kreuzberg                                                                                                |
| 6. Nov. 1983    | Joseph Rheinberger                                                                                  | Messe in ES für 8-stimmigen Doppelchor                                                                             | Ltg. Roland Bader | Johannesbasilika Kreuzberg                                                                                                |
| 12. Nov. 1983   | Orlando di Lasso                                                                                    | Missa Ecce nunc benedicite für 6-stimmigen gemischten Chor                                                         | Ltg. Roland Bader | Johannesbasilika Kreuzberg                                                                                                |
| 13. Nov. 1983   | Edgar Tinel                                                                                         | Missa in honorem B.M.V. de Lourdes                                                                                 | Ltg. Roland Bader | Johannesbasilika Kreuzberg                                                                                                |
| 19. Nov. 1983   | Hans Leo Hassler                                                                                    | Missa octo vocum für achtstimmigen Doppelchor                                                                      | Ltg. Roland Bader | Johannesbasilika Kreuzberg                                                                                                |
| 20. Nov. 1983   | ?                                                                                                   | ? | Knabenchor der St. Hedwigskathedrale | Johannesbasilika Kreuzberg                                                                                                |
| 21. Nov. 1983   | Joseph Haydn                                                                                        | Die Schöpfung | Maria Oran, Josef Protschka, Roland Hermann, Wolfgang Meyer Cembalo, Symphonisches Orchester Berlin, Ltg. Roland Bader | Philharmonie Berlin |
| 2. Dez. 1983    | Joseph Haydn                                                                                        | Die Schöpfung | Dora Koschak, Hans Dieter Bader, Harad Stamm, Wolfgang Meyer Cembalo, Symphonisches Orchester Berlin, Ltg. Roland Bader | Hochschule der Künste Berlin                                                                                              |
| 4. Dez. 1983    | Philippe de Monte                                                                                   | Missa sine Nomine für 6-stimmigen gemischten Cor                                                                   | Ltg. Roland Bader | Johannesbasilika Kreuzberg                                                                                                |
| 10. Dez. 1983   | Orlando di Lasso                                                                                    | Missa Qual donna für 5-stimmigen gemischten Chor                                                                   | Ltg. Roland Bader | Johannesbasilika Kreuzberg                                                                                                |
| 11. Dez. 1983   | Giovanni Pierluigi da Palestrina                                                                    | Missa Papae Marcelli für 6-stimmigen gemischten Chor                                                               | Ltg. Roland Bader | Johannesbasilika Kreuzberg                                                                                                |
| 14. Dez. 1983   | div.                                                                                                | Weihnachtliches Konzert                                                                                            | Blechbläserensemble der Berliner Philharmoniker, Rudolf Heinemann, Martin Ludwig Orgel, Ltg. Roland Bader | Philharmonie Berlin, Zweites Konzert am 17. Dez 83                                                                        |
| 18. Dez. 1983   | Ruggiero Giovanelli                                                                                 | Missa: Vestiva i colli füfür 8-stimmigen Doppelchor                                                                | Ltg. Roland Bader | Johannesbasilika Kreuzberg                                                                                                |
| 25. Dez. 1983   | W. A. Mozart                                                                                        | Missa C-Dur KV 317 „Krönungsmesse“                                                                                 | Solisten und Domkapelle, Ltg. Roland Bader | Johannesbasilika Kreuzberg                                                                                                |
| 8. Jan. 1984    | Karl Forster                                                                                        | Messe in A für 6-stimmigen gemischten Chor                                                                         | Ltg. Roland Bader | Johannesbasilika Kreuzberg                                                                                                |
| 15. Jan. 1984   | Giovanni Nanini                                                                                     | Missa: Vestiva i colli für 5-stimmigen Chor                                                                        | Ltg. Roland Bader | Johannesbasilika Kreuzberg                                                                                                |
| 23. Jan. 1984   | Georg Friedrich Händel                                                                              | Der Messias | Maria Oran, Gabriele Schreckenbach, Lutz Michael Harder, Roland Hermann, Rundfunkorchester Hannover NDR, Ltg. Roland Bader | Philharmonie Berlin |
| 29. Jan. 1984   | G. F. Händel Joh. Seb. Bach Wolfgang Amadeus Mozart                                                 | Der Messias Messe in h-Moll Krönungsmesse Requiem                                                                  | Maria Oran, Gabriele Schreckenbach, Lutz Michael Harder, Roland Hermann, Rundfunkorchester Hannover NDR, Ltg. Roland Bader | Japan-Tournee vom 29. Januar bis 12. Februar 1984, acht Konzerte in Tokyo, Osaka, Ōtsu, Kanazawa und Nagoya               |
| 19. Feb. 1984   | Giovanni Pierluigi da Palestrina                                                                    | Missa: Tu es Petrus für 6-stimmigen gemischten Chor                                                                | Blechbläserensemble der Berliner Philharmoniker, Ltg. Roland Bader | Johannesbasilika Kreuzberg                                                                                                |
| 26. Feb. 1984   | Orlando di Lasso                                                                                    | Missa Qual donna für 5-stimmigen gemischten Chor                                                                   | Ltg. Roland Bader | Johannesbasilika Kreuzberg                                                                                                |
| 4. März 1984    | Giovanni Gabrieli                                                                                   | Missa brevis für 4 bis 5-stimmigen gemischten Chor                                                                 | Ltg. Roland Bader | Johannesbasilika Kreuzberg                                                                                                |
| 11. März 1984   | Claudio Monteverdi                                                                                  | Missa quarti toni                                                                                                  | Ltg. Roland Bader | Johannesbasilika Kreuzberg                                                                                                |
| 17. März 1984   | Edward Grieg                                                                                        | Peer Gynt | Edith Wiens, Nicole Heesters, Gerhard Friedrich, Berliner Philharmonisches Orchester, Ltg. Kurt Masur | Philharmonie Berlin |
| 25. März 1984   | Max Baumann                                                                                         | Schutzengel Messe für vierstimmigen gemischten Chor                                                                | Ltg. Roland Bader | Johannesbasilika Kreuzberg                                                                                                |
| 1. April 84     | Giovanni Pierluigi da Palestrina                                                                    | Missa brevis für 4 bis 5-stimmigen gemischten Chor SFB Rundfunkübertragung                                         | Ltg. Roland Bader | Johannesbasilika Kreuzberg                                                                                                |
| 8. April 84     | Johann Sebastian Bach                                                                               | Matthäuspassion | Rachel Yakar, Mira Zakai, Aldo Baldin, Georg Fortune, Nikolaus Hillebrand, Knabenchor der Hedwigskathedrale Domkapelle Berlin, Ltg. Roland Bader | Philharmonie Berlin |
| 20. April 84    | div.                                                                                                | Deutsche Motetten und gregorianische Lobgesänge                                                                    | Ltg. Roland Bader | Johannesbasilika Kreuzberg                                                                                                |
| 22. April 84    | W. A. Mozart                                                                                        | Missa longa | Solisten und Domkapelle, Ltg. Roland Bader | Johannesbasilika Kreuzberg                                                                                                |
| 6. Mai 84       | Orlando di Lasso                                                                                    | Missa Puisque jài perdu für 4-stimmigen Chor                                                                       | Ltg. Roland Bader | Johannesbasilika Kreuzberg                                                                                                |
| 13. Mai 84      | Giovanni Pierluigi da Palestrina                                                                    | Missa Papae Marcelli für 6-stimmigen gemischten Chor                                                               | Ltg. Roland Bader | Johannesbasilika Kreuzberg                                                                                                |
| 19. Mai 84      | Gioacchino Rossini Hector Berlioz                                                                   | Messa di Gloria Te Deum                                                                                            | Aldo Baldin Barry Mora Berliner Philharmonisches Orchester, Ltg. Roland Bader | Philharmonie Berlin |
| 3. Juni 84      | Antonio Lotti                                                                                       | Missa in D für vierstimmigen Chor                                                                                  | Ltg. Roland Bader | Johannesbasilika Kreuzberg                                                                                                |
| 10. Juni 84     | Ruggiero Giovanelli                                                                                 | Missa: Vestiva i colli füfür 8-stimmigen Doppelchor                                                                | Ltg. Roland Bader | Johannesbasilika Kreuzberg                                                                                                |
| 10. Juni 84     | Hector Berlioz                                                                                      | Requiem | Eberhard Büchner Radio Symphonie Orchester Berlin, Ltg. Georges Pretre | Philharmonie Berlin, Zweites Konzert am 11. Jun 84                                                                        |
| 20. Juni 84     | div.                                                                                                | Fronleichnamsgesänge                                                                                               | Blechbläserensemble der Berliner Philharmoniker, Ltg. Roland Bader | St. Canisius Bistums-Fronleichnamsfeier                                                                                   |
| 23. Juni 84     | Felix Mendelssohn Bartholdy                                                                         | Oratorium Elias | Edith Wiens, Katherine Ciesinski, Peter Schreier, Benjamin Luxon, Roman Gottwald, Mozarteumorchester Salzburg, Ltg. Seiji Ozawa | Philharmonie Berlin, Zweites Konzert am 24. Apr 84                                                                        |
| 24. Juni 84     | Orlando di Lasso                                                                                    | Missa Bell' Amfitrit' altera A-cappella-Konzert                                                                    | Ltg. Roland Bader | Johannesbasilika Kreuzberg                                                                                                |
| 1. Juli 84      | Giovanni Pierluigi da Palestrina                                                                    | Missa: Tu es Petrus für 6-stimmigen gemischten Chor                                                                | Ltg. Roland Bader | Johannesbasilika Kreuzberg                                                                                                |
| 8. Juli 84      | Giovanni Pierluigi da Palestrina                                                                    | Missa: Tu es Petrus für 6-stimmigen gemischten Chor                                                                | Ltg. Roland Bader | St. Thomas Charlottenburg                                                                                                 |
| 21. Aug. 1984   | Wolfgang Amadeus Mozart                                                                             | Exultate jubilate KV 165 Alma Die creatoris KV 277 Missa longa KV 262                                              | Sylvia Greenberg, Gabriele Schreckenbach, Heiner Hopfner, Nikolaus Hillebrand, Bernhard Gfrefer Orgel, Ltg. Roland Bader | Kollegienkirche Salzburg                                                                                                  |
| 2. Sept. 1984   | Giovanni Pierluigi da Palestrina                                                                    | Missa Papae Marcelli für 6-stimmigen gemischten Chor                                                               | Ltg. Roland Bader | Johannesbasilika Kreuzberg                                                                                                |
| 13. Sept. 1984  | Gustav Mahler                                                                                       | Symphonie Nr. 3 | Ortrun Wenkel Konradin Groth Posthornsolo Frauen und Knabenchor der Hedwigskathedrale Berliner Philharmonisches Orchester, Ltg. Erich Leinsdorf | Philharmonie Berlin |
| 22. Sept. 1984  | Ferruccio Busoni                                                                                    | Konzert für Klavier Männerchor und Orchester op. 39                                                                | Francois Joel Thiollier, Woöfgang Wedel (Orgel), Heribert Breuer (Cembalo), Symphonisches Orchester Berlin, Ltg. Daniel Nazareth | Philharmonie Berlin |
| 7. Okt. 1984    | Orlando di Lasso                                                                                    | Missa Bell' Amfitrit' altera A-cappella-Konzert                                                                    | Ltg. Roland Bader | St. Bonifatius Kreuzberg                                                                                                  |
| 14. Okt. 1984   | Giovanni Pierluigi da Palestrina                                                                    | Missa brevis für 4 bis 5-stimmigen gemischten Chor                                                                 | Ltg. Roland Bader | St. Eduard Neukölln |
| 16. Okt. 1984   | Giovanni Pierluigi da Palestrina                                                                    | Missa brevis für 4 bis 5-stimmigen gemischten Chor                                                                 | Ltg. Roland Bader | Kongregation der Hedwigsschwestern Zehlendorf                                                                             |
| 22. Okt. 1984   | Wolfgang Amadeus Mozart                                                                             | Krönungsmesse Kv 317                                                                                               | Solisten und Domkapelle Berlin Ltg. Roland Bader | St. Hedwigskathedrale |
| 25. Okt. 1984   | Hans Leo Hassler                                                                                    | Missa octo vocum für achtstimmigen Doppelchor                                                                      | Ltg. Roland Bader | St. Judas Thaddäus Tempelhof                                                                                              |
| 28. Okt. 1984   | Giovanni Pierluigi da Palestrina                                                                    | Missa ecce nunc benedicite                                                                                         | Ltg. Roland Bader | Johannesbasilika Kreuzberg                                                                                                |
| 4. Nov. 1984    | Tomas Luis de Victoria                                                                              | Missa O quam gloriosum für 4-stimmigen gemischten Chor                                                             | Ltg. Roland Bader | Johannesbasilika Kreuzberg                                                                                                |
| 11. Nov. 1984   | Felix Mend. Bartholdi Charles Gounod                                                                | Lauda Sion, Cäcilienmesse                                                                                          | Annette Robbert Monika Bürgener Thomas Dewald Georg Fortune Symphonisches Orchester Berlin, Ltg. Roland Bader | Philharmonie Berlin |
| 14. Nov. 1984   | Hans Pfitzner                                                                                       | Von deutscher Seele                                                                                                | Jane Mangedoht Gisela Pohl Aldo Baldin Robert Holl Berliner Philharmonisches Orchester, Ltg. Horst Stein | Philharmonie Berlin, Zweites Konzert am 15. Nov 84                                                                        |
| 25. Nov. 1984   | Orlando di Lasso                                                                                    | Missa Ecce nunc benedicite für 6-stimmigen gemischten Chor                                                         | Ltg. Roland Bader | St. Elisabeth Schöneberg                                                                                                  |
| 2. Dez. 1984    | Max Baumann                                                                                         | Schutzengel Messe für vierstimmigen gemischten Chor                                                                | Ltg. Roland Bader | Johannesbasilika Kreuzberg                                                                                                |
| 9. Dez. 1984    | W. A. Mozart                                                                                        | Missa brevis C-Dur KV 115                                                                                          | Ltg. Roland Bader | Johannesbasilika Kreuzberg                                                                                                |
| 21. Dez. 1984   | div.                                                                                                | Weihnachtliches Konzert                                                                                            | 8 Gesangssolisten, Continuogruppe, Wolfgang Meyer (Orgel), Blechbläserensemble der Berliner Philharmoniker, Ltg. Roland Bader | Philharmonie Berlin, Zweites Konzert am 23. Dez 84                                                                        |
| 25. Dez. 1984   | Franz Schubert                                                                                      | Messe in B-Dur | Solisten und Domkapelle, Ltg. Roland Bader | Johannesbasilika Kreuzberg                                                                                                |
| 26. Dez. 1984   | Giovanni Pierluigi da Palestrina                                                                    | Missa brevis für 4 bis 5-stimmigen gemischten Chor                                                                 | Ltg. Roland Bader | Justizvollzugsanstalt Tegel                                                                                               |
| 6. Jan. 1985    | Georg Friedrich Händel                                                                              | Das Alexanderfest (Mozart Fassung)                                                                                 | Carol Malone Lutz Michael Harder Andreas Schmidt Martin Steinert Cembalo Radio Symphonie Orchester Berlin, Ltg. Roland Bader | Philharmonie Berlin |
| 27. Jan. 1985   | Ludwig van Beethoven                                                                                | Missa solemnis | Julia Varady Birgit Finnilä Horst Laubenthal Hans Sotin Radio Symphonie Orchester Berlin, Ltg. Antal Dorati | Philharmonie Berlin, Zweites Konzert am 28. Jan 85                                                                        |
| 3. Feb. 1985    | Giovanni Pierluigi da Palestrina                                                                    | Missa Papae Marcelli für 6-stimmigen gemischten Chor                                                               | Ltg. Roland Bader | Johannesbasilika Kreuzberg                                                                                                |
| 3. März 1985    | Ruggiero Giovanelli                                                                                 | Missa: Vestiva i colli füfür 8-stimmigen Doppelchor                                                                | Ltg. Roland Bader | Johannesbasilika Kreuzberg                                                                                                |
| 10. März 1985   | Giovanni Pierluigi da Palestrina                                                                    | Missa Laudate Dominum für 8-stimmigen Doppelchor                                                                   | Ltg. Roland Bader | Johannesbasilika Kreuzberg                                                                                                |
| 17. März 1985   | Giovanni Pierluigi da Palestrina                                                                    | Missa brevis für 4 bis 5-stimmigen gemischten Chor                                                                 | Ltg. Roland Bader | St. Bernhard Tegel |
| 25. März 1985   | Johann Sebastian Bach                                                                               | Johannespassion | Maria Oran Gisela Pohl Hein Meens Franz Gerihsen William Oberholtzer Knabenchor der Hedwigskathedrale Domkapelle Berlin Ltg. Roland Bader | Philharmonie Berlin |
| 5. April 85     | Joh. Seb. Bach                                                                                      | Choräle aus der Johannespassion                                                                                    | Ltg. Roland Bader | Johannesbasilika Kreuzberg                                                                                                |
| 7. April 85     | Hans Leo Hassler                                                                                    | Missa octo vocum für achtstimmigen Doppelchor                                                                      | Ltg. Roland Bader | Johannesbasilika Kreuzberg                                                                                                |
| 21. April 85    | Max Baumann                                                                                         | Schutzengel Messe für vierstimmigen gemischten Chor                                                                | Ltg. Roland Bader | Johannesbasilika Kreuzberg                                                                                                |
| 5. Mai 85       | Ludwig Berberich                                                                                    | Messe in F-Dur für 6-stimmigen gemischten Chor                                                                     | Ltg. Roland Bader | Johannesbasilika Kreuzberg                                                                                                |
| 17. Mai 85      | Johann Sebastian Bach                                                                               | Messe in h-Moll | Linda Zambrano Dorte Küsters Claus Bock Rudolf Hillebrand Domkapelle Berlin Ltg. Roland Bader | Johannesbasilika Kreuzberg                                                                                                |
| 26. Mai 85      | Giovanni Pierluigi da Palestrina                                                                    | Missa: Tu es Petrus für 6-stimmigen gemischten Chor                                                                | Ltg. Roland Bader | Johannesbasilika Kreuzberg                                                                                                |
| 26. Mai 85      | Arnold Schönberg                                                                                    | Gurre-Lieder | Susan Dunn Brigitte Fassbaender Heikki Dsiukola Hermann Becht Wolf Appel Boris Carmeli Städt. Musikverein Düsseldorf Radio Symphonie Orchester Berlin, Ltg. Riccardo Chailly                                                                            | Philharmonie Berlin, Zweites Konzert am 27. Mai 85                                                                        |
| 31. Mai 85      | Giuseppe Verdi                                                                                      | Requiem | Jean Anne Teal Ida Bormida Dino de Domenico Jewgenij Nesterenko Berliner Philharmonisches Orchester, Ltg. Roland Bader | Philharmonie Berlin, Zweites Konzert am 01. Jun 85                                                                        |
| 5. Juni 85      | div.                                                                                                | Fronleichnamsgesänge                                                                                               | Ltg. Roland Bader | St. Canisius Bistums-Fronleichnamsfeier                                                                                   |
| 9. Juni 85      | Giuseppe Verdi                                                                                      | Quattro pezzi sacri                                                                                                | Symphonisches Orchester Berlin, Ltg. Daniel Nazareth | Philharmonie Berlin |
| 16. Juni 85     | Claudio Monteverdi                                                                                  | Messa a quattro voci                                                                                               | Ltg. Roland Bader | Johannesbasilika Kreuzberg                                                                                                |
| 23. Juni 85     | Orlando di Lasso                                                                                    | Missa Bell' Amfitrit' altera für 8-stimmigen Doppelchor                                                            | Ltg. Roland Bader | Johannesbasilika Kreuzberg                                                                                                |
| 6/29/85         | div.                                                                                                | Motetten | Ltg. Roland Bader | Bundesgartenschau Ökumenisches Zentrum                                                                                    |
| 7/7/85          | div.                                                                                                | Motetten | Ltg. Roland Bader | Bundesgartenschau Gottesdienst der evangelischen Kirche                                                                   |
| 14. Juli 85     | Giovanni Pierluigi da Palestrina                                                                    | Missa brevis für 4 bis 5-stimmigen gemischten Chor                                                                 | Ltg. Roland Bader | Johannesbasilika Kreuzberg                                                                                                |
| 31. Juli 85     | Wolfgang Amadeus Mozart Johann Sebastian Bach                                                       | Krönungsmesse KV 317 Venti fulgare procellae Magnificat D-Dur BWV 243                                              | Janice Hall Helga Müller Molinari Masatoshi Sasaki Matthias Hölle Mozarteumorchester Salzburg Ltg. Roland Bader | Kollegienkirche Salzburg                                                                                                  |
| 1. Sept. 1985   | Hans Leo Hassler                                                                                    | Missa octo vocum für achtstimmigen Doppelchor                                                                      | Ltg. Roland Bader | Johannesbasilika Kreuzberg                                                                                                |
| 8. Sept. 1985   | Dimitri Schostakowitsch                                                                             | Babi Jar Sinfonie Nr. 13 b-Moll op. 113                                                                            | Marius Rintzler Herrenchor des Städt. Musikvereins zu Düsseldorf Berliner Philharmonisches Orchester, Ltg. Charles Dutoit | Philharmonie Berlin |
| 22. Sept. 1985  | Ludwig Berberich                                                                                    | Messe in F-Dur für 6-stimmigen gemischten Chor                                                                     | Ltg. Roland Bader | Johannesbasilika Kreuzberg                                                                                                |
| 12. Okt. 1985   | Ludwig van Beethoven                                                                                | IX. Symphonie | Karan Armstrong, Ortrun Wenkel, Rene Kollo, Hans Sotin, Chor der Staatsphilharmonie Krakau, Rundfunkchor Krakau, Mitglieder des Malcom Sargent Festival Choir London, Staatsphilharmonie Krakau, Limburg Symphonie Orkest Maastricht, Ltg. Roland Bader | Festival Europäische Musik, Internationales Congress Centrum Berlin                                                       |
| 16. Okt. 1985   | Johannes Brahms                                                                                     | Ein Deutsches Requiem                                                                                              | Edith Wiens, Roland Hermann, Chor der Staatsphilharmonie Krakau, Rundfunkchor Krakau, Staatsphilharmonie Krakau, Limburg Symphonie Orkest Maastricht, Ltg. Ed Spanjaard                                                                                 | Festival Europäische Musik, Internationales Congress Centrum Berlin                                                       |
| 19. Okt. 1985   | Giuseppe Verdi                                                                                      | I Lombardi | Yoko Kawahara, Jean Anne Teal, Montserrat Aparici, Nuccio Saeta, Lando Bartolini, Pompei Harasteanu, Giuseppe LaMazza, Miomir Nicolic, Staatsphilharmonie Krakau, Limburg Symphonie Orkest Maastricht, Ltg. Roland Bader                                | Festival Europäische Musik Internationales Congress Centrum Berlin                                                        |
| 27. Okt. 1985   | Anton Bruckner                                                                                      | Messe in e-Moll | Ltg. Roland Bader | St. Hedwigs-Kathedrale Ostberlin                                                                                          |
| 3. Nov. 1985    | Giovanni Pierluigi da Palestrina                                                                    | Missa Papae Marcelli für 6-stimmigen gemischten Chor                                                               | Ltg. Roland Bader | Johannesbasilika Kreuzberg                                                                                                |
| 17. Nov. 1985   | Orlando di Lasso                                                                                    | Missa Ecce nunc benedicite für 6-stimmigen gemischten Chor                                                         | Ltg. Roland Bader | Johannesbasilika Kreuzberg                                                                                                |
| 24. Nov. 1985   | Ruggiero Giovanelli                                                                                 | Missa: Vestiva i colli für 8-stimmigen Doppelchor                                                                  | Ltg. Roland Bader | St. Elisabeth Schöneberg                                                                                                  |
| 8. Dez. 1985    | Orlando di Lasso                                                                                    | Missa Qual donna für 5-stimmigen gemischten Chor                                                                   | Ltg. Roland Bader | Johannesbasilika Kreuzberg                                                                                                |
| 9. Dez. 1985    | div.                                                                                                | Weihnachtliches Konzert                                                                                            | Barbara Schlick Hans Peter Blochwitz Rosalinde Haas Orgel Blechbläserensemble der Berliner Philharmoniker, Ltg. Roland Bader | Philharmonie Berlin, Zweites Konzert am 10. Dez 85                                                                        |
| 17. Dez. 1985   | Georg Friedrich Händel                                                                              | Der Messias | Barbara Schlick Christiane Singer Berggold Roland Hermann Hans Peter Blochwitz Domkapelle Berlin Ltg. Roland Bader | Philharmonie Berlin |
| 22. Dez. 1985   | div.                                                                                                | Chorsätze zum Advent                                                                                               | Ltg. Roland Bader | Johannesbasilika Kreuzberg                                                                                                |
| 25. Dez. 1985   | W. A. Mozart                                                                                        | Krönungsmesse Kv 317                                                                                               | Solisten und Domkapelle, Ltg. Roland Bader | Johannesbasilika Kreuzberg                                                                                                |
| 26. Dez. 1985   | Giovanni Pierluigi da Palestrina                                                                    | Missa: Tu es Petrus für 6-stimmigen gemischten Chor                                                                | Ltg. Roland Bader | Justizvollzugsanstalt Tegel                                                                                               |
| 6. Jan. 1986    | Wolfg. Amadeus Mozart Johann Sebastian Bach                                                         | Große Messe in c-Moll Magnificat D-Dur                                                                             | Reri Grist Gabriele Schreckenbach Heiner Hopfner Rudolf Hillebrand Domkapelle Berlin, Ltg. Roland Bader | Philharmonie Berlin |
| 12. Jan. 1986   | Ludwig Berberich                                                                                    | Messe in F-Dur | Ltg. Roland Bader | Johannesbasilika Kreuzberg                                                                                                |
| 19. Jan. 1986   | Giovanni Nanini                                                                                     | Missa: Vestiva i colli für 5-stimmigen Chor                                                                        | Ltg. Roland Bader | Johannesbasilika Kreuzberg                                                                                                |
| 24. Jan. 1986   | Ludwig Berberich                                                                                    | Messe in F-Dur | Ltg. Roland Bader | St. Canisius Charlottenburg                                                                                               |
| 2. Feb. 1986    | Giovanni Pierluigi da Palestrina                                                                    | Missa: Tu es Petrus für 6-stimmigen gemischten Chor                                                                | Ltg. Roland Bader | Johannesbasilika Kreuzberg                                                                                                |
| 2. Feb. 1986    | F. Mendels. Bartholdi Giuseppe Verdi                                                                | 2. Symphonie Lobgesang Te Deum                                                                                     | Jean Anne Teal Ursula Farr Frieder Lang Martin Steinert Orgel Berliner Philharmonisches Orchester, Ltg. Roland Bader | Philharmonie Berlin |
| 9. Feb. 1986    | Orlando di Lasso                                                                                    | Missa: Ecce nunc benedicite für 6-stimmigen gemischten Chor                                                        | Ltg. Roland Bader | Johannesbasilika Kreuzberg                                                                                                |
| 15. Feb. 1986   | Igor Strawinski Arnold Schönberg Wolfgang Amadeus Mozart                                            | Psalmenssymphonie Ein Überlebender aus Warschau Messe in c-Moll                                                    | Sylvia Greenberg Julia Varady Hans Peter Blochwitz Dietrich Fischer Dieskau Berliner Philharmonisches Orchester, Ltg. Gary Bertini | Philharmonie Berlin, Zweites Konzert am 16. Feb 86                                                                        |
| 23. Feb. 1986   | Giovanni Pierluigi da Palestrina                                                                    | Missa brevis für 4-stimmigen gemischten Chor                                                                       | Ltg. Roland Bader | Johannesbasilika Kreuzberg                                                                                                |
| 2. März 1986    | Giovanni Pierluigi da Palestrina                                                                    | Missa sine Nomine für 6-stimmigen gemischten Cor                                                                   | Ltg. Roland Bader | Johannesbasilika Kreuzberg                                                                                                |
| 8. März 1986    | Alexander Skriabine                                                                                 | Symphonie Nr. 1 | Kaja Boris Peter Maus Berliner Philharmonisches Orchester, Ltg. Riccardo Muti | Philharmonie Berlin, Zweites Konzert am 9. Mär 86                                                                         |
| 16. März 1986   | Franz Schubert W. A. Mozart Ludwig van Beethoven                                                    | Magnificat Venti fulgare procellae Drei Hymnen                                                                     | Cheryl Studer Marga Schimmel Lutz Michael Harder Josef Becker Symphonisches Orchester Berlin, Ltg. Roland Bader | Philharmonie Berlin |
| 23. März 1986   | Hans Leo Hassler                                                                                    | Missa secunda für 4-stimmigen Chor                                                                                 | Knabenchor der St. Hedwigskathedrale | Johannesbasilika Kreuzberg                                                                                                |
| 28. März 1986   | div.                                                                                                | Passionsmotetten                                                                                                   | Ltg. Roland Bader | Johannesbasilika Kreuzberg                                                                                                |
| 30. März 1986   | W. A. Mozart                                                                                        | Missa brevis C-Dur KV 220                                                                                          | Solisten und Domkapelle, Ltg. Roland Bader | Johannesbasilika Kreuzberg                                                                                                |
| 13. April 86    | Max Baumann                                                                                         | Schutzengel Messe für 4-stimmigen gemischten Chor                                                                  | Ltg. Roland Bader | Johannesbasilika Kreuzberg                                                                                                |
| 27. April 86    | Giovanni Pierluigi da Palestrina                                                                    | Missa sine Nomine für 6-stimmigen gemischten Cor                                                                   | Ltg. Roland Bader | Johannesbasilika Kreuzberg                                                                                                |
| 11. Mai 86      | Ruggiero Giovanelli                                                                                 | Missa: Vestiva i colli füfür 8-stimmigen Doppelchor                                                                | Ltg. Roland Bader | Johannesbasilika Kreuzberg                                                                                                |
| 18. Mai 86      | Hans Leo Hassler                                                                                    | Missa octo vocum für achtstimmigen Doppelchor                                                                      | Ltg. Roland Bader | Johannesbasilika Kreuzberg                                                                                                |
| 28. Mai 86      | div.                                                                                                | Bistums Fronleichnamsfeier                                                                                         | Blechbläserensemble der Berliner Philharmoniker, Ltg. Roland Bader | St. Canisius Charlottenburg                                                                                               |
| 31. Mai 86      | Gustav Mahler                                                                                       | Symphonie Nr. III                                                                                                  | Christa Ludwig Konradin Groth Posthornsolo Knabenchor der Hedwigskathedrale Berliner Philharmonisches Orchester, Ltg. James Levine | Philharmonie Berlin, Zweites Konzert am 1. Jun 86                                                                         |
| 8. Juni 86      | Giovanni Pierluigi da Palestrina                                                                    | Missa Lauda Sion                                                                                                   | Ltg. Roland Bader | Johannesbasilika Kreuzberg                                                                                                |
| 15. Juni 86     | Carl Orff                                                                                           | Carmina burana | Pamela Coburn David Knudson Peter Binder Knabenchor der Hedwigskathedrale Symphonisches Orchester Berlin, Ltg. Roland Bader | Philharmonie Berlin |
| 29. Juni 86     | Giovanni Pierluigi da Palestrina                                                                    | Missa sine Nomine für 6-stimmigen gemischten Cor                                                                   | Ltg. Roland Bader | Johannesbasilika Kreuzberg                                                                                                |
| 5. Aug. 1986    | Franz Schubert, W. A. Mozart                                                                        | Messe in As-Dur „Vesperae solennes de confessore“                                                                  | Gabriele Sima Gabriele Schreckenbach Frieder Lang Günter v. Kannen Mozarteumorchester Salzburg Ltg. Roland Bader | Kollegienkirche Salzburg                                                                                                  |
| 17. Aug. 1986   | Giovanni Pierluigi da Palestrina                                                                    | Missa brevis für 4 bis 5-stimmigen gemischten Chor                                                                 | Ltg. Roland Bader | Johannesbasilika Kreuzberg                                                                                                |
| 24. Aug. 1986   | Giovanni Pierluigi da Palestrina                                                                    | Missa Papae Marcelli für 6-stimmigen gemischten Chor                                                               | Ltg. Roland Bader | Johannesbasilika Kreuzberg                                                                                                |
| 30. Aug. 1986   | Giacomo Puccini Giuseppe Verdi                                                                      | Messa di Gloria Quattro pezzi sacri                                                                                | Maria Oran Regine Gebhard Aldo Baldin Georg Fortune Symphonisches Orchester Berlin, Ltg. Roland Bader | St. Peter und Paul Krakau                                                                                                 |
| 2. Sept. 1986   | Giacomo Puccini Giuseppe Verdi                                                                      | Messa di Gloria Quattro pezzi sacri                                                                                | Maria Oran Regine Gebhard Aldo Baldin Georg Fortune Symphonisches Orchester Berlin, Ltg. Roland Bader | Kathedrale Breslau |
| 3. Sept. 1986   | F. Mendels. Bartholdi div.                                                                          | 2. Symphonie Lobgesang A-cappella-Programm                                                                         | Maria Oran Regine Gebhard Aldo Baldin Georg Fortune Symphonisches Orchester Berlin, Ltg. Roland Bader | Kathedrale Breslau |
| 21. Sept. 1986  | Joseph Rheinberger                                                                                  | Messe in Es-Dur | Ltg. Roland Bader | Johannesbasilika Kreuzberg                                                                                                |
| 5. Okt. 1986    | Orlando di Lasso                                                                                    | Missa Qual donna für 5-stimmigen gemischten Chor                                                                   | Ltg. Roland Bader | Johannesbasilika Kreuzberg                                                                                                |
| 12. Okt. 1986   | Hans Leo Hassler                                                                                    | Missa secunda für 4-stimmigen Chor                                                                                 | Ltg. Roland Bader | Johannesbasilika Kreuzberg                                                                                                |
| 18. Okt. 1986   | Gustav Mahler                                                                                       | Symphonie Nr. 198 Symphonie der Tausend                                                                            | Faye Robinson Sylvia Hermann Helga Hein Guardian Mira Zakai Claudia Eder Aldo Baldin Andreas Schmidt Pompei Harasteanu Diverse Chöre Orchester der Staatsphilharmonie Krakau Limburg Symphonie Orkest Maastricht Ltg. Roland Bader                      | Festival Europäische Musik Internationales Congress Centrum Berlin                                                        |
| 21. Okt. 1986   | Giuseppe Verdi                                                                                      | Attila Oper szenisch                                                                                               | Harald Stamm Yoko Kawahara Giuseppe Scandola James O’Neal Bengt Rundgren Yuhei Sato Limburg Symphonie Orkest Maastricht Orchester der Staatsphilharmonie Krakau Ltg. Roland Bader                                                                       | Festival Europäische Musik Internationales Congress Centrum Berlin                                                        |
| 8. Nov. 1986    | Ludwig van Beethoven                                                                                | Missa solemnis | Jadwiga Gadulanka Renate Behle Aldo Baldin Harald Stamm Berliner Philharmonisches Orchester, Ltg. Roland Bader | Philharmonie Berlin, Zweites Konzert am 9. Nov 86                                                                         |
| 30. Nov. 1986   | Giovanni Nanini                                                                                     | Missa: Vestiva i colli für 5-stimmigen Chor                                                                        | Ltg. Roland Bader | Johannesbasilika Kreuzberg                                                                                                |
| 9. Dez. 1986    | div.                                                                                                | Weihnachtliches Konzert                                                                                            | Knabenchor der Hedwigskathedrale Blechbläserensemble der Berliner Philharmoniker, Ltg. Roland Bader | Philharmonie Berlin, Zweites Konzert am 11. Dez 86                                                                        |
| 14. Dez. 1986   | Giovanni Pierluigi da Palestrina                                                                    | Missa Regina coeli für 4-stimmigen gemischten Cor                                                                  | Ltg. Roland Bader | Johannesbasilika Kreuzberg                                                                                                |
| 14. Dez. 1986   | Giovanni Pierluigi da Palestrina                                                                    | Missa Regina coeli für 4-stimmigen gemischten Cor                                                                  | Ltg. Roland Bader | Johannesbasilika Kreuzberg                                                                                                |
| 21. Dez. 1986   | Hector Berlioz                                                                                      | L´Enfance du Christ                                                                                                | Gabriele Schnaut Jean Luc Viala Georg Fortune Philippe Huttenlocher Boris Carmeli Berliner Philharmonisches Orchester, Ltg. Sir Yehudi Menuhin | Philharmonie Berlin, Zweites Konzert am 22. Dez 86                                                                        |
| 25. Dez. 1986   | Wolfgang Amadeus Mozart                                                                             | Missa brevis C-Dur KV 49                                                                                           | Solisten und Domkapelle, Ltg. Roland Bader | Johannesbasilika Kreuzberg                                                                                                |
| 11. Jan. 1987   | Hector Berlioz Max Reger Friedrich Kiel Johanne Brahms                                              | Coro dei Magi Die Weihe der Nacht Der Stern von Bethlehem Triumphlied                                              | Jard van Nes Horst Laubenthal Rudolf Hillebrand Martin Steinert Orgel Symphonisches Orchester Berlin Ltg. Roland Bader | Philharmonie Berlin |
| 18. Jan. 1987   | Ruggiero Giovanelli                                                                                 | Missa: Vestiva i colli für 8-stimmigen Doppelchor                                                                  | Ltg. Roland Bader | Johannesbasilika Kreuzberg                                                                                                |
| 18. Jan. 1987   | Giovanni Nanini                                                                                     | Missa: Vestiva i colli für 5-stimmigen Chor                                                                        | Ltg. Roland Bader | Johannesbasilika Kreuzberg                                                                                                |
| 1. Feb. 1987    | Ludwig Berberich                                                                                    | Messe in F-Dur für 6-stimmigen gemischten Chor                                                                     | Ltg. Roland Bader | Johannesbasilika Kreuzberg                                                                                                |
| 15. Feb. 1987   | Giovanni Pierluigi da Palestrina                                                                    | Missa ego Joannes für 6-stimmigen gemischten Chor                                                                  | Ltg. Roland Bader | Johannesbasilika Kreuzberg                                                                                                |
| 1. März 1987    | Giovanni Pierluigi da Palestrina                                                                    | Missa Regina coeli für 4-stimmigen gemischten Cor                                                                  | Ltg. Roland Bader | Johannesbasilika Kreuzberg                                                                                                |
| 8. März 1987    | Orlando di Lasso                                                                                    | Missa Bell' Amfitrit' altera für 8-stimmigen Doppelchor                                                            | Ltg. Roland Bader | Herz Jesu Tempelhof |
| 15. März 1987   | Philippe de Monte                                                                                   | Missa sine Nomine für 6-stimmigen gemischten Cor                                                                   | Ltg. Roland Bader | Johannesbasilika Kreuzberg                                                                                                |
| 18. März 1987   | Gustav Mahler                                                                                       | Symphonie Nr. II                                                                                                   | Edith Wiens Maureen Forrester Berliner Philharmonisches Orchester, Ltg. Semyon Bychko | Philharmonie Berlin, Zweites Konzert am 19. Mär 87                                                                        |
| 30. März 1987   | Helge Jörns W. A. Mozart                                                                            | Der Aquädukt (Uraufführung) Requiem                                                                                | Gilah Yaron Gabriele Schreckenbach Günter Neubert William Oberholtzer Eckhard v. Garnier Orgel Domkapelle Berlin Ltg. Roland Bader | Philharmonie Berlin |
| 8. April 87     | Günter Gerlach Ernst Pepping Hector Berlioz                                                         | Veni creator spiritus Uraufführ. O Haupt voll Blut und Wunden Resurrexit                                           | Axelle Gall Walter Heldwein Gudrun Genest Fritz Truppe Symphonisches Orchester Berlin Ltg. Roland Bader | Hochschule der Künste Berlin Konzertsaal                                                                                  |
| 12. April 87    | Ludwig van Beethoven                                                                                | IX. Symphonie | Julia Conwell Anni di Mauro Volker Horn Oskar Hillebrandt Symphonisches Orchester Berlin, Ltg. Yan Pascal Tortellier | Philharmonie Berlin |
| 17. April 87    | div.                                                                                                | Passionsmotetten                                                                                                   | Ltg. Roland Bader | Johannesbasilika Kreuzberg                                                                                                |
| 19. April 87    | E.T.A. Hoffmann                                                                                     | Messe in D für Soli und Orchester                                                                                  | Solisten und Domkapelle Ltg. Roland Bader | Johannesbasilika Kreuzberg                                                                                                |
| 30. April 87    | div.                                                                                                | Festakt zur Eröffnung der 750 Jahr Feier Berlin                                                                    | Jolyon Brettingham Smith Berlin Cantus Mitglieder verschiedener Chöre RIAS Jugendorchester und andere Ltg. Roland Bader | Internationales Congress Centrum Berlin                                                                                   |
| 4. Mai 87       | Johann Sebastian Bach                                                                               | Messe in h-Moll | Celina Lindslay Gabriele Schnaut Hans Peter Blochwitz Barry McDaniel Martin Steinert Orgel Domkapelle Berlin Ltg. Roland Bader | Philharmonie Berlin, Zweites Konzert am 5. Apr 87                                                                         |
| 10. Mai 18      | Giovanni Pierluigi da Palestrina                                                                    | Missa brevis für 4 bis 5-stimmigen gemischten Chor                                                                 | Ltg. Roland Bader | Maria Himmelfahrt Kladow                                                                                                  |
| 14. Mai 18      | Orlando di Lasso                                                                                    | Missa Bell' Amfitrit' altera für 8-stimmigen Doppelchor                                                            | Ltg. Roland Bader | Heilig Kreuz Wilmersdorf                                                                                                  |
| 17. Mai 87      | Giovanni Pierluigi da Palestrina                                                                    | Missa Laudate Dominum für 8-stimmigen Doppelchor                                                                   | Ltg. Roland Bader | Johannesbasilika Kreuzberg                                                                                                |
| 31. Mai 87      | Giovanni Francesco Anerio                                                                           | Missa brevis D-Dur für 4-stimmigen gemischten Chor                                                                 | Ltg. Roland Bader | St. Canisius Charlottenburg                                                                                               |
| 4. Juni 87      | Max Bruch Richard Strauss                                                                           | Kyrie, Sanctus, Agnus Die op. 35 Wandrers Sturmlied Taillefer                                                      | Verena Schweizer Helga Hein Guardian David Griffith Urs Markus Symphonisches Orchester Berlin, Ltg. Roland Bader | Philharmonie Berlin |
| 7. Juni 87      | Ruggiero Giovanelli                                                                                 | Missa: Vestiva i colli für 8-stimmigen Doppelchor                                                                  | Ltg. Roland Bader | Johannesbasilika Kreuzberg                                                                                                |
| 14. Juli 87     | Giovanni Nanini                                                                                     | Missa: Vestiva i colli für 5-stimmigen Chor                                                                        | Ltg. Roland Bader | St. Matthias Schöneberg                                                                                                   |
| 17. Juni 87     | div.                                                                                                | Bistums Fronleichnamsfeier                                                                                         | Blechbläserensemble der Berliner Philharmoniker, Ltg. Roland Bader | St. Canisius Charlottenburg                                                                                               |
| 21. Juni 87     | Giovanni Pierluigi da Palestrina                                                                    | Missa: Ecce nunc benedicite für 6-stimmigen gemischten Chor                                                        | Ltg. Roland Bader | Johannesbasilika Kreuzberg                                                                                                |
| 28. Juni 87     | Giovanni Pierluigi da Palestrina                                                                    | Missa: Tu es Petrus für 6-stimmigen gemischten Chor                                                                | Ltg. Roland Bader | Johannesbasilika Kreuzberg                                                                                                |
| 7. Juli 87      | Ruggiero Giovanelli                                                                                 | Missa: Vestiva i colli füfür 8-stimmigen Doppelchor                                                                | Ltg. Roland Bader | Johannesbasilika Kreuzberg                                                                                                |
| 21. Juli 87     | Giovanni Pierluigi da Palestrina                                                                    | Missa: Ecce nunc benedicite für 6-stimmigen gemischten Chor                                                        | Ltg. Roland Bader | Johannesbasilika Kreuzberg                                                                                                |
| 28. Juli 87     | Giovanni Pierluigi da Palestrina                                                                    | Missa: Tu es Petrus für 6-stimmigen gemischten Chor                                                                | Ltg. Roland Bader | Johannesbasilika Kreuzberg                                                                                                |
| 23. Aug. 1987   | Orlando di Lasso                                                                                    | Missa Bell' Amfitrit' altera für 8-stimmigen Doppelchor                                                            | Ltg. Roland Bader | Johannesbasilika Kreuzberg                                                                                                |
| 30. Aug. 1987   | div.                                                                                                | Sternstunde IV anl. Der 750 Jahr Feier Opernstadt Berlin                                                           | Mara Zampieri Ute Walther Peter Dvorsky Simon Estes Matti Salminen Chor der Deutschen Oper Berlin Chöre des Berliner Sängerbundes Jugend Weltorchester Regie Götz Friedrich Ltg. Gerd Albrecht                                                          | Großer Stern Tiergarten Berlin                                                                                            |
| 6. Sept. 1987   | Giovanni Nanini                                                                                     | Missa: Vestiva i colli für 5-stimmigen Chor                                                                        | Ltg. Roland Bader | Johannesbasilika Kreuzberg                                                                                                |
| 13. Sept. 1987  | div.                                                                                                | Bistumstag | Blechbläserensemble der Berliner Philharmoniker, Ltg. Roland Bader | Deutschlandhalle |
| 20. Sept. 1987  | Giovanni Pierluigi da Palestrina                                                                    | Missa brevis für 4 bis 5-stimmigen gemischten Chor                                                                 | Ltg. Roland Bader | St. Clemens Kreuzberg |
| 27. Sept. 1987  | Roland Bader                                                                                        | Missa choralis für 4- bis 6-stimmigen Chor                                                                         | Ltg. Roland Bader | Johannesbasilika Kreuzberg                                                                                                |
| 11. Okt. 1987   | Edgar Tinel                                                                                         | Missa B. M. V. de Lourdes                                                                                          | Ltg. Roland Bader | Johannesbasilika Kreuzberg                                                                                                |
| 18. Okt. 1987   | Giovanni Gabrieli                                                                                   | Missa brevis D-Dur für 4-stimmigen gemischten Chor                                                                 | Ltg. Roland Bader | Johannesbasilika Kreuzberg                                                                                                |
| 25. Okt. 1987   | Giovanni Pierluigi da Palestrina                                                                    | Missa in A für 4-stimmigen Knabenchor                                                                              | Ltg. Roland Bader | Johannesbasilika Kreuzberg                                                                                                |
| 30. Okt. 1987   | Thomas Tallis, Felix Mendelssohn Bartholdy                                                          | Spem in alium (40 stimmig) Psalmen2, 43 und 100                                                                    | Zusätzlich: Evangelische Kirchenchöre Berlins Ltg. Karl Ludwig Hecht | Matthäuskirche Berlin |
| 8. Nov. 1987    | Johannes Brahms Wolfgang Amadeus Mozart                                                             | Japanische und deutsche Volkslieder Liebesliederwalzer op. 52 Sonate für zwei Klaviere                             | Tokyo Festival Choir Motoko Toyoda Klaus Hellwig Saburo Watanabe Ltg. Roland Bader | Hochschule der Künste Berlin Konzertsaal                                                                                  |
| 12. Nov. 1987   | Johannes Brahms                                                                                     | Ein Deutsches Requiem                                                                                              | Kristina Laki Roland Hermann Martin Steinert Orgel Berliner Philharmonisches Orchester, Ltg. Roland Bader | Philharmonie Berlin |
| 15. Nov. 1987   | Max Baumann                                                                                         | Missa (1953) für 4 bis 8-stimmigen gemischten Chor                                                                 | Ltg. Roland Bader | Johannesbasilika Kreuzberg                                                                                                |
| 22. Nov. 1987   | Giovanni Pierluigi da Palestrina                                                                    | Missa Laudate Dominum für 8-stimmigen Doppelchor                                                                   | Ltg. Roland Bader | St. Elisabeth Schöneberg                                                                                                  |
| 12. Dez. 1987   | div.                                                                                                | Weihnachtliches Konzert                                                                                            | Knabenchor der Hedwigskathedrale Blechbläserensemble der Berliner Philharmoniker, Ltg. Roland Bader | Philharmonie Berlin |
| 13. Dez. 1987   | Max Baumann                                                                                         | Schutzengel Messe für vierstimmigen gemischten Chor                                                                | Ltg. Roland Bader | Johannesbasilika Kreuzberg                                                                                                |
| 22. Dez. 1987   | Antonio Vivaldi                                                                                     | Gloria D-Dur | Illaria Galgani Mira Zakai Berliner Philharmonisches Orchester, Ltg. Sir Yehudi Menuhin | Philharmonie Berlin, Zweites Konzert am 23. Dez 87                                                                        |
| 25. Dez. 1987   | Giovanni Pierluigi da Palestrina                                                                    | Missa: Tu es Petrus für 6-stimmigen gemischten Chor                                                                | Ltg. Roland Bader | Johannesbasilika Kreuzberg                                                                                                |
| 26. Dez. 1987   | Giovanni Gabrieli                                                                                   | Missa brevis für 4-stimmigen gemischten Chor                                                                       | Ltg. Roland Bader | Justizvollzugsanstalt Tegel                                                                                               |
| 8. Jan. 1988    | Franz Schubert, Otto Nicolai                                                                        | Messe in As-Dur, Te Deum                                                                                           | Regine Gebhardt, Gabriele Schreckenbach, Aldo Baldin, Roland Hermann, Radio Symphonie Orchester Berlin, Ltg. Roland Bader | Philharmonie Berlin |
| 10. Jan. 1988   | Giovanni Pierluigi da Palestrina                                                                    | Missa Papae Marcelli für 6-stimmigen gemischten Chor                                                               | Ltg. Roland Bader | Johannesbasilika Kreuzberg                                                                                                |
| 17. Jan. 1988   | Roland Bader                                                                                        | Missa choralis für 4- bis 6-stimmigen Chor                                                                         | Ltg. Roland Bader | Johannesbasilika Kreuzberg                                                                                                |
| 22. Jan. 1988   | Orlando di Lasso                                                                                    | Missa Bell' Amfitrit' altera für 8-stimmigen Doppelchor                                                            | Ltg. Roland Bader | Don Bosco Wannsee |
| 31. Jan. 1988   | Wolfgang Amadeus Mozart                                                                             | Missa brevis C-Dur KV 49                                                                                           | Ltg. Roland Bader | Johannesbasilika Kreuzberg                                                                                                |
| 21. Feb. 1988   | Giovanni Pierluigi da Palestrina                                                                    | Missa Ecce ego Joannes für 6-stimmigen gemischten Chor                                                             | Ltg. Roland Bader | Johannesbasilika Kreuzberg                                                                                                |
| 13. März 1988   | Ludwig van Beethoven                                                                                | IX. Symphonie | Carmen Reppel, Glenys Linos, Richard Vesalle, Siegmund Nimsgern, Symphonisches Orchester Berlin, Ltg. Wolf Dieter Hauschild | Philharmonie Berlin |
| 20. März 1988   | Hans Leo Hassler                                                                                    | Missa octo vocum für achtstimmigen Doppelchor                                                                      | Ltg. Roland Bader | Johannesbasilika Kreuzberg                                                                                                |
| 27. März 1988   | Franz von Suppe´                                                                                    | Requiem | Annette Robbert, Christiane Beckmann, James O’Neal, Richard Salter, Symphonisches Orchester Berlin, Ltg. Roland Bader | Philharmonie Berlin |
| 1. April 88     | div.                                                                                                | Passionsmotetten                                                                                                   | Ltg. Roland Bader | Johannesbasilika Kreuzberg                                                                                                |
| 3. April 88     | Wolfgang Amadeus Mozart                                                                             | Teile aus der großen Messe c-Moll KV 427                                                                           | Solisten und Domkapelle | Johannesbasilika Kreuzberg                                                                                                |
| 16. April 88    | Johannes Brahms, Wolfg. Amad. Mozart, Joh. Seb. Bach, Josef Haydn, Ludwig v. Beethoven, Helge Jörns | Ein Deutsches Requiem, Messe in c-Moll, Magnificat, Heilig Messe, IX. Symphonie, Der Aquädukt, A-cappella-Programm | Lily Tuneh Gabriele Schreckenbach Lutz Michael Harder Waldemar Wild Tokyo Festival Choir, Tokyo Philharmonic Orchestra Philippine Philharmonic Orchestra Ltg. Roland Bader                                                                              | Japan und Philippinen Tournee, vom 16. April – 3. Mai 1988, Acht Konzerte in Tokyo Yokohama und Manila                    |
| 8. Mai 88       | Wolfg. A. Mozart, Joseph Haydn                                                                      | Vesp. solennes de confessore, Heilig Messe                                                                         | Turid Karlsen, Kaja Borris, Lutz Michael Harder Waldemar Wild, Domkapelle Berlin, Ltg. Roland Bader | Philharmonie Berlin |
| 15. Mai 88      | Giovanni Pierluigi da Palestrina                                                                    | Missa brevis für 4-stimmigen gemischten Chor                                                                       | Ltg. Roland Bader | Johannesbasilika Kreuzberg                                                                                                |
| 22. Mai 88      | Joseph Rheinberger                                                                                  | Missa in es für 8-stimmigen Doppelchor                                                                             | Ltg. Roland Bader | Johannesbasilika Kreuzberg                                                                                                |
| 1. Juni 88      | div.                                                                                                | Bistums Fronleichnamsfeier                                                                                         | Ltg. Roland Bader | St. Canisius Charlottenburg                                                                                               |
| 5. Juni 88      | Antonio Lotti                                                                                       | Missa in D für vierstimmigen Chor                                                                                  | Ltg. Roland Bader | Johannesbasilika Kreuzberg                                                                                                |
| 12. Juni 88     | Roland Bader                                                                                        | Missa choralis für 4- bis 6-stimmigen Chor                                                                         | Ltg. Roland Bader | Johannesbasilika Kreuzberg                                                                                                |
| 24. Juli 88     | Anton Bruckner                                                                                      | Messe in f-Moll Te Deum                                                                                            | Helga Hein Guardian Birgit Huber Alwin Niklas Nelson Martilotti Nürnberger Symphoniker Ltg. Roland Bader | Tirschenreuth |
| 7. Aug. 1988    | Hans Leo Hassler                                                                                    | Missa octo vocum für achtstimmigen Doppelchor                                                                      | Ltg. Roland Bader | Johannesbasilika Kreuzberg                                                                                                |
| 10. Aug. 1988   | Orlando di Lasso Anton Bruckner Giovanni Pierluigi da Palestrina                                    | Missa Bell' Amfitrit' altera Locus iste Ave Maria Ego sum panis vivus                                              | Ltg. Roland Bader | Allerheiligen Borsigwalde                                                                                                 |
| 24. Aug. 1988   | Giovanni Pierluigi da Palestrina                                                                    | Missa Papae Marcelli für 6-stimmigen gemischten Chor                                                               | Ltg. Roland Bader | Johannesbasilika Kreuzberg                                                                                                |
| 4. Sept. 1988   | Hans Leo Hassler                                                                                    | Missa secunda für 4-stimmigen Chor                                                                                 | Ltg. Roland Bader | Johannesbasilika Kreuzberg                                                                                                |
| 18. Sept. 1988  | Bartlomiej Pekiel                                                                                   | Missa pulcherissima                                                                                                | Ltg. Roland Bader | Johannesbasilika Kreuzberg                                                                                                |
| 25. Sept. 1988  | Giovanni Pierluigi da Palestrina                                                                    | Missa Ecce ego Joannes für 6-stimmigen gemischten Chor                                                             | Ltg. Roland Bader | Johannesbasilika Kreuzberg                                                                                                |
| 2. Okt. 1988    | Giovanni Pierluigi da Palestrina                                                                    | Missa brevis für 4 bis 5-stimmigen gemischten Chor                                                                 | Ltg. Roland Bader | St. Bonifatius Kreuzberg                                                                                                  |
| 23. Okt. 1988   | Orlando di Lasso                                                                                    | Missa Bell' Amfitrit' altera für 8-stimmigen Doppelchor                                                            | Ltg. Roland Bader | St. Matthias Schöneberg                                                                                                   |
| 30. Okt. 1988   | div.                                                                                                | Marienprogramm | Ltg. Roland Bader | Johannesbasilika Kreuzberg                                                                                                |
| 1. Nov. 1988    | Wolfgang Amadeus Mozart                                                                             | Krönungsmesse KV 317                                                                                               | Solisten und Domkapelle, Ltg. Roland Bader | St. Hedwigskathedrale Ostberlin                                                                                           |
| 5. Nov. 1988    | Georg Friedrich Händel Wolfgang Amadeus Mozart                                                      | Utrechter Te Deum, Te Deum                                                                                         | Solisten und Domkapelle, Ltg. Roland Bader | St. Hedwigskathedrale Ostberlin                                                                                           |
| 6. Nov. 1988    | Tomas Luis de Victoria                                                                              | Missa O quam gloriosum für 4-stimmigen gemischten Chor                                                             | Ltg. Roland Bader | Johannesbasilika Kreuzberg                                                                                                |
| 20. Nov. 1988   | Joseph Rheinberger                                                                                  | Missa in es für 8-stimmigen Doppelchor                                                                             | Ltg. Roland Bader | Johannesbasilika Kreuzberg                                                                                                |
| 27. Nov. 1988   | Orlando di Lasso                                                                                    | Missa Osculetur me für zwei 4-stimmige Chöre                                                                       | Ltg. Roland Bader | Johannesbasilika Kreuzberg                                                                                                |
| 29. Nov. 1988   | Anton Bruckner                                                                                      | Messe in f-Moll, Te Deum                                                                                           | Ilaria Galgani, Gabriele Schreckenbach, Volker Bengel, Tomislav Neralic´, Berliner Philharmonisches Orchester, Ltg. Roland Bader | Philharmonie Berlin |
| 4. Dez. 1988    | Giuseppe Bernabel                                                                                   | Missa in G für 4-stimmigen Chor                                                                                    | Ltg. Roland Bader | Johannesbasilika Kreuzberg                                                                                                |
| 11. Dez. 1988   | Roland Bader                                                                                        | Missa choralis für 4- bis 6-stimmigen Chor                                                                         | Ltg. Roland Bader | Johannesbasilika Kreuzberg                                                                                                |
| 11. Dez. 1988   | Max Reger, Johann Nepomuk David, Roland Bader                                                       | Es kommt ein Schiff geladen, O Heiland reiß die Himmel auf Missa choralis                                          | Günter Gerlach Orgel, Ltg. Roland Bader | Heilige Familie Lichterfelde                                                                                              |
| 19. Dez. 1988   | div.                                                                                                | Weihnachtliches Konzert                                                                                            | Knabenchor der Hedwigskathedrale Blechbläserensemble der Berliner Philharmoniker, Ltg. Roland Bader | Philharmonie Berlin, Zweites Konzert am 20. Dezember 1988                                                                 |
| 25. Dez. 1988   | Joseph Haydn                                                                                        | Heiligmesse | Solisten und Domkapelle, Ltg. Roland Bader | Johannesbasilika Kreuzberg                                                                                                |
| 26. Dez. 1988   | Philippe de Monte                                                                                   | Missa sine Nomine für 6-stimmigen gemischten Chor                                                                  | Ltg. Roland Bader | Justizvollzugsanstalt Tegel                                                                                               |
| 8. Jan. 1989    | Giovanni Pierluigi da Palestrina                                                                    | Missa brevis für 4-stimmigen gemischten Chor                                                                       | Ltg. Roland Bader | Johannesbasilika Kreuzberg                                                                                                |
| 13. Jan. 1989   | Hans Leo Hassler                                                                                    | Missa octo vocum für achtstimmigen Doppelchor                                                                      | Ltg. Roland Bader | St. Canisius Charlottenburg                                                                                               |
| 5. Feb. 1989    | Ludwig van Beethoven                                                                                | Messe in C-Dur | Solisten und Domkapelle, Ltg. Roland Bader | Johannesbasilika Kreuzberg                                                                                                |
| 9. Feb. 1989    | Johannes Brahms, Gustav Mahler, Ermanno Wolf Ferrari                                                | Nänie, Lieder eines fahrenden Gesellen La vita nuova                                                               | Celina Lindsley Georg Fortune Helmut Wildt Sprecher, Lorne Richstone Klavier, Götz Bernau Violine, Symphonisches Orchester Berlin, Ltg. Roland Bader | Philharmonie Berlin |
| 26. Feb. 1989   | Joseph Rheinberger                                                                                  | Messe in Es-Dur | Ltg. Roland Bader | Johannesbasilika Kreuzberg                                                                                                |
| 4. März 1989    | Ludwig van Beethoven                                                                                | IX. Symphonie | Rosina Bacher, Ute Walther, Aldo Baldin Waldemar Wild Symphonisches Orchester Berlin, Ltg. Wolf Dieter Hauschild | Philharmonie Berlin |
| 5. März 1989    | Ludwig van Beethoven                                                                                | IX. Symphonie | Rosina Bacher, Ute Walther, Aldo Baldin, Waldemar Wild Symphonisches Orchester Berlin, Ltg. Wolf Dieter Hauschild | Philharmonie Berlin |
| 24. März 1989   | div.                                                                                                | Passionsmotetten und Choräle                                                                                       | Ltg. Roland Bader | Johannesbasilika Kreuzberg                                                                                                |
| 26. März 1989   | Giovanni Pierluigi da Palestrina                                                                    | Missa: Tu es Petrus für 6-stimmigen gemischten Chor                                                                | Ltg. Roland Bader | Johannesbasilika Kreuzberg                                                                                                |
| 9. April 89     | Ludwig Berberich                                                                                    | Messe in F-Dur für 6-stimmigen gemischten Chor                                                                     | Ltg. Roland Bader | Johannesbasilika Kreuzberg                                                                                                |
| 23. April 89    | Bartlomiej Pekiel                                                                                   | Missa pulcherissima                                                                                                | Ltg. Roland Bader | Johannesbasilika Kreuzberg                                                                                                |
| 30. April 89    | Orlando di Lasso, Anton Bruckner                                                                    | Missa Bell' Amfitrit' altera, Ave verum, Ave Maria                                                                 | Ltg. Roland Bader | Bonn Münsterkirche, 2000-Jahr-Feier Bonn – Festgottesdienst „Ein Tag aus Berlin“                                          |
| 5. Mai 89       | Marc A. Charpentier, Gioacchino Rossini                                                             | Te Deum, Messa di Gloria                                                                                           | Yoko Kawahara Stobinski, Yasuko Hayashi, Christine Beckmann, Keith Lewis, David Gordon, Waldemar Wild, Martin Steinert Orgel, Domkapelle Berlin, Ltg. Roland Bader                                                                                      | Philharmonie Berlin |
| 7. Mai 89       | Giovanni Nanini                                                                                     | Missa: Vestiva i colli für 5-stimmigen Chor                                                                        | Ltg. Roland Bader | Johannesbasilika Kreuzberg                                                                                                |
| 14. Mai 89      | Hans Leo Hassler                                                                                    | Missa octo vocum für achtstimmigen Doppelchor                                                                      | Ltg. Roland Bader | Johannesbasilika Kreuzberg                                                                                                |
| 21. Mai 89      | Felix Mendelssohn Bartholdy                                                                         | Elias | Faye Robinson, Maureen Forrester, Horst Laubenthal, Andreas Schmidt, Gino Francucci Knabe, Martin Steinert Orgel, Radio Symphonie Orchester Berlin, Ltg. Roland Bader                                                                                   | Philharmonie Berlin |
| 24. Mai 89      | div.                                                                                                | Bistums Fronleichnamsfeier                                                                                         | Blechbläserensemble der Berliner Philharmoniker, Ltg. Roland Bader | St. Canisius Charlottenburg                                                                                               |
| 1. Juni 89      | Zoltan Kodaly                                                                                       | Psalmus Hungaricus op. 13                                                                                          | Denes Gulyas, Knabenchor der Hedwigskathedrale Berliner Philharmonisches Orchester, Ltg. Ivan Fischer | Philharmonie Berlin, Zweites Konzert am 2. Jun 89                                                                         |
| 15. Juni 89     | F. C. David, Karol Szymanowski, L. E. Reyer                                                         | Les Brises d´ Orient Le Desert Lieder des verliebten Muezzin, Le Selam                                             | Bruno Lazzaretti, Gertrud Ottenthal, Johann Rene Schmidt, Olivier Pascalin, Radio Symphonie Orchester Berlin, Ltg. Guido Maria Guida | Philharmonie Berlin |
| 25. Juni 89     | Giovanni Pierluigi da Palestrina                                                                    | Missa Papae Marcelli für 6-stimmigen gemischten Chor                                                               | Ltg. Roland Bader | Johannesbasilika Kreuzberg                                                                                                |
| 9. Juli 89      | Ludwig Berberich                                                                                    | Messe in F-Dur für 6-stimmigen gemischten Chor                                                                     | Ltg. Roland Bader | Johannesbasilika Kreuzberg                                                                                                |
| 10. Sept. 1989  | Wolfgang Amadeus Mozart                                                                             | Krönungsmesse KV 317                                                                                               | Solisten und Domkapelle Ltg. Roland Bader | St. Matthias Schöneberg                                                                                                   |
| 1. Okt. 1989    | Giovanni Pierluigi da Palestrina                                                                    | Missa Papae Marcelli für 6-stimmigen gemischten Chor                                                               | Ltg. Roland Bader | Johannesbasilika Kreuzberg                                                                                                |
| 5. Okt. 1989    | Giovanni Pierluigi da Palestrina                                                                    | Missa brevis für 4 bis 5-stimmigen gemischten Chor                                                                 | Ltg. Roland Bader | St. Franziskus Krankenhaus                                                                                                |
| 15. Okt. 1989   | Edgar Tinel                                                                                         | Missa B. M. V. de Lourdes                                                                                          | Ltg. Roland Bader | Johannesbasilika Kreuzberg                                                                                                |
| 22. Okt. 1989   | Ferrucio Busoni, Giuseppe Verdi, Giacomo Puccini                                                    | Stabat Mater, Stabat Mater, Messa di Gloria                                                                        | Regine Gebhard, Janice Alder, Alford Frieder Lang, Georg Fortune, Radio Symphonie Orchester Berlin, Ltg. Roland Bader | Philharmonie Berlin |
| 11. Nov. 1989   | Giuseppe Verdi                                                                                      | Te Deum, Gefangenenchor aus Nabucco                                                                                | Landesjugendorchester Berlin, Ltg. Roland Bader | Bad Steben |
| 13. Nov. 1989   | Giuseppe Verdi                                                                                      | Te Deum, Gefangenenchor aus Nabucco                                                                                | Landesjugendorchester Berlin, Ltg. Roland Bader | Philharmonie Berlin |
| 19. Nov. 1989   | Orlando di Lasso                                                                                    | Missa Osculetur me für zwei 4-stimmige Chöre                                                                       | Ltg. Roland Bader | Johannesbasilika Kreuzberg                                                                                                |
| 26. Nov. 1989   | Giovanni Pierluigi da Palestrina                                                                    | Missa Ecce ego Joannes für 6-stimmigen gemischten Chor                                                             | Ltg. Roland Bader | Johannesbasilika Kreuzberg                                                                                                |
| 4. Dez. 1989    | div.                                                                                                | Weihnachtliches Konzert                                                                                            | Brigitte Vogel, Knabenchor der Hedwigskathedrale Blechbläserensemble der Berliner Philharmoniker, Ltg. Roland Bader | Philharmonie Berlin, Zweites Konzert am 5. Dez 89                                                                         |
| 10. Dez. 1989   | Orlando di Lasso                                                                                    | Missa Osculetur me für zwei 4-stimmige Chöre                                                                       | Ltg. Roland Bader | Johannesbasilika Kreuzberg                                                                                                |
| 22. Dez. 1989   | div.                                                                                                | Weihnachtliches Konzert                                                                                            | Blechbläserensemble der Berliner Philharmoniker, Ltg. Roland Bader | Kaiser Wilhelm Gedächtniskirche                                                                                           |
| 25. Dez. 1989   | W. A. Mozart                                                                                        | Missa brevis C-Dur KV 258 Piccolomini-Messe                                                                        | Solisten und Domkapelle | Johannesbasilika Kreuzberg                                                                                                |
| 26. Dez. 1989   | div.                                                                                                | Weihnachtliche Liedsätze                                                                                           | Ltg. Roland Bader | Justizvollzugsanstalt Tegel                                                                                               |
| 1. Jan. 90      | Georg Friedrich Händel                                                                              | Te Deum etc. | Domkapelle Berlin, Ltg. Roland Bader | St. Hedwigskathedrale Mitte                                                                                               |
| 26. Jan. 90     | Giovanni Pierluigi da Palestrina                                                                    | Missa Papae Marcelli für 6-stimmigen gemischten Chor                                                               | Ltg. Roland Bader | St. Elisabeth Schöneberg                                                                                                  |
| 28. Jan. 90     | Joseph Rheinberger                                                                                  | Messe in Es-Dur | Ltg. Roland Bader | Johannesbasilika Kreuzberg                                                                                                |
| 11. Feb. 90     | Wolfg. Amad. Mozart Johann Sebastian Bach                                                           | Große Messe in c-Moll-Kantate Gloria in excelsis Deo                                                               | Daniela Bechly, Brigitte Vogel, Christian Elsner, Markus Köhler, Martin Steinert Orgel, Domkapelle Berlin, Ltg. Roland Bader | Philharmonie Berlin |
| 18. Feb. 90     | Ludwig Berberich                                                                                    | Messe in F-Dur | Ltg. Roland Bader | Johannesbasilika Kreuzberg                                                                                                |
| 25. Feb. 90     | Joseph Rheinberger                                                                                  | Messe in Es-Dur | Ltg. Roland Bader | St. Hedwigskathedrale Mitte                                                                                               |
| 11-März-90      | Philippe de Monte                                                                                   | Missa sine Nomine                                                                                                  | Ltg. Roland Bader | Johannesbasilika Kreuzberg                                                                                                |
| 1. April 90     | Joseph Haydn                                                                                        | Die Schöpfung | Verena Schweizer, Clemens Bieber, Matthias Hölle, Domchor von St. Hedwig Staatskapelle Berlin, Ltg. Roland Bader | Philharmonie Berlin |
| 13. April 90    | Bach, Bruckner, Viktoria                                                                            | Passionsmotetten                                                                                                   | Ltg. Roland Bader | Johannesbasilika Kreuzberg                                                                                                |
| 15. April 90    | Franz Schubert                                                                                      | Messe in G-Dur | Solisten und Domkapelle, Ltg. Roland Bader | Johannesbasilika Kreuzberg                                                                                                |
| 29. April 90    | Bruckner, Handl, Lasso und Hassler                                                                  | Motetten | Ltg. Roland Bader | Johannesbasilika Kreuzberg                                                                                                |
| 13. Mai 90      | Claudio Monteverdi                                                                                  | Messe a quattro voci                                                                                               | Ltg. Roland Bader | Johannesbasilika Kreuzberg                                                                                                |
| 24. Mai 90      | Gustav Mahler                                                                                       | Symphonie Nr. 198, Symphonie der Tausend                                                                           | Diverse Chöre aus Polen, Japan und Deutschland, Barbara Zagorzanka, Krystyna Tyborowska, Ewa Kowalczyk Pawlik, Katarina Suska, Bozena Zawislak, Jerzy Knetig, Andrzej Biegun, Leonard Mroz, Orchester der Staatsphilharmonie Krakau, Ltg. Roland Bader  | Festival Europäische Musik, Philharmonie Berlin                                                                           |
| 25. Mai 90      | Igor Strawinski                                                                                     | „Vom Himmel hoch“ Choralvariationen, nach Johann Sebastian Bach                                                    | Berliner Philharmonisches Orchester, Ltg. Daniel Barenboim | Philharmonie Berlin, Zweites Konzert am 26. Mai 90                                                                        |
| 27. Mai 90      | div.                                                                                                | Kirchenliedsätze                                                                                                   | Blechbläserensemble der Berliner Philharmoniker, Ltg. Roland Bader | Hauptgottesdienst Katholikentag Waldbühne                                                                                 |
| 30. Mai 90      | Helge Jörns, Werner Pelinka                                                                         | Der Aquädukt, Gloria op. 7                                                                                         | Gabriele Schreckenbach, Waldemar Wild, Martin Steinert Orgel, Orchester der Staatsphilharmonie Krakau, Ltg. Roland Bader | Festival Europäische Musik, Wien Großer Konzertsaal                                                                       |
| 3. Juni 90      | Orlando di Lasso                                                                                    | Missa Bell' Amfitrit' altera für 8-stimmigen Doppelchor                                                            | Ltg. Roland Bader | Johannesbasilika Kreuzberg                                                                                                |
| 10. Juni 90     | Giovanni Pierluigi da Palestrina                                                                    | Missa Papae Marcelli für 6-stimmigen gemischten Chor                                                               | Ltg. Roland Bader | Johannesbasilika Kreuzberg                                                                                                |
| 14. Juni 90     | div.                                                                                                | Fronleichnamsgesänge                                                                                               | Blechbläserensemble der Berliner Philharmoniker, Ltg. Roland Bader | St. Canisius Charlottenburg                                                                                               |
| 30. Juni 90     | Carl Orff                                                                                           | Carmina burana | Venceslava Hrub, Freiberger, David Knutson, William Oberholtzer, Symphonisches Orchester Berlin, Ltg. Horst Neumann | Philharmonie Berlin |
| 8. Juli 90      | Giovanni Gabrieli                                                                                   | Missa brevis für 4 bis 5-stimmigen gemischten Chor                                                                 | Ltg. Roland Bader | Johannesbasilika Kreuzberg                                                                                                |
| 9. Sept. 1990   | Hans Leo Hassler                                                                                    | Missa octo vocum für achtstimmigen Doppelchor                                                                      | Ltg. Roland Bader | Johannesbasilika Kreuzberg                                                                                                |
| 23. Sept. 1990  | Giovanni Pierluigi da Palestrina                                                                    | Missa Papae Marcelli für 6-stimmigen gemischten Chor                                                               | Ltg. Roland Bader | Johannesbasilika Kreuzberg                                                                                                |
| 2. Okt. 90      | Ludwig van Beethoven                                                                                | IX. Symphonie | Venceslava Hruba Freiberger Claudia Wullkopf Peter Schreier Bernd Weikel, Gewandhauschor Leipzig, Kinderchor Leipzig, Rundfunkchöre Leipzig und Berlin Gewandhausorchester Leipzig, Ltg. Kurt Masur                                                     | Schauspielhaus Berlin, aus Anlass der Deutschen Einheit am 3. Oktober 1990                                                |
| 3. Okt. 90      | Wolfgang Amadeus Mozart                                                                             | Spatzenmesse | Solisten, Domchor von St.Hedwig, Domkapelle, Ltg. Roland Bader | St. Hedwigskathedrale Mitte, Festmesse zur deutschen Vereinigung                                                          |
| 6. Okt. 90      | Giovanni Pierluigi da Palestrina                                                                    | Missa brevis für 4 bis 5-stimmigen gemischten Chor                                                                 | Ltg. Roland Bader | Johannesbasilika Kreuzberg                                                                                                |
| 7. Okt. 90      | Giovanni Pierluigi da Palestrina                                                                    | Missa Papae Marcelli für 6-stimmigen gemischten Chor                                                               | Ltg. Roland Bader | St. Bonifatius Kreuzberg                                                                                                  |
| 21. Okt. 90     | Joseph Haydn, Frank Martin                                                                          | Paukenmesse, In Terra Pax                                                                                          | Monika Frimmer, Ute Walther, Wolfgang Schmidt, Martin Gantner, Victor v. Halem, Domkapelle Berlin, Ltg. Georg Metz a. G. | Philharmonie Berlin |
| 1. Nov. 90      | Wolfgang Amadeus Mozart                                                                             | Krönungsmesse KV 317                                                                                               | Solisten Domkapelle, Ltg. Roland Bader | St. Hedwigskathedrale Mitte                                                                                               |
| 4. Nov. 90      | Ludwig Berberich                                                                                    | Messe in F-Dur | Ltg. Roland Bader | Johannesbasilika Kreuzberg                                                                                                |
| 11. Nov. 90     | Hans Leo Hassler                                                                                    | Missa octo vocum für achtstimmigen Doppelchor                                                                      | Ltg. Roland Bader | Johannesbasilika Kreuzberg                                                                                                |
| 25. Nov. 90     | Orlando di Lasso                                                                                    | Missa: Ecce nunc benedicite für 6-stimmigen gemischten Chor                                                        | Ltg. Roland Bader | St. Elisabeth Schöneberg                                                                                                  |
| 4. Dez. 90      | div.                                                                                                | Weihnachtliches Konzert                                                                                            | Knabenchor der Hedwigskathedrale Blechbläserensemble der Berliner Philharmoniker, Ltg. Roland Bader | Philharmonie Berlin |
| 8. Dez. 90      | Edgar Tinel                                                                                         | Missa B. M. V. de Lourdes                                                                                          | Ltg. Roland Bader | St. Canisius Charlottenburg                                                                                               |
| 18. Dez. 90     | div.                                                                                                | Weihnachtliches Konzert                                                                                            | Blechbläserensemble der Berliner Philharmoniker, Ltg. Roland Bader | Kaiser Wilhelm Gedächtniskirche                                                                                           |
| 25. Dez. 90     | Giovanni Pierluigi da Palestrina                                                                    | Missa: Tu es Petrus für 6-stimmigen gemischten Chor                                                                | Blechbläserensemble der Berliner Philharmoniker, Ltg. Roland Bader | St. Hedwigskathedrale Mitte                                                                                               |
| 26. Dez. 90     | Edgar Tinel                                                                                         | Missa B. M. V. de Lourdes                                                                                          | Ltg. Roland Bader | Justizvollzugsanstalt Tegel                                                                                               |
| 17. Feb. 91     | Wolfg. Amad. Mozart, Johann Sebastian Bach                                                          | Große Messe in c-Moll, Magnificat D-Dur                                                                            | Celina Lindsley Gabriele Schreckenbach Clemens Bieber Markus Köhler Domkapelle Berlin, Ltg. Roland Bader | Hochschule der Künste Berlin Konzertsaal                                                                                  |
| 24-März-91      | Giuseppe Verdi                                                                                      | Messa da Requiem                                                                                                   | Monika Pick-Hieronimi, Vera Baniewicz, James Wagner, Radoslaw Zukowski, Radio Symphonie Orchester Berlin, Ltg. Roland Bader | Hochschule der Künste Berlin Konzertsaal                                                                                  |
| 21. April 91    | Johann Sebastian Bach                                                                               | Messe in h-Moll | Kristina Laki, Cornelia Kallisch, Matthis Bleidorn, Wlodzimierz Zalewski, Radio Symphonie Orchester Berlin, Ltg. Roland Bader | Hochschule der Künste Berlin Konzertsaal                                                                                  |